# U-Bahn-Linie 5 (Hamburg)
| |  | Kehr- und Abstellanlage             |                                     |
| U-Bahn-Bahnhof (Strecke außer Betrieb) (im Tunnel) |  | Bramfeld                            | Bramfeld                            |
| U-Bahn-Haltepunkt / Haltestelle (Strecke außer Betrieb) (im Tunnel) |  | Steilshoop                          | Steilshoop                          |
| U-Bahn-Haltepunkt / Haltestelle (Strecke außer Betrieb) (im Tunnel) |  | Barmbek Nord                        | Barmbek Nord                        |
| U-Bahn-Kreuzung (im Tunnel) |  | Verbindungsbahn                     | Verbindungsbahn                     |
| U-Bahn-Strecke (außer Betrieb) (im Tunnel) |  | Betriebswerkstatt und Abstellanlage | Betriebswerkstatt und Abstellanlage |
| U-Bahn-Strecke (außer Betrieb) · U-Bahn-Strecke (außer Betrieb) |  |                                     |                                     |
| U-Bahn-Abzweig quer und von rechts · U-Bahn-Kreuzung geradeaus unten (Strecke geradeaus außer Betrieb) · U-Bahn-Kreuzung geradeaus unten (Strecke geradeaus außer Betrieb) · U-Bahn-Strecke von rechts |  | U1 nach Ohlsdorf                    | U1 nach Ohlsdorf                    |
| U-Bahn-Strecke · U-Bahn-Abzweig geradeaus und von links (Strecke außer Betrieb) · U-Bahn-Abzweig ehemals geradeaus, ehemals nach rechts und von links · Strecke nach rechts und von links              |  | Güterumgehungsbahn nach Barmbek     | Güterumgehungsbahn nach Barmbek     |
| U-Bahn-Brücke · U-Bahn-Brücke (Strecke außer Betrieb) · U-Bahn-Brücke · Brücke |  | Sengelmannstraße                    | Sengelmannstraße                    |
| U-Bahn-Bahnhof · U-Bahn-Bahnhof (Strecke außer Betrieb) · U-Bahn-Bahnhof · Strecke |  | Sengelmannstraße                    | Sengelmannstraße                    |
| U-Bahn-Strecke · U-Bahn-Strecke geradeaus (außer Betrieb) (im Tunnel) · U-Bahn-Strecke · Strecke |  |                                     |                                     |
| U-Bahn-Abzweig quer und nach rechts · U-Bahn-Kreuzung (Strecke geradeaus außer Betrieb) (im Tunnel) · U-Bahn-Strecke nach rechts · Strecke                                                             |  | U1 nach Kellinghusenstraße          | U1 nach Kellinghusenstraße          |
| Strecke quer · U-Bahn-Kreuzung (im Tunnel) · Strecke quer · Strecke nach rechts |  | Güterumgehungsbahn nach Stellingen  | Güterumgehungsbahn nach Stellingen  |
| U-Bahn-Bahnhof (Strecke außer Betrieb) (im Tunnel) |  | City Nord (Stadtpark)               | City Nord (Stadtpark)               |

| U-Bahn-Turmhaltepunkt (Strecke geradeaus außer Betrieb) (im Tunnel) |  | Borgweg (Stadtpark) | Borgweg (Stadtpark) |
| U-Bahn-Bahnhof (Strecke außer Betrieb) (im Tunnel)                  |  | Jarrestraße         | Jarrestraße         |

| U-Bahn-Haltepunkt / Haltestelle (Strecke außer Betrieb) (im Tunnel) |  | Beethovenstraße                       | Beethovenstraße                       |
| U-Bahn-Haltepunkt / Haltestelle (Strecke außer Betrieb) (im Tunnel) |  | Uhlenhorst                            | Uhlenhorst                            |
| U-Bahn-Haltepunkt / Haltestelle (Strecke außer Betrieb) (im Tunnel) |  | St. Georg                             | St. Georg                             |
| U-Bahn-Strecke von links (außer Betrieb) (im Tunnel) · U-Bahn-Abzweig geradeaus, nach links und nach rechts (Strecke außer Betrieb) (im Tunnel) · U-Bahn-Strecke von rechts (außer Betrieb) (im Tunnel) |  |                                       |                                       |
| U-Bahn-Strecke (außer Betrieb) (im Tunnel) · U-Bahn-Abzweig ehemals geradeaus und von links (im Tunnel) · U-Bahn-Kreuzung mit Tunnelstrecke (Strecke geradeaus außer Betrieb) (im Tunnel)               |  | U2 und U4 nach Berliner Tor           | U2 und U4 nach Berliner Tor           |
| U-Bahn-Bahnhof (Strecke außer Betrieb) (im Tunnel) · U-Bahn-Bahnhof (im Tunnel) · U-Bahn-Bahnhof (Strecke außer Betrieb) (im Tunnel)                                                                    |  | Hauptbahnhof Nord                     | Hauptbahnhof Nord                     |
| U-Bahn-Kreuzung (im Tunnel) · U-Bahn-Kreuzung (im Tunnel) · U-Bahn-Kreuzung (im Tunnel) |  | ( via Hauptbahnhof)                   | ( via Hauptbahnhof)                   |
| U-Bahn-Strecke (außer Betrieb) (im Tunnel) · U-Bahn-Strecke (im Tunnel) · U-Bahn-Strecke (außer Betrieb) (im Tunnel)                                                                                    |  | ( via Hauptbahnhof Süd)               | ( via Hauptbahnhof Süd)               |
| U-Bahn-Strecke (außer Betrieb) (im Tunnel) · U-Bahn-Strecke nach links (im Tunnel) · U-Bahn-Kreuzung mit Tunnelstrecke (Strecke geradeaus außer Betrieb) (im Tunnel)                                    |  | U2 und U4 nach Jungfernstieg          | U2 und U4 nach Jungfernstieg          |
| U-Bahn-Strecke nach links (außer Betrieb) (im Tunnel) · U-Bahn-Abzweig von links und von rechts (Strecke außer Betrieb) (im Tunnel) · U-Bahn-Strecke nach rechts (außer Betrieb) (im Tunnel)            |  |                                       |                                       |
| U-Bahn-Kreuzung mit Tunnelstrecke (im Tunnel) |  | Citytunnel der S-Bahn                 | Citytunnel der S-Bahn                 |
| U-Bahn-Strecke von links (außer Betrieb) (im Tunnel) · U-Bahn-Abzweig nach links und nach rechts (Strecke außer Betrieb) (im Tunnel) · U-Bahn-Strecke von rechts (außer Betrieb) (im Tunnel)            |  |                                       |                                       |
| U-Bahn-Strecke (außer Betrieb) (im Tunnel) · U-Bahn-Strecke von links (im Tunnel) · U-Bahn-Kreuzung mit Tunnelstrecke (Strecke geradeaus außer Betrieb) (im Tunnel)                                     |  | U1 nach Jungfernstieg                 | U1 nach Jungfernstieg                 |
| U-Bahn-Bahnhof (Strecke außer Betrieb) (im Tunnel) · U-Bahn-Bahnhof (im Tunnel) · U-Bahn-Bahnhof (Strecke außer Betrieb) (im Tunnel)                                                                    |  | Stephansplatz (Oper/CCH)              | Stephansplatz (Oper/CCH)              |
| U-Bahn-Kreuzung mit Tunnelstrecke (Strecke geradeaus außer Betrieb) (im Tunnel) · U-Bahn-Strecke nach rechts (im Tunnel) · U-Bahn-Strecke (außer Betrieb) (im Tunnel)                                   |  | U1 nach Hallerstraße                  | U1 nach Hallerstraße                  |
| U-Bahn-Strecke nach links (außer Betrieb) (im Tunnel) · U-Bahn-Abzweig von links und von rechts (Strecke außer Betrieb) (im Tunnel) · U-Bahn-Strecke nach rechts (außer Betrieb) (im Tunnel)            |  |                                       |                                       |
| U-Bahn-Kreuzung (im Tunnel) |  | ( via Dammtor)                        | ( via Dammtor)                        |
| U-Bahn-Strecke (außer Betrieb) (im Tunnel) |  |                                       |                                       |
| U-Bahn-Haltepunkt / Haltestelle (Strecke außer Betrieb) (im Tunnel) |  | Universität                           | Universität                           |
| U-Bahn-Haltepunkt / Haltestelle (Strecke außer Betrieb) (im Tunnel) |  | Grindelberg                           | Grindelberg                           |
| U-Bahn-Turmhaltepunkt (Strecke geradeaus außer Betrieb) (im Tunnel) |  | Hoheluftbrücke                        | Hoheluftbrücke                        |
| U-Bahn-Haltepunkt / Haltestelle (Strecke außer Betrieb) (im Tunnel) |  | Gärtnerstraße                         | Gärtnerstraße                         |
| U-Bahn-Haltepunkt / Haltestelle (Strecke außer Betrieb) (im Tunnel) |  | Universitätsklinikum                  | Universitätsklinikum                  |
| U-Bahn-Haltepunkt / Haltestelle (Strecke außer Betrieb) (im Tunnel) |  | Behrmannplatz                         | Behrmannplatz                         |
| U-Bahn-Strecke von links (außer Betrieb) (im Tunnel) · U-Bahn-Abzweig geradeaus und nach rechts (Strecke außer Betrieb) (im Tunnel)                                                                     |  | Betriebsgleis/Übergabegleis zur U2    | Betriebsgleis/Übergabegleis zur U2    |
| U-Bahn-Tunnelende · U-Bahn-Strecke (außer Betrieb) (im Tunnel) |  | genauer Verlauf noch nicht festgelegt | genauer Verlauf noch nicht festgelegt |
| U-Bahn-Abzweig quer und nach links · U-Bahn-Turmhaltepunkt (Strecke geradeaus außer Betrieb) (im Tunnel)                                                                                                |  | Hagenbecks Tierpark                   | Hagenbecks Tierpark                   |
| U-Bahn-Haltepunkt / Haltestelle (Strecke außer Betrieb) (im Tunnel) |  | Sportplatzring                        | Sportplatzring                        |
| U-Bahn-Turmbahnhof (im Tunnel) |  | Stellingen                            | Stellingen                            |
| U-Bahn-Kreuzung (im Tunnel) |  | Bahnstrecke Hamburg-Altona–Kiel       | Bahnstrecke Hamburg-Altona–Kiel       |
| U-Bahn-Bahnhof (Strecke außer Betrieb) (im Tunnel) |  | Arenen/Volkspark                      | Arenen/Volkspark                      |
| |  | Kehr- und Abstellanlage               |                                       |

Die U5 ist eine künftige Linie der Hamburger U-Bahn. Der erste, in Umsetzung befindliche Bauabschnitt wird vom Ortszentrum des Stadtteils Bramfeld über die Großwohnsiedlung Steilshoop und den bestehenden U-Bahnhof Sengelmannstraße in das Büroquartier City Nord führen.
Mit den in Planung befindlichen weiteren Bauabschnitten soll die Linie u. a. über den Hauptbahnhof, die Universität und das Universitätsklinikum Eppendorf bis zu den Sport- und Veranstaltungsstätten im Altonaer Volkspark verlängert werden.
Die bauvorbereitenden Maßnahmen für den ersten Bauabschnitt wurden am 2. Oktober 2021 aufgenommen, der symbolische erste Spatenstich erfolgte am 30. September 2022. Die Aufnahme des Fahrgastbetriebs soll sukzessive ab 2029 erfolgen.
Die U5 soll als erste U-Bahn-Linie Hamburgs fahrerlos betrieben werden.

## Strecke

### Gesamtplanung
| Linie | Verlauf |
| ----- | --- |
| U 5   | im Bau: Bramfeld – Steilshoop – Barmbek Nord – Sengelmannstraße – City Nord (Stadtpark) – (in Planung:, vorläufige Namen kursiv: Borgweg – Jarrestraße – Beethovenstraße – Uhlenhorst – St. Georg – Hauptbahnhof Nord – Stephansplatz – Universität – Grindelhof – Hoheluftbrücke – Gärtnerstraße – Universitätsklinikum – Siemersplatz/Behrmannplatz – Hagenbecks Tierpark – Sportplatzring – Stellingen – Arenen Volkspark) |

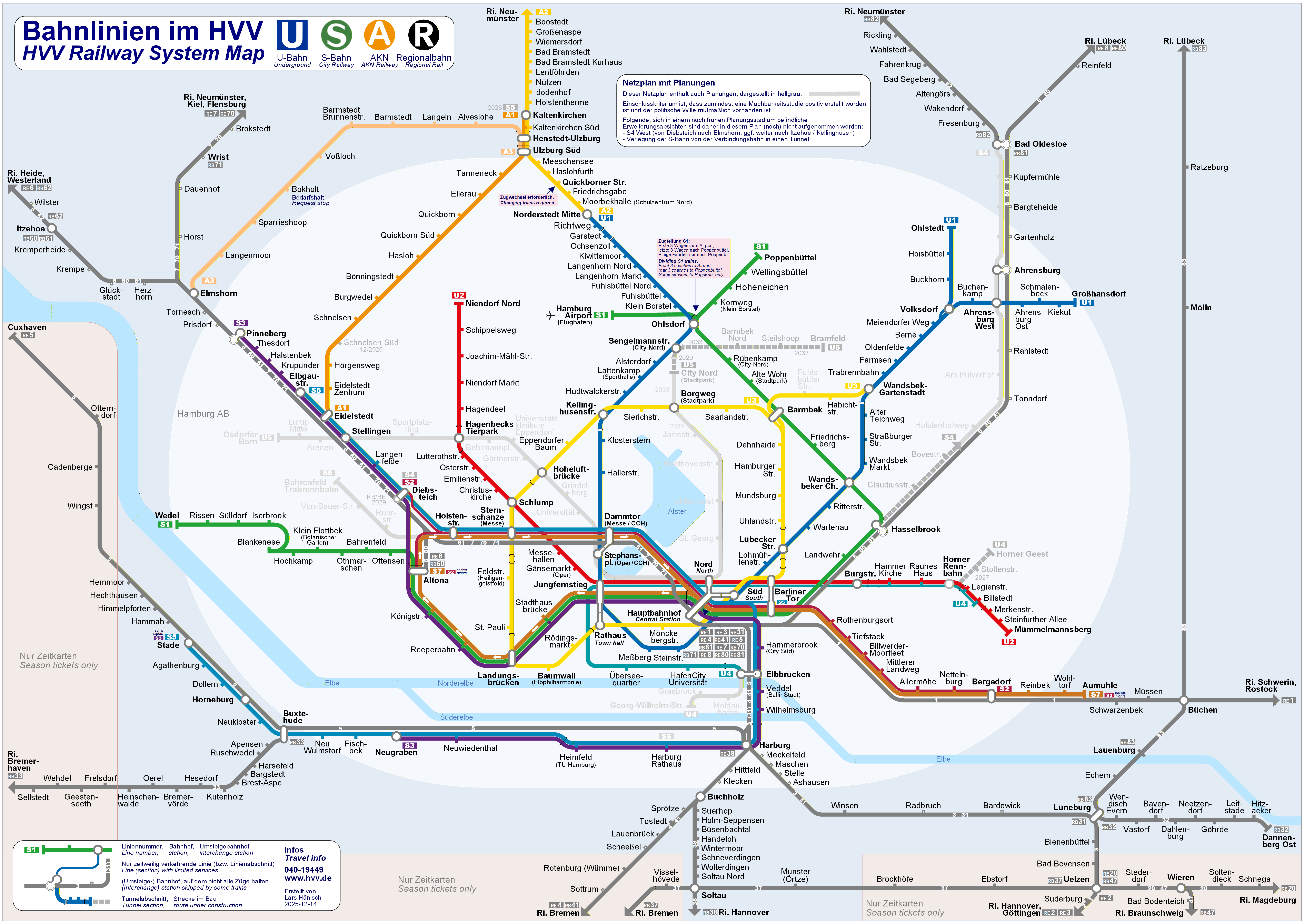
Schematischer Liniennetzplan des schienengebundenen ÖPNV im hvv mit geplanter Linie U5

Die im Fahrgastbetrieb befahrene Strecke hätte im Endausbau eine Länge von rund 24 Kilometern und bediente hauptsächlich zwei radiale Relationen, die von dem Hauptbahnhof in periphere Stadtteile im Nordwesten und Nordosten Hamburgs führten. Wie die bestehenden U-Bahn-Linien soll die U5 über den zentralen Verkehrsknoten Hauptbahnhof im Zentrum geführt werden. Unter Berücksichtigung der über die Streckenenden hinausreichenden Kehr- und Abstellanlagen und der Betriebswerkstatt ergäbe sich im Endausbau eine Gesamtstreckenlänge rund 25 Kilometern. Die Gesamtfahrzeit auf der Strecke betrüge rund 40 Minuten.
Insgesamt greifen die Planungen in wesentlichen Punkten seit Jahrzehnten bestehende Trassenplanungen auf (siehe hier).
Der Großteil der von der Linie zu bedienenden Stadtteile und Quartiere wird bislang ausschließlich durch Busse erschlossen. Hierzu zählen u. a. die Großwohnsiedlung Steilshoop mit mehr als 10.000 Einwohnern, die hochverdichteten, vorwiegend gründerzeitlich geprägten Stadtteile östlich der Außenalster, die City Nord als Standort von rund 30.000 Arbeitsplätzen, zentrale Einrichtungen wie die Universität, das Universitätsklinikum Eppendorf (UKE) und das Bezirksamt Eimsbüttel sowie weitere wichtige Verkehrsziele wie die Sport- und Veranstaltungsstätten im Altonaer Volkspark. Insgesamt soll die Linie im Endausbau die Haushalte von rund 180.000 Personen fußläufig an das Schnellbahnnetz anschließen.
Senat und Hochbahn betonen weiterhin die Bedeutung der U5 für die Verbesserung des Gesamtnetzes, die sich zum einen aus der Entlastung bestehender Linien, z. B. durch die Schaffung einer Nord-Süd-Strecke östlich der Außenalster in Ergänzung zur bestehenden Strecke der U1 westlich davon, und zum anderen aus der Netzwirkung ergäbe. So sollen an insgesamt acht Stationen Übergänge zu anderen Schnellbahnlinien geschaffen werden, unter anderem stellte die U5 im Westen der Stadt eine neue Querverbindung zwischen den Strecken der U3, der U2 und der Pinneberger S-Bahn her (siehe auch Verknüpfung mit anderen Verkehrsträgern).
Verkehrsplanerische Bewertung und Prognose
Die mit der U5 neu geschaffenen umsteigefreien Verbindungen, reduzierten Fahrzeiten und die verbesserte Netzwirkung sollen deutlich zur Attraktivität des ÖPNV beitragen und so einen wichtigen Beitrag zur vom Senat verfolgten Stärkung des Umweltverbundes und zur Verkehrswende leisten.
Senat und Hochbahn erwarten im Endausbau täglich rund 270.000 Fahrgäste auf der U5 und eine halbe Million Ein-, Aus- und Umsteiger an den Stationen der Linie. Durch Verlagerung von Fahrten vom MIV zum ÖPNV soll eine tägliche Einsparung von rund 290.000 Pkw-Kilometern erreicht werden und die durch die schnelleren Verbindungen gesparte Reisezeit wird auf 6,1 Mio. Personenstunden jährlich geschätzt.
Die U5 wurde jedoch auch explizit vor dem Hintergrund der unzureichenden ÖPNV-Erschließung und -Qualität in größeren Teilen des Stadtgebiets und der weitgehend erschöpften Kapazitätsreserven im Busnetz entworfen. Hierzu zählen insbesondere die MetroBus-Linien 4, 5, 6 und 17, die bislang wesentliche Teile der von der U5 zu bedienenden Relationen abdecken. Unter der Annahme bzw. mit dem Ziel weiterhin steigender Fahrgastzahlen besteht nach Einschätzung des Senats keine Alternative zum Wechsel vom Bus auf ein schienengebundenes Verkehrssystem.
Bauabschnitte
Die Strecke ist in drei Bau- und ihnen entsprechende Planfeststellungsabschnitte unterteilt, die wiederum in einzelnen Teilabschnitten in Betrieb genommen werden sollen.
| Bauabschnitt | Start – Ziel                        | Länge   | Stationen | Status                                    | Teilabschnitt                                    | Länge  | Stationen | Vsl. Aufnahme des Fahrgastbetriebs | Anmerkungen |
| ------------ | ----------------------------------- | ------- | --------- | ----------------------------------------- | ------------------------------------------------ | ------ | --------- | ---------------------------------- | --- |
| 1            | Bramfeld – City Nord (Stadtpark)    | 5,8 km  | 5         | In Bau                                    | Sengelmannstraße – City Nord (Stadtpark)         | k. A.  | 2         | 2029                               | - Soll 2027 als erste Strecke der U5 in den Probebetrieb gehen - Soll 2029 als erste Strecke der U5 in den Fahrgastbetrieb gehen           |
| 1            | Bramfeld – City Nord (Stadtpark)    | 5,8 km  | 5         | In Bau                                    | Anschluss Sengelmannstraße – Bramfeld            | k. A.  | 3         | 2033                               | – |
| 2            | City Nord (Stadtpark) – Jarrestraße | 2,3 km  | 2         | Laufendes Planfeststellungsverfahren      | Anschluss City Nord (Stadtpark) – Borgweg        | 1,3 km | 1         | 2033                               | - Soll zusammen mit dem Abschnitt Sengelmannstraße – Bramfeld in Betrieb gehen                                                             |
| 2            | City Nord (Stadtpark) – Jarrestraße | 2,3 km  | 2         | Laufendes Planfeststellungsverfahren      | Anschluss Borgweg – Jarrestraße                  | 1 km   | 1         | 2035                               | – |
| 3            | Jarrestraße – Arenen/Volkspark      | 16,8 km | 15        | Entwurfs- und Genehmigungsplanung laufend | Anschluss Jarrestraße – Hauptbahnhof Nord        | 4,2 km | 4         | Sukzessive bis 2040                | Wird intern weiter unterteilt in die Abschnitte: - Anschluss Jarrestraße – Anschluss Hauptbahnhof Nord - Stationsbauwerk Hauptbahnhof Nord |
| 3            | Jarrestraße – Arenen/Volkspark      | 16,8 km | 15        | Entwurfs- und Genehmigungsplanung laufend | Anschluss Hauptbahnhof Nord – Universität        | 2,4 km | 3         | Sukzessive bis 2040                | – |
| 3            | Jarrestraße – Arenen/Volkspark      | 16,8 km | 15        | Entwurfs- und Genehmigungsplanung laufend | Anschluss Universität – Anschluss Gärtnerstraße  | 2,2 km | 2         | Sukzessive bis 2040                | – |
| 3            | Jarrestraße – Arenen/Volkspark      | 16,8 km | 15        | Entwurfs- und Genehmigungsplanung laufend | Gärtnerstraße – Hagenbecks Tierpark              | 4,4 km | 4         | Sukzessive bis 2040                | – |
| 3            | Jarrestraße – Arenen/Volkspark      | 16,8 km | 15        | Entwurfs- und Genehmigungsplanung laufend | Anschluss Hagenbecks Tierpark – Arenen/Volkspark | 3,7 km | 3         | Sukzessive bis 2040                | - Die Hochbahn untersucht die vorgezogene, isolierte Herstellung dieses Abschnitts                                                         |

Zu Beginn der Planung wurde die Strecke in die drei Bauabschnitte Ost (Bramfeld – Sengelmannstraße bzw. Barmbek, das als alternativer Anschlusspunkt an das Bestandsnetz untersucht wurde), Mitte (Sengelmannstraße/Barmbek – Innenstadt – Siemersplatz, der im Wesentlichen der aktuell verfolgten Station Behrmannplatz entspricht) und West (Siemersplatz – Osdorfer Born) unterteilt. Im Verlauf der Planungen wurde der westliche Bauabschnitt zugunsten einer alternativen S-Bahn-Strecke aufgegeben und die ursprünglich zu ihm gehörende Anbindung des Altonaer Volksparks in den mittleren Bauabschnitt integriert, nachdem dieser zuvor lediglich bis Stellingen reichen sollte. Die Unterteilung in den verbleibenden östlichen und mittleren Bauabschnitt wurde spätestens bis zum 30. September 2022 verwendet und danach durch eine Aufteilung des bisherigen mittleren in mehrere kürzere Bauabschnitte ersetzt. Entsprechend gehörte der heutige zweite Abschnitt City Nord – Jarrestraße ursprünglich zum mittleren Abschnitt.
Auch zuvor war die Einteilung der Abschnitte bereits angepasst worden; während der ursprüngliche mittlere Bauabschnitt gemäß Konzeptstudie (siehe hier) nur bis zur zu diesem Zeitpunkt geplanten Station Siemersplatz reichen sollte, wurde im Rahmen der Machbarkeitsuntersuchung für den mittleren Abschnitt (s. u.) ermittelt, dass dieser aufgrund der engen verkehrlichen Abhängigkeiten vom westlichen Bauabschnitt bzw. der parallel untersuchten alternativen S-Bahn-Strecke zusammen mit diesen betrachtet werden müsse. Aus dieser integrierten Betrachtung ergab sich, dass der mittlere Bauabschnitt bis Stellingen reichen und der westliche Abschnitt auf die Strecke von Stellingen bis zum Osdorfer Born verkürzt werden sollte. Mit Aufgabe des westlichen Bauabschnitts zugunsten der S-Bahn wurde der mittlere Abschnitt schließlich planerisch bis zum Volkspark verlängert.

### Erster Bauabschnitt: Bramfeld – CityNord(Stadtpark)
Übersicht

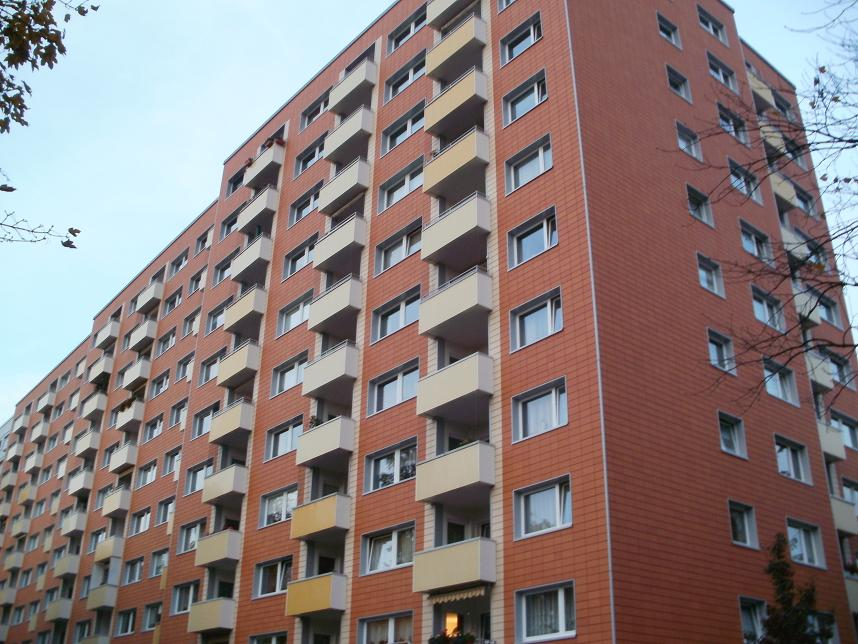
Die U5 wird die Großwohnsiedlung Steilshoop mit fast 20.000 Einwohnern erstmals an das Schnellbahnnetz anbinden

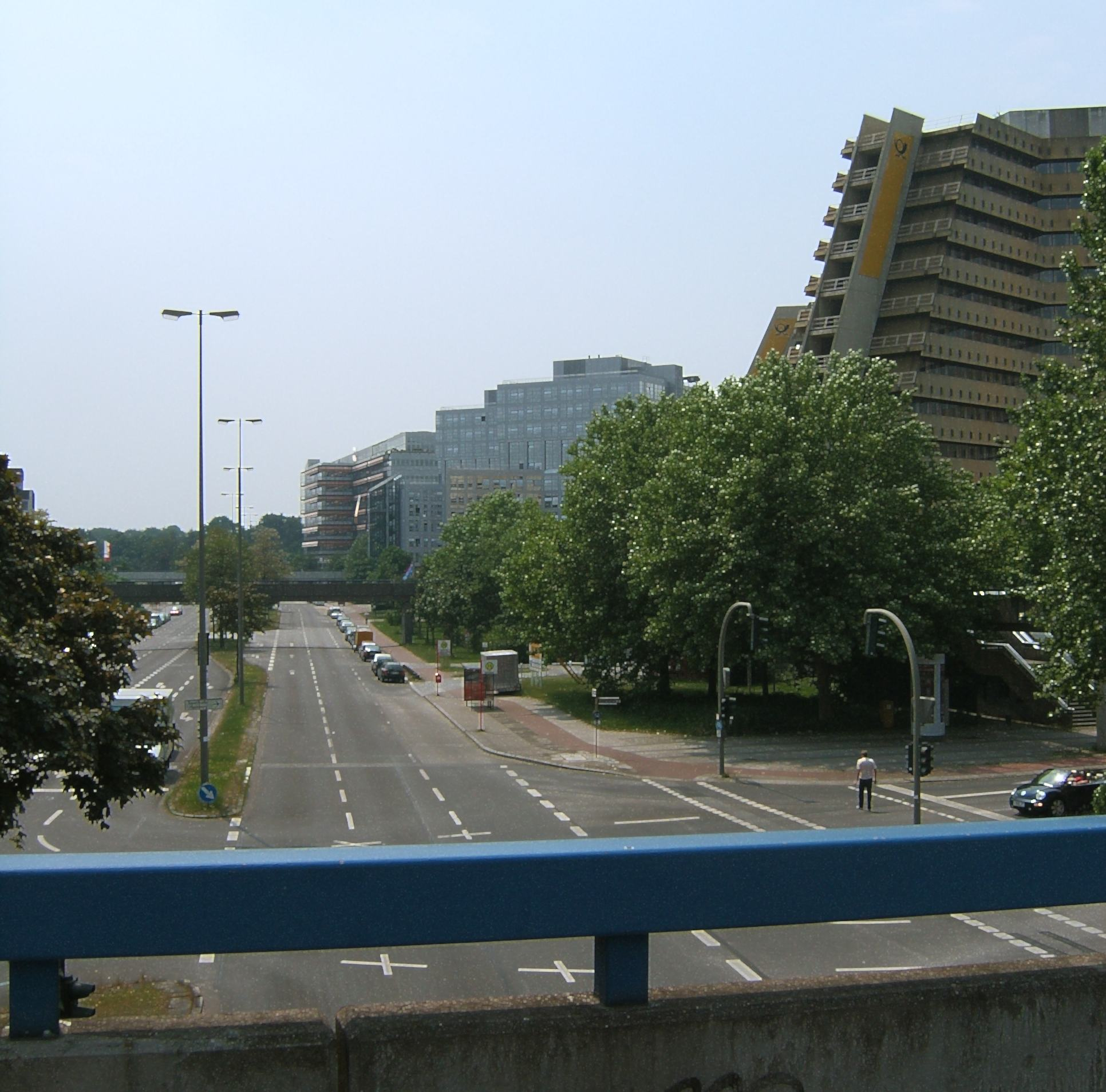
Das Büroquartier City Nord mit rund 30.000 Arbeitsplätzen erhält mit der U5 einen weiteren Schnellbahnanschluss

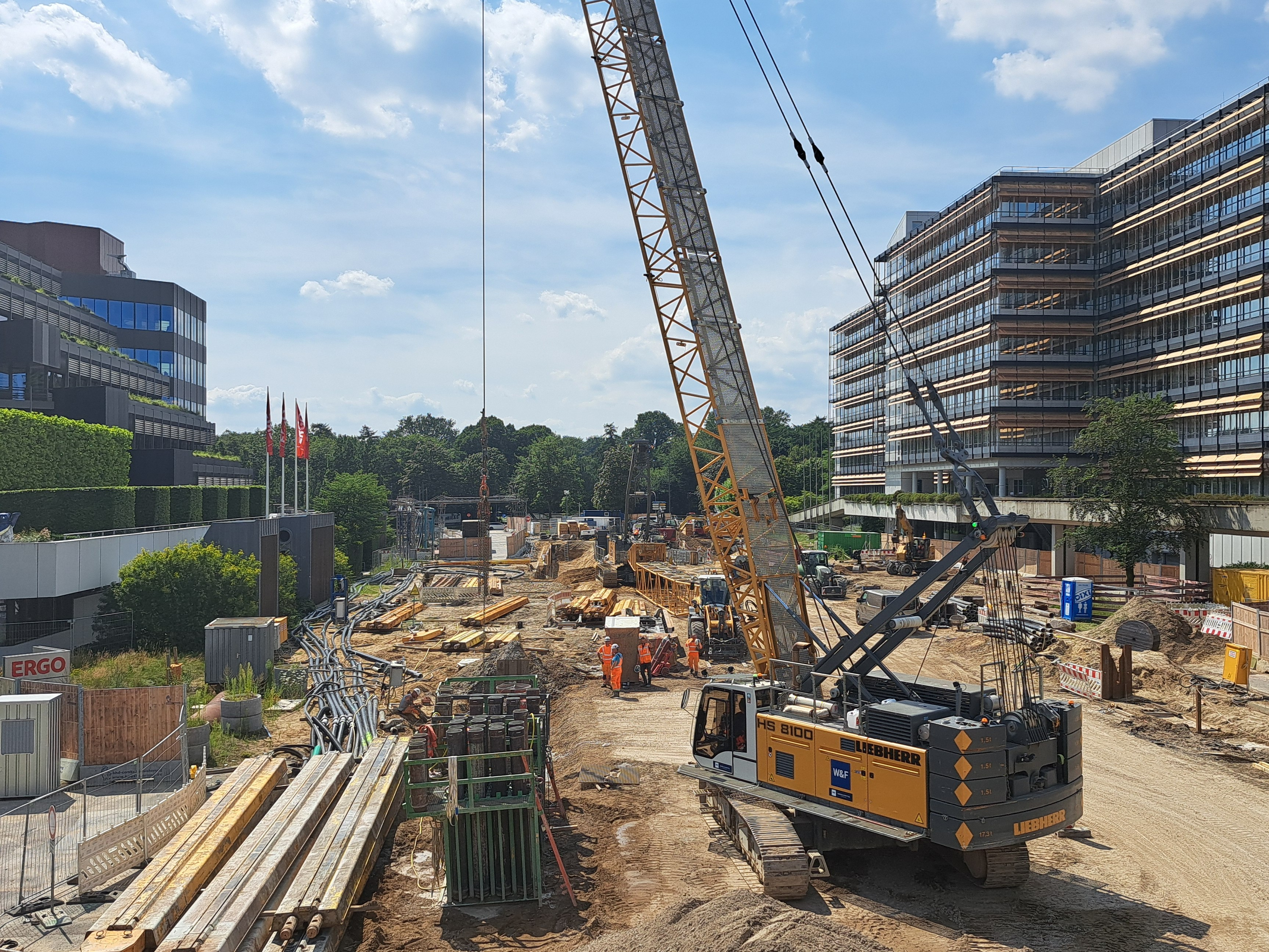
Im Bau befindlicher U-Bahnhof City Nord (Stadtpark) am Überseering (Stand Juli 2024)

Der erste Bauabschnitt wird von Bramfeld über die Großwohnsiedlung Steilshoop und das südliche Ohlsdorf in das Büroquartier City Nord am nördlichen Rand Winterhudes führen. Die Strecke wird eine Länge von rund 5,8 Kilometern haben und über fünf Stationen verfügen. In den von der Strecke erschlossenen Stadtteilen leben mehr als 100.000 Personen, von denen rund 30.000 erstmals fußläufig an das Schnellbahnnetz angeschlossen werden, hinzu kommen rund 30.000 Arbeitsplätze in der City Nord. Mit Ausnahme des Abschnitts im Bereich der Station Sengelmannstraße soll die Strecke vollständig unterirdisch verlaufen.
Detaillierte Beschreibung
Der östliche Ausgangspunkt der U5 ist die Station Bramfeld im Ortszentrum des gleichnamigen Stadtteils unter der Straße Bramfelder Dorfplatz. Die Haltestelle wird rund 7.300 Einwohner im fußläufigen Einzugsbereich, das Nahversorgungszentrum des Stadtteils, zwei Schulen und zahlreiche Arbeitsplätze erschließen. Insgesamt rechnet die Hochbahn mit mindestens 13.600 Fahrgästen, die die Station täglich nutzen werden.
Die Strecke wird von Bramfeld aus in westliche Richtung zur neuen Station Steilshoop im Zentrum der gleichnamigen Großwohnsiedlung im Bereich der heutigen Bushaltestelle Einkaufszentrum Steilshoop und weiter zur neuen Station Barmbek Nord in der Achse der Nordheimstraße zwischen der Kreuzung Fuhlsbüttler Straße/Nordheimstraße und der Sahlenburger Straße führen. Die Station wird u. a. die Asklepios Klinik Barmbek anbinden, die unmittelbar südwestlich der Haltestelle liegt. Das Stationsbauwerk liegt entgegen dem Namen fast ausschließlich im Stadtteil Ohlsdorf. Lediglich eine Zugangstreppe im Südwesten der Anlage befindet sich in Barmbek-Nord bzw. auf dem Gebiet des bis 1951 bestehenden alten Stadtteils Barmbek.
Die U5 wird hiernach die Strecke der S-Bahn in Richtung Hamburg Airport/Poppenbüttel bzw. Wedel kreuzen und auf den Verlauf der Strecke der U1 in Richtung Norderstedt Mitte bzw. Großhansdorf und Ohlstedt einschwenken. Unmittelbar östlich der Sengelmannstraße wird die U5 an die Oberfläche gelangen, die Straße über eine neue Brücke parallel zur bestehenden der U1 kreuzen und schließlich die bestehende Station Sengelmannstraße aus nordöstlicher Richtung erreichen. Die Haltestelle wird hierzu viergleisig ausgebaut und entsprechend ihrer ursprünglichen Planung (siehe hier) künftig im Richtungsbetrieb bedient werden, wobei der südliche Inselbahnsteig den in nordöstliche Richtung fahrenden und der nördliche den in südwestliche Richtung fahrenden Zügen dienen wird. Das nach Südwesten führende Gleis der U1 wird hierfür auf die Nordseite des nördlichen Bahnsteigs verschwenkt, sodass diese Linie an den jeweils äußeren Bahnsteigkanten (Gleise 1 und 4) und die U5 an den inneren (Gleise 2 und 3) halten wird. Weiterhin wird im Bereich Sengelmannstraße eine Gleisverbindung zwischen der Strecke der U5 und dem Bestandsnetz hergestellt, wodurch die Linie zusammen mit den Verbindungen an den Stationen Hauptbahnhof Nord und Hagenbecks Tierpark über insgesamt drei solcher Verknüpfungen verfügte.
Unmittelbar südwestlich der Station wird die U5 wieder in den Untergrund geführt, in südliche Richtung weiterfahren und zuletzt die neue Station City Nord (Stadtpark) etwa im Bereich der bestehenden Bushaltestelle New-York-Ring am südwestlichen Überseering erreichen. Der in Klammern gesetzte Namenszusatz weist auf den rund 250 Meter südlich der Station gelegenen Stadtpark hin.
Aktueller Stand
Die Strecke befindet sich seit Oktober 2021 in Bau, ab 2027 soll auf dem zwei Stationen umfassenden Teilstück Sengelmannstraße – City Nord der Probebetrieb aufgenommen werden. Ende 2029 soll dieser Abschnitt als erster der U5 in den Fahrgastbetrieb überführt werden. Die Inbetriebnahme der verbleibenden Strecke Sengelmannstraße – Bramfeld ist für das Jahr 2033 avisiert.

### Zweiter Bauabschnitt: City Nord (Stadtpark) – Jarrestraße
Übersicht
Der zweite Bauabschnitt verliefe von der City Nord aus in südliche Richtung durch den dicht besiedelten Stadtteil Winterhude bis zu dessen südlichem Rand in Nähe des Osterbekkanals. Insgesamt hätte der Bauabschnitt eine Länge von rund 2,3 Kilometern und erweiterte die U5 um zwei auf sieben Stationen, die Strecke verliefe vollständig unterirdisch.
Detaillierte Beschreibung
Ausgehend von der City Nord unterquerte die Strecke den Stadtpark in einem rund 1,3 Kilometer langen Tunnel in südliche Richtung und erreichte die bestehende Station Borgweg mit Übergang zur Ringbahn. Die U5 erhielte ein eigenes Stationsbauwerk in der Achse der Barmbeker Straße südwestlich der Bestandsstation, die Verbindung würde über einen Tunnel zwischen der westlichen Verteilerebene der U5-Station und dem westlichen Bahnsteigende der U3-Station hergestellt, das hierfür verlängert werden soll.
Von dort folgte die Strecke der B5 nach Süden und erreichte am südlichen Rand Winterhudes die neue Station Jarrestraße etwa im Bereich der bestehenden Bushaltestelle Jarrestraße (Kampnagel). Die Station erschlösse unter anderem ein größeres gründerzeitliches Quartier mit der Gertigstraße als wichtiger lokaler Geschäftsstraße westlich der B5 sowie die Jarrestadt, ein bedeutendes Beispiel des Reformwohnungsbaus des frühen 20. Jahrhunderts, und die Kulturfabrik Kampnagel östlich der Bundesstraße.
Aktueller Stand
Die Entwurfs- und Genehmigungsplanung für den Abschnitt wurde im Frühjahr 2024 abgeschlossen, das Planfeststellungsverfahren wurde im Februar 2025 eröffnet.
Das Teilstück City Nord – Borgweg soll 2033 zusammen mit dem Abschnitt Bramfeld – Sengelmannstraße des ersten Bauabschnitts in Betrieb gehen, der Abschnitt Borgweg – Jarrestraße soll 2035 folgen.

### Dritter Bauabschnitt: Jarrestraße – Arenen/Volkspark

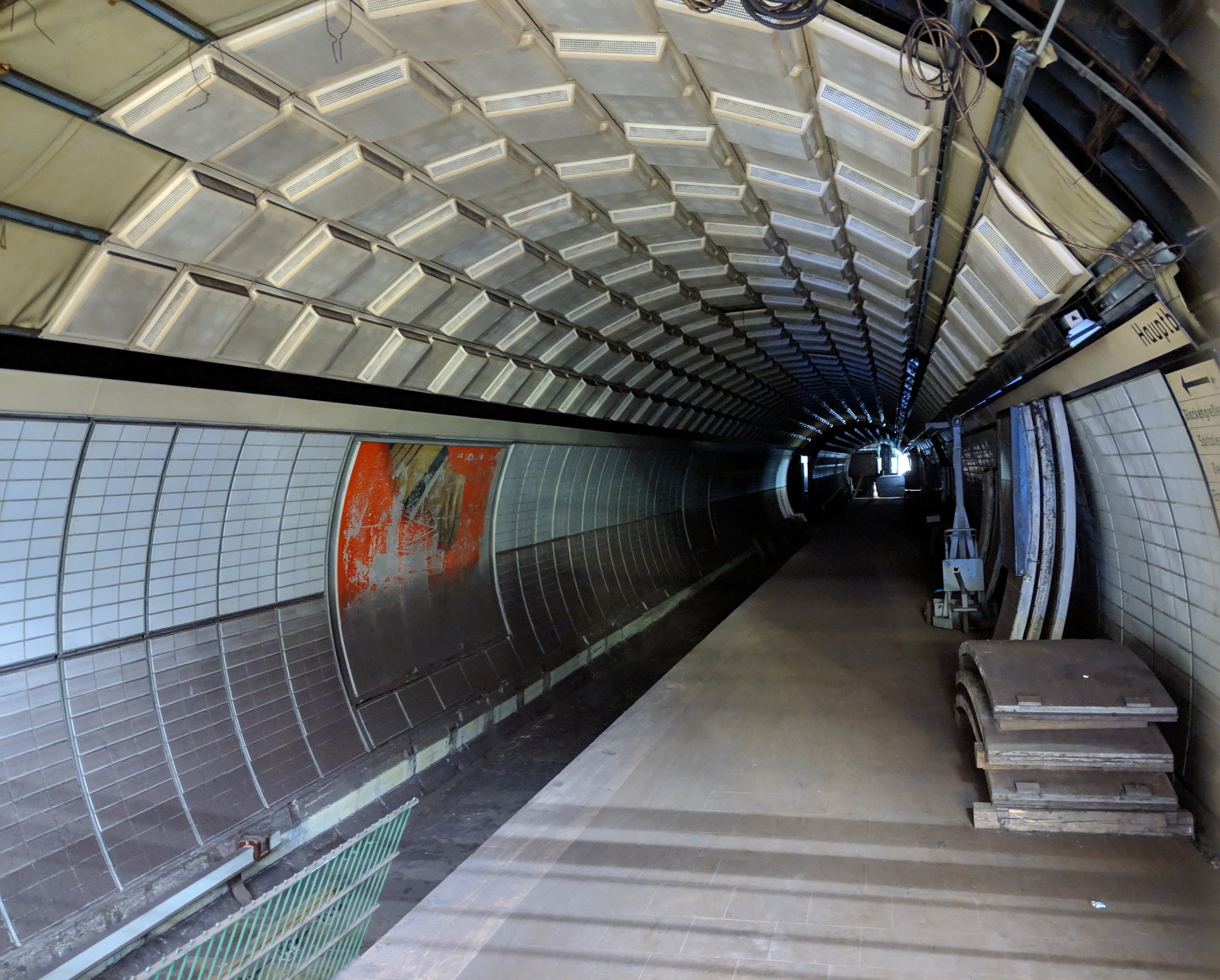
An der Station Hauptbahnhof Nord sollen die bislang ungenutzten äußeren Bahnsteigröhren für die U5 genutzt werden

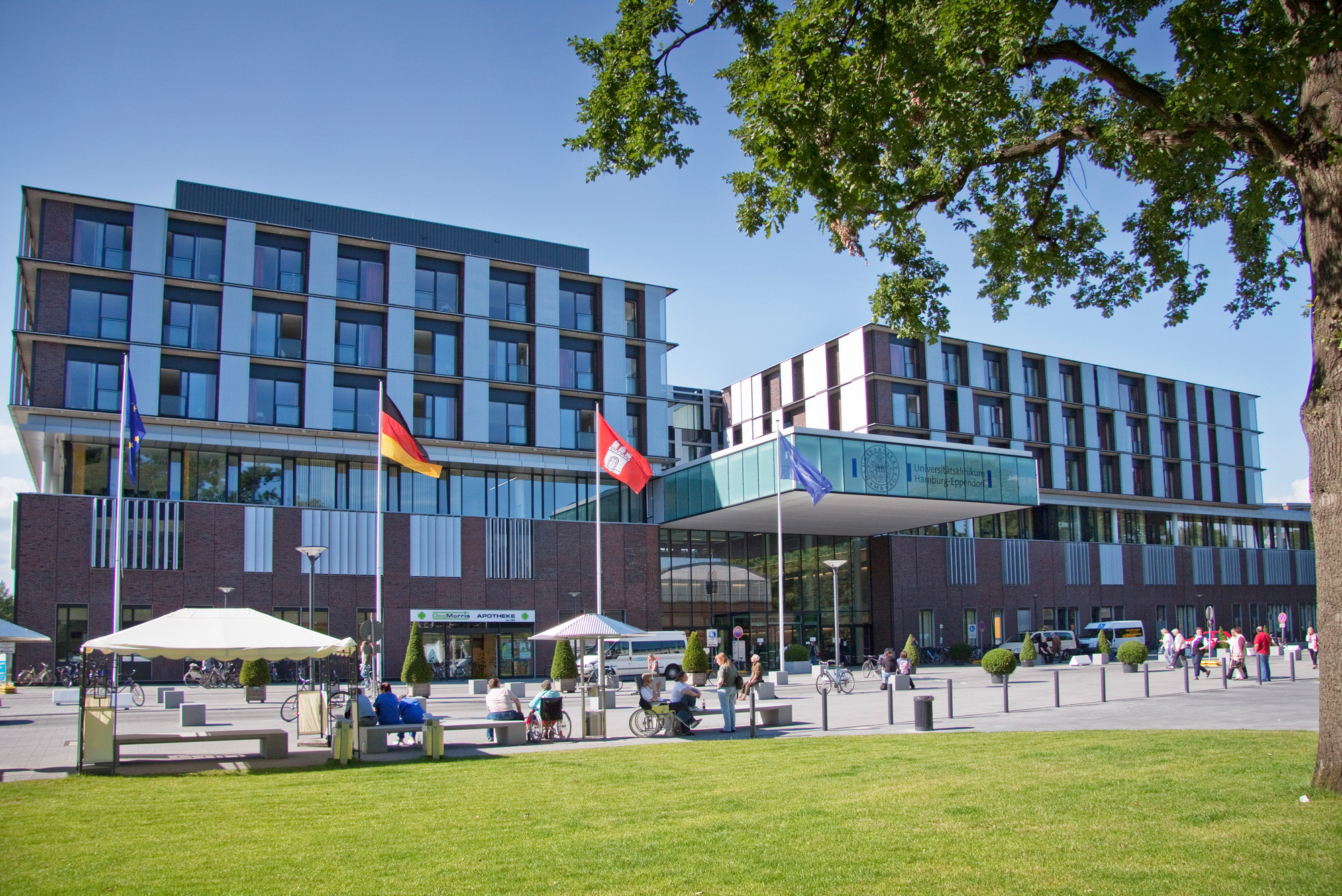
Das Universitätsklinikum Eppendorf soll durch die U5 an das Schnellbahnnetz angebunden werden

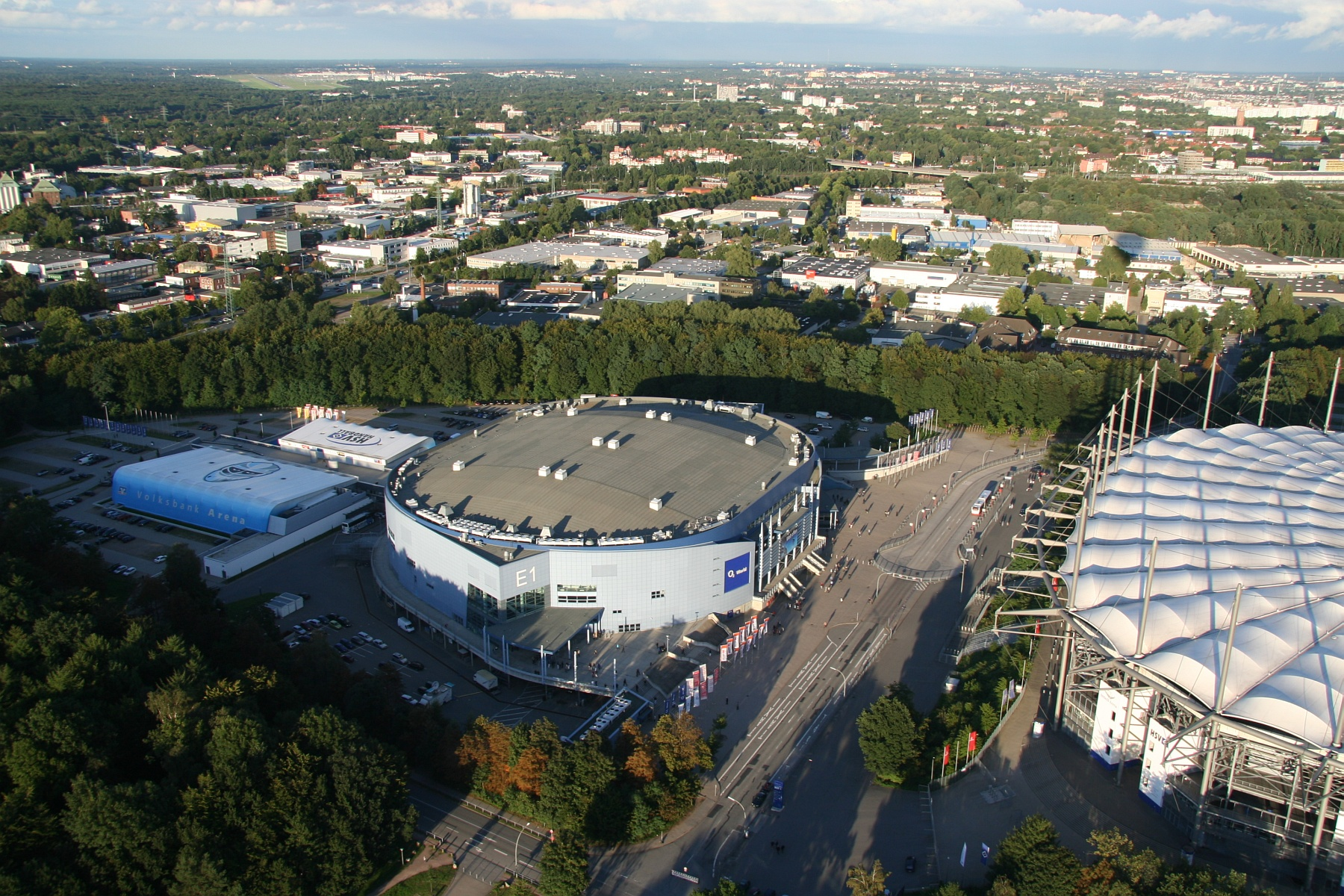
Die Sportstadien im Altonaer Volkspark sollen mit der U5 erstmals einen direkten Schnellbahnanschluss erhalten

Die im Folgenden dargestellten Planungen entsprechen dem Stand des abgeschlossenen Vorentwurfs und werden aktuell im Rahmen der Entwurfs- und Genehmigungsplanung konkretisiert.
Übersicht
Die verbleibende Strecke der U5 verliefe ausgehend von Jarrestraße in südliche Richtung durch die östlich der Außenalster gelegenen, dicht besiedelten Stadtteile Barmbek-Süd, Uhlenhorst und St. Georg bis zum Hauptbahnhof und in die Innenstadt und von dort in nördliche Richtung durch die westlich der Außenalster gelegenen Stadtteile Rotherbaum, Harvestehude, Hoheluft-West, Eppendorf und Lokstedt und weiter in westliche Richtung über Stellingen bis zu den Sport- und Veranstaltungsstätten im Altonaer Volkspark in Bahrenfeld.
Insgesamt hätte der Bauabschnitt eine Länge von rund 15,8 Kilometern und erweiterte die U5 um 15 auf 22 Stationen, die Strecke verliefe vollständig unterirdisch.
Der Abschnitt zwischen Borgweg im zweiten Bauabschnitt und dem Hauptbahnhof entspräche in seiner Trassenführung und der Lage der Stationen weitestgehend den historischen Planungen für die U4 in diesem Bereich (siehe hier).
Detaillierte Beschreibung
Die Strecke folgte südlich von Jarrestraße dem Verlauf der B5 weiter nach Südosten, querte den Osterbekkanal und erschlösse die östliche Uhlenhorst und das Komponistenviertel im westlichen Barmbek-Süd mit der neuen Station Beethovenstraße im Bereich der gleichnamigen Bushaltestelle. Die Strecke folgte der B5 weiter bis kurz vor die bestehende U-Bahn-Station Mundsburg, schwenkte hier jedoch ohne Halt nach Südwesten in die Achse des Mundsburger Damms ab und folgte der Straße bis zum Mundsburger Kanal, wo eine neue Haltestelle Uhlenhorst am Standort der bestehenden Bushaltestelle Mundsburger Brücke geplant ist.
Die Strecke verliefe von hier aus in südwestliche Richtung, unterquerte Hohenfelde ohne Halt und erreichte St. Georg mit einer neuen gleichnamigen Station etwa im Bereich der bestehenden Bushaltestelle AK St. Georg. Die Station erschlösse u. a. die Lange Reihe als beliebte Geschäfts- und Ausgehstraße und Zentrum der Hamburger LGBT-Szene und die Asklepios Klinik St. Georg.
Die Strecke verliefe von dort weiter in südwestliche Richtung bis zum Hauptbahnhof, wo die U5 an die bestehende U-Bahnstation Hauptbahnhof Nord anschlösse und wo ein Übergang zu allen anderen Schnellbahnlinien sowie zum Regional- und Fernverkehr sowie über den benachbarten ZOB zum Fernbusverkehr bestünde. Ähnlich wie bei der Station Sengelmannstraße sollen die vorhandenen, als Vorleistung für die in den 1960er und 1970er Jahren geplante Linie U4 hergestellten, jedoch nie in Betrieb genommenen Bahnsteige der Station für die U5 aktiviert werden. Die Station würde dabei wie Sengelmannstraße im Richtungsbetrieb bedient und böte ebenfalls einen bahnsteiggleichen Übergang zwischen der U5 zu den vorhandenen Linien U2 und U4. Die nördlichen Bahnsteige dienten dabei den nach Westen und die südlichen den nach Osten verkehrenden Zügen, die U2 und U4 hielten wie bislang an den inneren Bahnsteigen (Gleise 2 und 3), während die U5 die jeweils äußeren (Gleise 1 und 4) bediente. Weiterhin soll an der Station eine Gleisverbindung zwischen der Strecke der U5 und dem Bestandsnetz hergestellt werden, wodurch die Linie zusammen mit den Verbindungen an den Stationen Sengelmannstraße und Hagenbecks Tierpark über insgesamt drei solcher Verknüpfungen verfügte.
Die Strecke führte vom Hauptbahnhof in westliche Richtung bis zur Bestandsstation Stephansplatz. Die U5 soll hier ein eigenes Haltestellenbauwerk zwischen dem bestehenden Bauwerk der U1 und dem Bahnhof Dammtor mit Übergang zum Fern- und Regionalverkehr und zur S-Bahn erhalten. Die beiden unterirdischen Schalterhallen im Norden und Süden der Station sollen miteinander verbunden werden und im Süden an das bestehende nördliche Zwischengeschoss der Station der U1 anschließen und im Norden unmittelbar an das Südportal des Bahnhofs Dammtor führen.
Die Strecke folgte nördlich des Dammtors im Wesentlichen dem Verlauf der MetroBus-Linie 5 in nordnordwestliche Richtung und bediente dabei die neuen Stationen Universität etwa am Standort der Bushaltestelle Grindelhof in Rotherbaum und Grindelberg im westlichen Harvestehude am Standort der Bushaltestelle Bezirksamt Eimsbüttel. Die Strecke kreuzte hiernach an der bestehenden Station Hoheluftbrücke erneut die Ringbahn, wo die U5 ein eigenes Stationsbauwerk erhielte. Sie folgte weiter dem Verlauf der Hoheluftchaussee bis zu einer neuen Station Gärtnerstraße am Standort der gleichnamigen Bushaltestelle im Kreuzungsbereich Hoheluftchaussee/Gärtnerstraße und verschwenkte hier nach Nordosten und führte zur neuen Haltestelle UKE im Norden des Geländes des Universitätsklinikums Eppendorf. Die Station erschlösse neben dem Krankenhaus auch Teile der angrenzenden Wohnbebauung im westlichen Eppendorf.
Die Strecke schwenkte anschließend nach Nordwesten ab und führte zu einer neuen Station Behrmannplatz unter der Vogt-Wells-Straße. Von dort folgte die Strecke dem Linienweg der MetroBus-Linie 22 entlang des Straßenzugs Julius-Vosseler-Straße/Koppelstraße bis zur Bestandsstation Hagenbecks Tierpark, wo ein Übergang zur U2 bestünde. Die U5 erhielte ein eigenes Stationsbauwerk, das rechtwinklig unterhalb dem der U2-Station läge und über eine direkte Verbindung zwischen den Bahnsteigen beider Linien verfügen soll. Zudem ist eine Gleisverbindung zwischen der Strecke der U5 und dem Bestandsnetz vorgesehen, wodurch die Linie zusammen mit den Verbindungen an den Stationen Sengelmannstraße und Hauptbahnhof Nord über insgesamt drei solcher Verknüpfungen verfügte.
Ausgehend von Hagenbecks Tierpark folgte die U5 dem Verlauf der Koppelstraße weiter in westliche Richtung bis zu einer neuen Station Sportplatzring südlich der ehemaligen Kampfbahn Stellingen, deren Flächen aktuell zu einem verdichteten, mischgenutzten Gebiet mit bis zu 700 Wohneinheiten entwickelt werden. Die Strecke folgte anschließend dem Verlauf der Volksparkstraße weiter nach Westen bis zur bestehenden S-Bahn-Station Stellingen, an der ein Übergang zu den S-Bahn-Linien in Richtung Innenstadt und Pinneberg bestünde. Zuletzt unterquerte die U5 das Gewerbegebiet zwischen der Straße Binsbarg und der Schnackenburgallee und erreichte den Endbahnhof Arenen/Volkspark an der Kreuzung Farnhornstieg/Farnhornweg/Hellgrundweg.
Hochbahn und Senat erwarten von der Strecke erhebliche Entlastungswirkungen für den Busverkehr, insbesondere für die MetroBus-Linie 5, die mit bis zu 60.000 Fahrgästen am Tag die am stärksten frequentierte Buslinie Hamburgs ist, ferner für die Linien 4, 6, und 17.
Aktueller Stand
Für den Bauabschnitt wird zurzeit die Entwurfs- und Genehmigungsplanung durchgeführt.

#### Vorgezogene Umsetzung Hagenbecks Tierpark – Arenen/Volkspark
Die Hochbahn untersucht die Möglichkeit, die Strecke zwischen Hagenbecks Tierpark und Arenen/Volkspark isoliert, d. h. zunächst ohne Verbindung zu den anderen Bauabschnitten der U5, herzustellen, um ihre Entwicklung vorziehen bzw. die Entwicklung der Gesamtstrecke beschleunigen zu können. Das im Bereich der Station Hagenbecks Tierpark geplante Verbindungsgleis zwischen der Strecke der U5 und der Bestandsstrecke der U2 soll in diesem Zusammenhang genutzt werden, etwa um einen Zugang zu den bestehenden Betriebswerkstätten der Hochbahn herzustellen.
Im Zuge der laufenden Untersuchung betrachtet die Hochbahn sowohl einen Anschluss in nördliche Richtung an die vorhandene Abstellanlage der U2 als auch eine Einfädelung in südliche Richtung auf die Strecke der U2 aus bzw. in Richtung Innenstadt. Das Unternehmen bestätigte bereits die grundsätzliche technische und geometrische Plausibilität beider Optionen. Es soll sich hierbei allerdings um ein reines Betriebsgleis ohne Personenverkehr handeln, d. h. dass z. B. eine Durchbindung der U5 über die Strecke U2 in die Innenstadt nicht vorgesehen ist. Die Vorplanung für den dritten Bauabschnitt sah bislang eine Einfädelung in südliche Richtung vor.

## Stationen

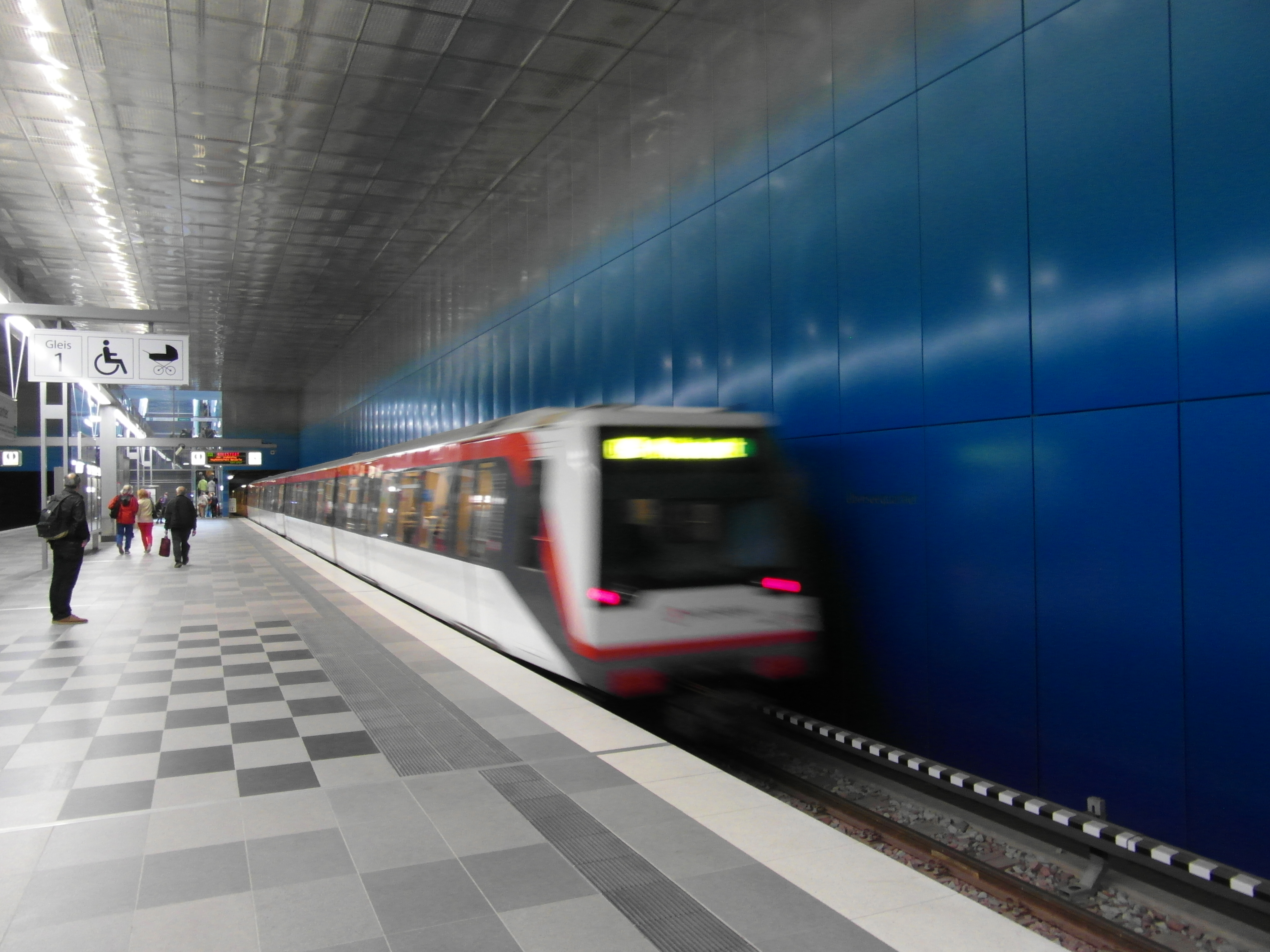
Analog zu den unterirdischen Stationen der U4 in der HafenCity (im Bild der U-Bahnhof Überseequartier) sollen die Tunnelstationen der U5 zumindest auf dem ersten Bauabschnitt großzügig dimensioniert werden

Die U5 soll im Endausbau über 22 Stationen verfügen, davon fünf auf dem ersten, zwei auf dem zweiten und 15 auf dem dritten Bauabschnitt. 15 Stationen sind komplette Neubauten, die sieben Haltestellen Sengelmannstraße, Borgweg, Hauptbahnhof Nord, Stephansplatz, Hoheluftbrücke, Hagenbecks Tierpark und Stellingen sind hingegen Erweiterungen bestehender Stationen und werden entsprechend über Übergänge zu anderen Schnellbahnlinien verfügen.

### Technische Parameter
Die Entwurfsmaße für die Bahnsteige betragen eine Länge von 125 Metern, was etwa den Bahnsteigen der Stationen der Linien U1, U2 und U4 entspricht, und eine lichte Breite von mindestens 4 Metern für Seiten- und von 6,5 Metern für Mittelbahnsteige. Aufgrund konstruktiver und/oder räumlicher Beschränkungen können diese Maße nicht bei allen Haltestellen eingehalten werden, etwa an der Station Hauptbahnhof Nord, an der die bestehenden, lediglich rund 3 Meter breiten Seitenbahnsteige der bislang ungenutzten äußeren Bahnsteigröhren für die U5 genutzt werden sollen. Eine Verbreiterung der Bahnsteige war im Rahmen der vorlaufenden Untersuchung geprüft (siehe hier), jedoch verworfen worden.
Die Parameter wurden im Rahmen der Machbarkeitsuntersuchung für den ersten Bauabschnitt definiert und später für die Stationen der weiteren Abschnitte übernommen.

### Typologie

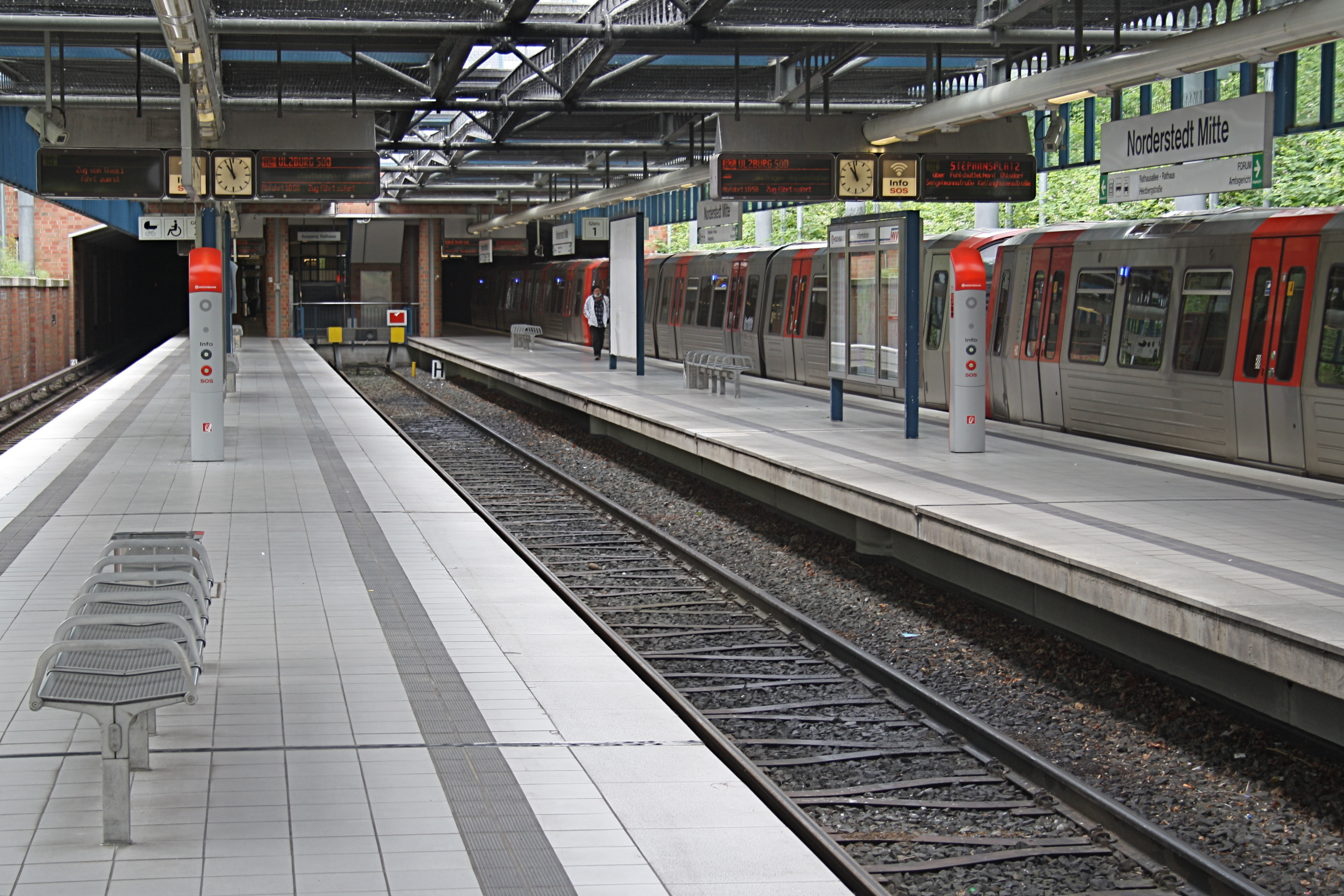
Die Stationen Arenen/Volkspark soll einen dreigleisigen Aufbau mit zwei Mittelbahnsteigen erhalten; im Bild die vergleichbar aufgebaute, betrieblich jedoch anders geordnete Haltestelle Norderstedt Mitte der U1

Die im Folgenden dargestellten Planungen für den zweiten und dritten Bauabschnitt entsprechen dem Stand der abgeschlossenen Vorentwurfsplanung und werden für den zweiten Abschnitt aktuell im Rahmen der Entwurfsplanung konkretisiert.
Mit Ausnahme der oberirdischen Bestandsstation Sengelmannstraße sollen alle Haltestellen der U5 als Tunnelstationen angelegt werden. Die meisten davon weisen einen zweigeschossigen Aufbau mit Bahnsteigebene im -2-Niveau und darüber liegendem Verteilergeschoss im -1-Niveau über beiden Bahnsteigenden auf. Ausnahmen hiervon ist u. a. die Haltestelle Arenen/Volkspark, die als einzige Station der U5 in einfacher Tiefenlage hergestellt und natürlich belichtet werden soll.
Mit Ausnahme der Stationen Bramfeld, Steilshoop und Barmbek Nord sollen alle Haltestellen Mittelbahnsteige erhalten. Sengelmannstraße wird dabei über zwei Bahnsteige für den viergleisigen Richtungsverkehr mit der U1 verfügen, entsprechend den Bestandsstationen Berliner Tor, Kellinghusenstraße und Wandsbek-Gartenstadt. Hauptbahnhof Nord wird ebenfalls für den viergleisigen Richtungsverkehr mit den Linien U2 und U4 ausgebaut, allerdings mit zwei sog. verkappten Mittelbahnsteigen, die nur an den Enden und über einzelne Querschläge miteinander verbunden sind, entsprechend den Bestandsstationen Gänsemarkt und Messehallen. Weiterhin soll Arenen/Volkspark über zwei Mittelbahnsteige mit drei Gleisen verfügen, wobei das mittlere Gleis in Anlehnung an die Spanische Lösung zwischen den Bahnsteigen liegen soll und so von zwei Seiten erschlossen würde. Dieser Aufbau soll der besseren Bewältigung der Nachfragespitzen im Veranstaltungsverkehr dienen. Eine ähnliche Struktur findet sich an der Station Norderstedt Mitte der U1, bei der die außenliegenden und das mittlere Gleis jedoch betrieblich nicht miteinander verbunden sind.

### Barrierefreiheit und Sicherheit

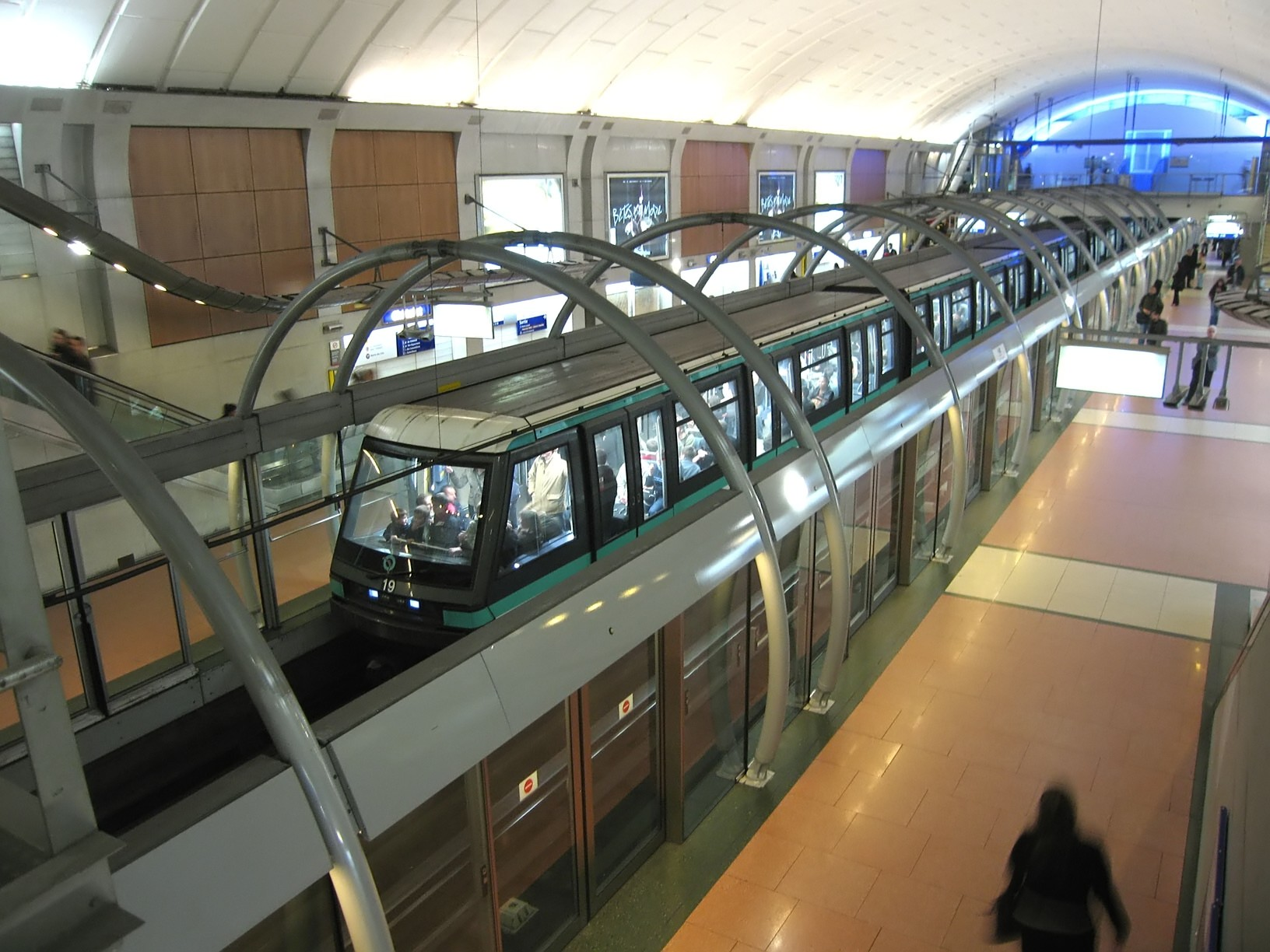
Als erste Schnellbahnlinie Deutschlands wird die U5 ab Erstinbetriebnahme mit Bahnsteigtüren ausgestattet sein. Im Bild ein Beispiel für die Technik an der Station Châtelet der Pariser U-Bahn

Alle Stationen sollen gemäß bundes- und landesrechtlichen Regelungen, insbesondere § 7 Abs. 2 des Hamburgischen Gesetzes zur Gleichstellung behinderter Menschen, zur Erstinbetriebnahme barrierefrei hergestellt und somit auch für Personen in Rollstühlen, mit Rollatoren, Kinderwagen, Koffern etc. ohne Einschränkung zugänglich und benutzbar sein.
Weiterhin wird die U5 als erste Schnellbahnlinie Deutschlands ab Erstinbetriebnahme mit Bahnsteigtüren ausgestattet sein, um ein Stürzen von Fahrgästen und Gegenständen auf die Gleise zu verhindern. Wie beim im nebenstehenden Bild gezeigten Beispiel der Station Châtelet der ebenfalls vollautomatisch betriebenen Linie 14 der Pariser U-Bahn werden bei der U5 die Gleiströge sowohl bei Seiten- als auch bei Mittelbahnsteigen durch Wände und Türen von den Bahnsteigen getrennt, jedoch nicht vollständig eingehaust.
Aufgrund der vergleichsweise großen Tiefenlage und der offenen Bauweise ist vorgesehen, zumindest bei einem Teil der Stationen auf eine mechanische Entrauchungsanlage für die Bahnsteige zu verzichten. Analog zu den unterirdischen Stationen der U4 in der HafenCity werden diese Stationen mit hohen Bahnsteighallen ausgestattet, sodass sich der Rauch unter der Decke der Halle fängt, während die der Entfluchtung dienenden Treppenaufgänge vom Bahnsteig zu den Verteilergeschossen durch einfache Rauchschürzen geschützt werden können. Die unterirdischen Stationen des ersten Bauabschnitts werden alle nach diesem Muster hergestellt, für die Stationen der weiteren Bauabschnitte ist dies mindestens teilweise geplant.

### Gestaltung
Die Entwürfe der einzelnen Stationen werden auf Grundlage eines gemeinsamen Gestaltungshandbuchs erarbeitet, das ein konsistentes Gestaltungssystem mit einheitlichen Standards und Elementen für die wesentlichen Ausbauten der Bahnsteig- und Verteilerebenen und der oberirdischen Anlagen, beispielsweise der Zugangsbauwerke und der Haltestellenmasten, definiert. Das System soll dabei so viel Einheitlichkeit gewährleisten, dass eine gemeinsame Identität geschaffen und eine gestalterische Zusammengehörigkeit aller Haltestellen erkennbar wird, während es gleichzeitig so viel Offenheit ermöglicht, dass jede Station einen individuellen Entwurf erhalten kann.
Das Gestaltungshandbuch wurde auf Grundlage eines Musterentwurfs von Hadi Teherani Architects (Hamburg), der im Rahmen eines internationalen Wettbewerbs ausgewählt wurde, gemeinsam vom genannten Planungsbüro und der Hochbahn in enger Abstimmung mit der Freien und Hansestadt Hamburg entwickelt. Das Buch beinhaltet insbesondere Aussagen zum Ausbauraster, zu Materialien und Farben für Böden, Wände und Decken, zum Stationsmobiliar und zum Beleuchtungskonzept. Die Gestaltungssprache zeichnet sich durch große Klarheit mit einer Beschränkung auf wenige Gestaltungselemente und einem reduzierten Material- und Farbkanon aus, der dunkelgraue Böden, weiße, vertikal gegliederte Keramikelemente für Wandverkleidungen, hinterleuchtetes, dunkelgrau lackiertes Lochblech für Deckenverkleidungen sowie großflächige Glaselemente kombiniert. Hierdurch ergibt sich ein dramatisch wirkender Hell-Dunkel-Kontrast zwischen hellen vertikalen und dunklen horizontalen Flächen, der durch die teilweise hohen Bahnsteighallen zusätzlich unterstützt wird. Für die Möblierung entwarf Hadi Teherani Architects eine eigene modular aufgebaute Familie aus Sitzmöbeln, Abfalleimern und weiteren Einbauten, deren Formgebung an Baumstämme angelehnt ist. Ein dynamisches Beleuchtungssystem soll der Wegeführung dienen und unterschiedliche Lichtstimmungen erzeugen können. Weitere Bestandteile des Beleuchtungskonzepts sind farbig beleuchtete, gläserne Bahnsteigtüren und -wände. Zur weiteren Individualisierung der einzelnen Stationen sieht das Konzept insbesondere die Adaption charakteristischer Merkmale aus dem jeweiligen Haltestellenumfeld und die Verwendung stationsspezifischer Kennfarben vor, die beispielsweise bei der Beleuchtung bzw. Färbung der Bahnsteigtüren und -wände und zur Markierung von wichtigen Funktionsbereichen zur Anwendung kommen und so etwa die Orientierung der Fahrgäste erleichtern sollen.
Der Musterentwurf bzw. das auf ihm aufbauende Gestaltungshandbuch sollten zunächst nur als Grundlage für die Stationsentwürfe des ersten Bauabschnitts zwischen Bramfeld und City Nord dienen, wurde später jedoch auf die gesamte Strecke erweitert, um eine durchgängige gestalterische Identität aller Haltestellen zu erreichen.
Für die Stationen Sengelmannstraße und Steilshoop führte die Hochbahn in enger Abstimmung mit den zuständigen Dienststellen der Freien und Hansestadt Hamburg separate Architekturwettbewerbe durch, in deren Rahmen die Vorgaben des Gestaltungshandbuchs für die jeweilige Haltestelle konkretisiert und weiterentwickelt wurden. Weitere Wettbewerbe sind für die Stationen Arenen/Volkspark, Hauptbahnhof Nord, Jungfernstieg und Stephansplatz vorgesehen. Die Entwürfe der restlichen Stationen wurden bzw. werden sowohl durch die Hochbahn selbst als auch durch externe Fachplaner ohne vorgeschaltetes hochbauliches Qualifierzungsverfahren erstellt.

### Verknüpfung mit anderen Verkehrsträgern
Die U5 wird im Endausbau an insgesamt sieben Stationen über einen Übergang zu anderen Schnellbahnlinien verfügen. Die fünf Stationen Borgweg, Hagenbecks Tierpark, Hoheluftbrücke, Sengelmannstraße und Stellingen werden hierbei erstmals zu Verknüpfungsstationen zwischen verschiedenen Schnellbahnlinien. Am Hauptbahnhof und an der Station Stephansplatz besteht weiterhin ein Übergang zum Fern- und Regionalverkehr, am Hauptbahnhof ferner zum ZOB mit überregionalen und internationalen Busverbindungen.
An folgenden Stationen werden Übergänge zwischen der U5 und anderen Schnellbahnlinien bestehen:
| Station/Stationskomplex                           | Übergang                | Art der Verknüpfung |
| ------------------------------------------------- | ----------------------- | --- |
| Borgweg                                           | U3                      | Separates Stationsbauwerk in der Achse der Barmbeker Straße südlich der Bestandsstation; Verbindung über kurzen unterirdischen Fußweg vom westlichen Verteilergeschoss der U5-Station zum westlichen Bahnsteigende der U3-Station |
| Hagenbecks Tierpark                               | U2                      | Separates Stationsbauwerk unterhalb der Bestandsstation in der Achse der Julius-Vosseler- und Koppelstraße; laufende Planungen streben direkte Fußgängerverbindung zwischen den Bahnsteigen beider Linien an |
| Hauptbahnhof Nord/ Hauptbahnhof Süd/ Hauptbahnhof | U1 U2 U3 U4 S1 S2 S3 S5 | Aktivierung der bislang ungenutzten äußeren Bahnsteige der Station Hauptbahnhof Nord; bahnsteiggleicher Umstieg im Richtungsverkehr mit koordinierten Abfahrtszeiten zwischen U5, U2 und U4. Das separate Stationsbauwerk für die Linien U1 und U3 (Hauptbahnhof Süd) liegt rund 150 Meter Fußweg von Hauptbahnhof Nord entfernt, dazwischen befindet sich die Station der S-Bahn (Hauptbahnhof) Zum Zeitpunkt der Eröffnung der U5 wird infolge der Umsetzung geplanter Erweiterungsvorhaben ein zusätzlicher Übergang zu folgender S-Bahn-Linien bestehen: |
| Hoheluftbrücke                                    | U3                      | Separates Stationsbauwerk in der Achse der Hoheluftchaussee nordwestlich der Bestandsstation; Verbindung über kurzen oberirdischen Fußweg |
| Sengelmannstraße                                  | U1                      | Viergleisige Station mit zwei Mittelbahnsteigen, bahnsteiggleicher Umstieg im Richtungsverkehr mit koordinierten Abfahrtszeiten zwischen den Linien |
| Stellingen                                        | S3 S5                   | Separates Stationsbauwerk in der Achse der Volksparkstraße nordöstlich der Bestandsstation; Verbindung über kurzen oberirdischen Fußweg Zum Zeitpunkt der Eröffnung der U5 wird infolge der Umsetzung geplanter Erweiterungsvorhaben ein zusätzlicher Übergang zu folgender S-Bahn-Linie bestehen: |
| Stephansplatz/ Dammtor                            | U1 S2 S5                | Neubau des gesamten Stationsbauwerks, um einen bahnsteiggleichen Umstieg zur U1 zu ermöglichen. Verbindung vom Stationsbauwerk über dessen nördliches Zwischengeschoss zum Dammtor-Bahnhof. Zum Zeitpunkt der Eröffnung der U5 wird infolge der Umsetzung geplanter Erweiterungsvorhaben ein zusätzlicher Übergang zu folgender S-Bahn-Linie bestehen: |

### Nutzung baulicher Vorleistungen

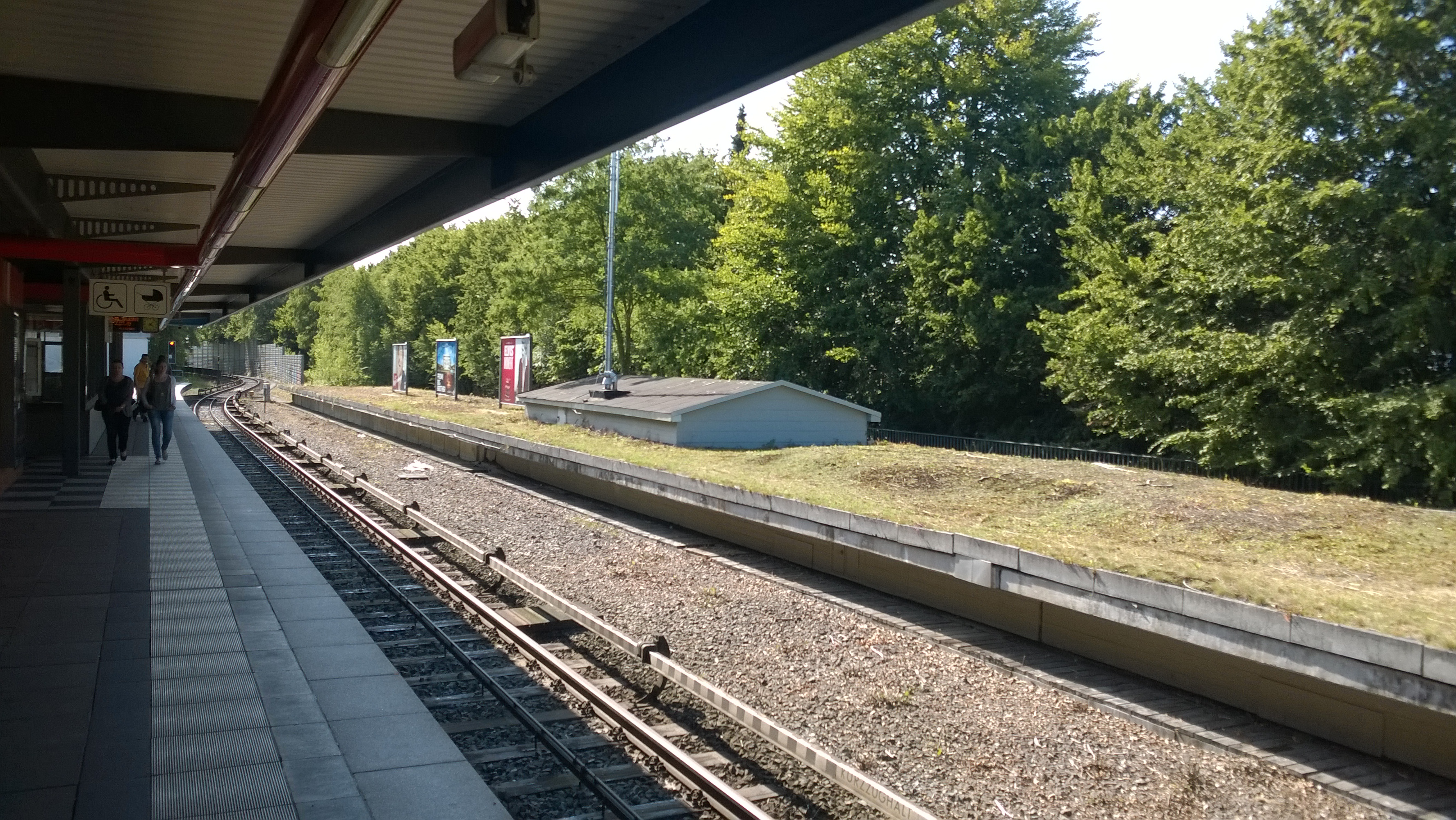
Blick auf den ungenutzten nördlichen Bahnsteig der Station Sengelmannstraße vor Baubeginn; die Haltestelle wird entsprechend ihrer ursprünglichen Planung viergleisig ausgebaut

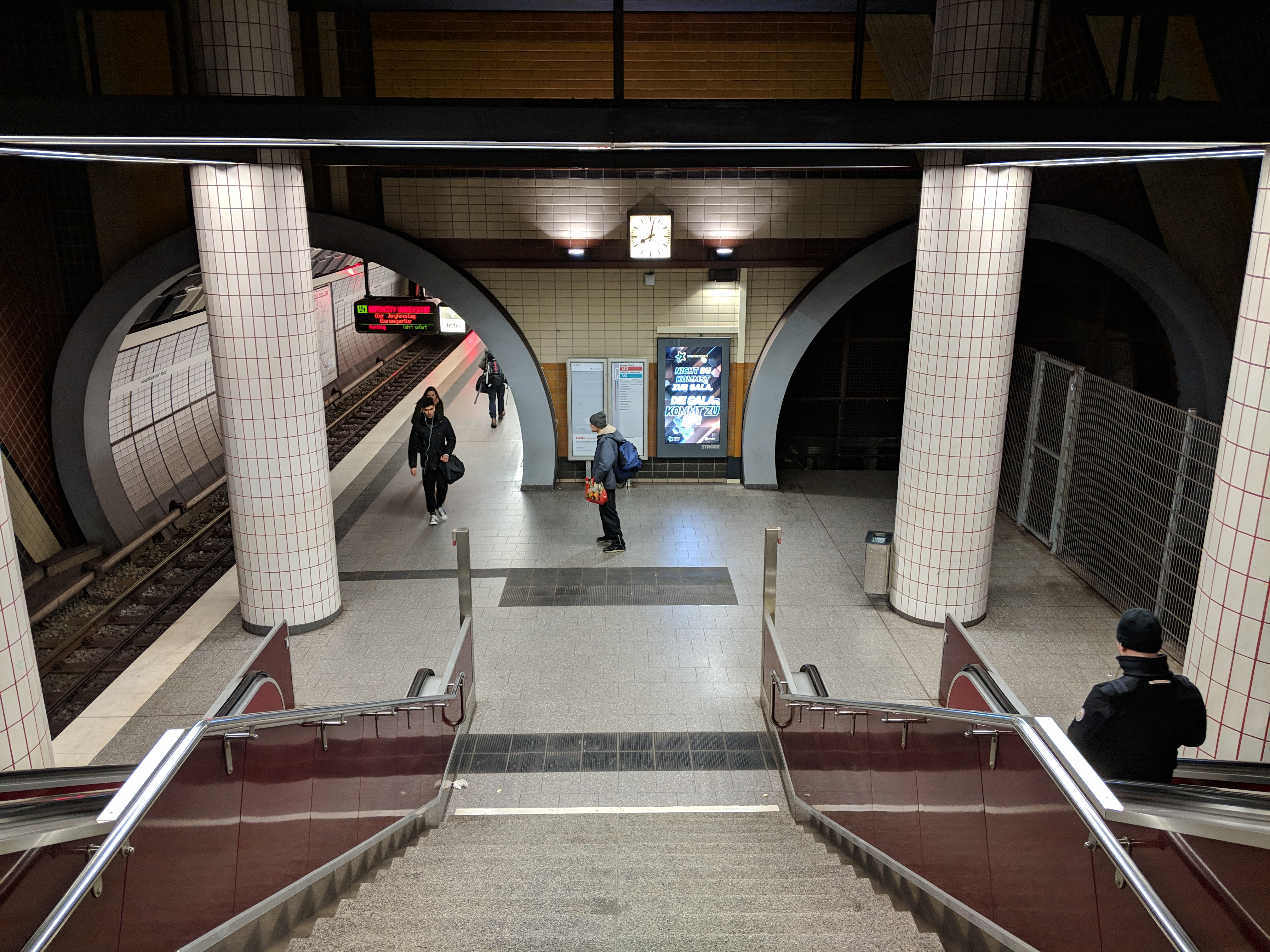
An der Station Hauptbahnhof Nord sollen die ungenutzten äußeren Bahnsteigröhren für die U5 aktiviert werden, rechts im Bild der Bahnsteig für die geplante Strecke in Richtung Arenen/Volkspark

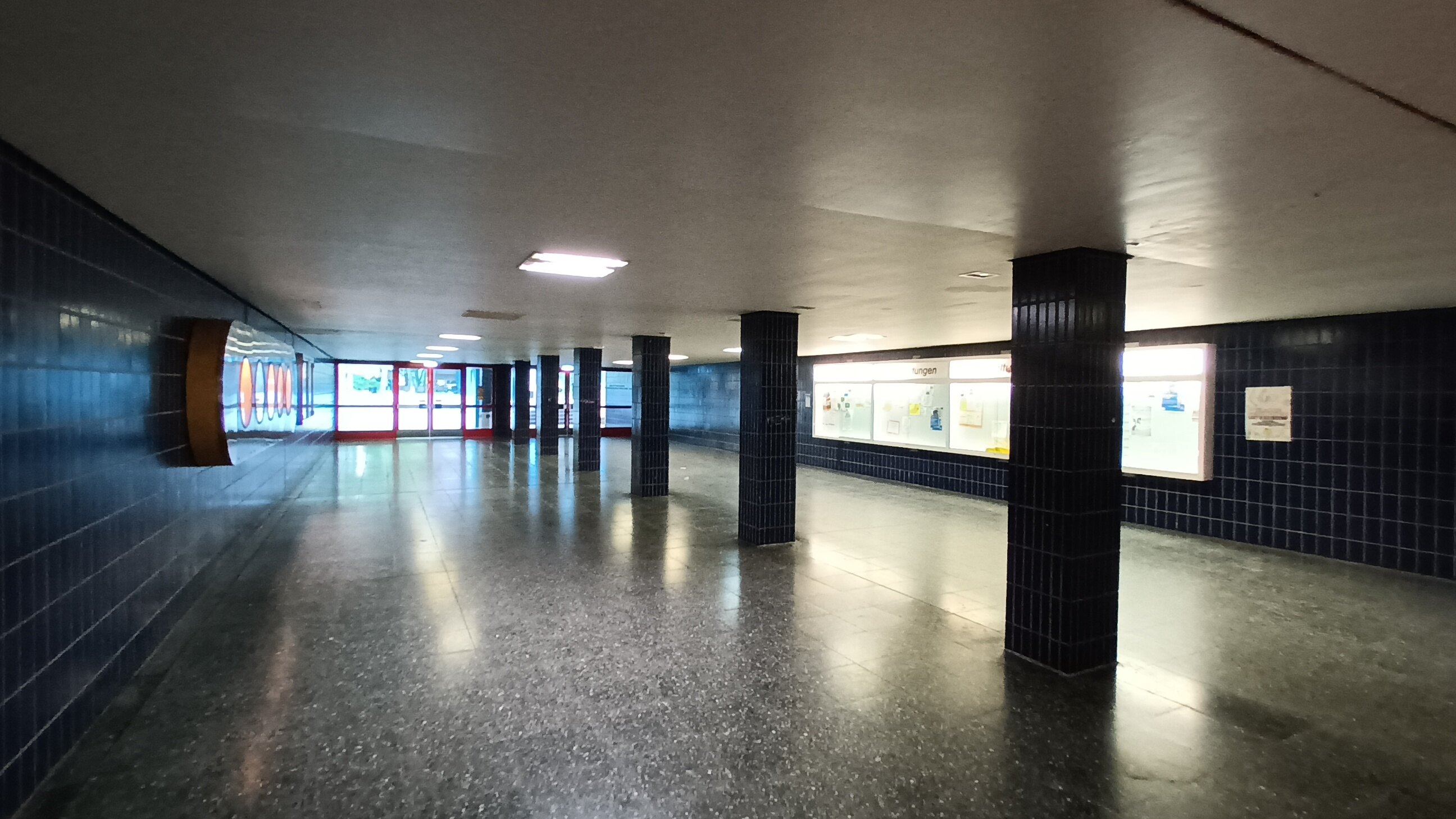
Fußgängertunnel unter der Gründgensstraße, der in der Station Steilshoop aufgehen wird. Der Abgang zu den Bahnsteigen wird im Bereich der Schaukästen auf der rechten Bildseite liegen

Die U5 wird an den Stationen Sengelmannstraße und Hauptbahnhof Nord bauliche Vorleistungen nutzen, die ursprünglich für die in den 1960er und 1970er Jahren geplante, jedoch nicht realisierte Strecke der damals als U4 bezeichneten Linie (Winterhude – Hauptbahnhof – St. Pauli – Altona – Lurup) hergestellt wurden.
Sengelmannstraße wurde mit zwei Inselbahnsteigen hergestellt, um analog zu den Stationen Kellinghusenstraße, Berliner Tor und Wandsbek-Gartenstadt im viergleisigen Richtungsbetrieb bedient werden zu können. Von den beiden Bahnsteigen wurde bislang jedoch lediglich der südliche durch die U1 genutzt, während der nördliche seit Inbetriebnahme der Haltestelle im Jahr 1975 brachlag. Im Zuge des Umbaus für die U5 wird die Station entsprechend der ursprünglichen Planung ausgebaut. Hierbei werden die bestehenden Bahnsteige allerdings nicht weitergenutzt bzw. aktiviert, sondern vollständig zurückgebaut und durch Neubauten an gleicher Stelle ersetzt. Der südliche Bahnsteig wird künftig den in nordöstliche Richtung fahrenden und der nördliche den in südwestliche Richtung fahrenden Zügen dienen. Das nach Südwesten führende Gleis der U1 wird hierfür von der Nordseite des südlichen Bahnsteigs auf die Nordseite des nördlichen Bahnsteigs verschwenkt, sodass die Linie an den jeweils äußeren Bahnsteigkanten (Gleise 1 und 4) und die U5 an den inneren (Gleise 2 und 3) halten wird.
An der Station Hauptbahnhof Nord sollen die bislang ungenutzten äußeren Bahnsteigröhren der Station für die U5 aktiviert werden. Die Haltestelle soll dann ebenfalls im Richtungsbetrieb bedient werden und böte einen bahnsteiggleichen Übergang zwischen der U5 und den vorhandenen Linien U2 und U4. Die nördlichen Bahnsteige dienten dabei den nach Westen und die südlichen den nach Osten verkehrenden Zügen, die U2 und die U4 hielten wie bislang an den inneren Bahnsteigen (Gleise 2 und 3), während die U5 die jeweils äußeren (Gleise 1 und 4) bediente.
Weiterhin wird das obere der beiden östlichen Verteilergeschosse der Station Steilshoop an den bestehenden Fußgängertunnel zwischen dem Untergeschoss des Einkaufszentrums Steilshoop und dem Vorplatz der Martin-Luther-King-Kirche anschließen bzw. diesen Tunnel ersetzen. Dies ist anekdotisch erwähnenswert, da eine seit Jahrzehnten – v. a. im Stadtteil Steilshoop – bekannte moderne Sage postuliert, dass der Tunnel im Zusammenhang mit angeblichen Vorleistungen für U-Bahn-Anlagen steht, die je nach Ausprägung der Sage u. a. einen im Rohbau fertiggestellten U-Bahnhof umfassen, der vom genannten Tunnel aus erschlossen werden kann. Während historisch tatsächlich ein Anschluss Steilshoops an das U-Bahn-Netz vorgesehen war, wurden hierfür keine Vorleistungen abseits einiger in Hinblick auf einen späteren Tunnelbau angepasster Gebäudegründungen realisiert. Mit Herstellung der Strecke der U5 wird die Realität nunmehr mit der modernen Sage in Einklang gebracht.

### Benennung
Die bestehenden Stationen des Hamburger Schnellbahnnetzes, die künftig zusätzlich durch die U5 bedient werden sollen, werden ihren bisherigen Namen weiterhin tragen. Darüber hinaus wurden bereits die Namen der neuen Stationen des ersten Bauabschnitts verbindlich festgelegt.
Die im Artikel verwendeten Angaben zu den Namen neuer Stationen der weiteren Bauabschnitte verstehen sich demgegenüber vorläufig, eine abschließende Benennung steht für diese noch aus. Die bislang verwendeten Bezeichnungen stützen sich auf die von Hochbahn und Senat verwendeten Arbeitsnamen.
Öffentlichkeitsbeteiligung
Die Benennung der neuen Stationen soll im Rahmen einer öffentlichen Beteiligung erfolgen.
Für die vier neuen Stationen des ersten Bauabschnitts wurde ein entsprechendes Beteiligungsverfahren im Herbst 2021 durchgeführt. In einer ersten Phase konnten zwischen dem 26. Oktober und dem 9. November 2021 auf der projektbegleitenden Website zur U5 sowie im Rahmen von zwei Informationsveranstaltungen auf den Wochenmärkten in Steilshoop und Bramfeld Namensvorschläge für die einzelnen Stationen eingebracht werden. Die inhaltlichen Anforderungen an die einzureichenden Vorschläge entsprachen dabei insgesamt den Bestimmungen über die Benennung von Verkehrsflächen der Freien und Hansestadt Hamburg.
Die Vorschläge wurden anschließend durch die Hochbahn vorgeprüft und danach einem Gremium aus Vertretern des hvv, der Hochbahn, des Senats, des jeweils zuständigen Bezirks und des jeweils berührten Stadtteils bzw. der berührten Stadtteile vorgelegt, das für jede Station bis zu drei Vorschläge auswählen konnte. Zwischen dem 2. und dem 10. Dezember 2021 konnte die Öffentlichkeit im Rahmen einer Online-Abstimmung jeweils einen Namen verbindlich auswählen, wobei die relative Mehrheit der Stimmen herangezogen wurde. Die Ergebnisse der Abstimmung wurden am 17. Dezember 2021 zusammen mit der Linienkennfarbe der U5 bekannt gegeben.
| Ausgewählter Name (und Stimmanteil) | Weitere zur Wahl gestellte Vorschläge (und Stimmanteile)  | Arbeitsnamen während der Planung                                     |
| ----------------------------------- | --------------------------------------------------------- | -------------------------------------------------------------------- |
| Barmbek Nord (41 %)                 | - Klinikum Barmbek (34 %) - Nordheimstraße (25 %)         | - Barmbek Nord - Nordheimstraße - Nordheimstraße/Fuhlsbüttler Straße |
| Bramfeld (46 %)                     | - Bramfeld Dorfplatz (20 %) - Bramfelder Dorfplatz (34 %) | - Bramfeld - Bramfelder Dorfplatz                                    |
| City Nord (Stadtpark) (66 %)        | - City Nord (34 %)                                        | - City Nord - New-York-Ring                                          |
| Steilshoop (61 %)                   | - Campus Steilshoop (13 %) - Steilshoop Zentrum (26 %)    | - Gründgensstraße - Steilshoop                                       |

Es liegen keine Informationen vor, ob dasselbe Abstimmungsverfahren für die neuen Stationen der weiteren Bauabschnitte angewendet werden soll.

## Weitere Infrastrukturanlagen

### Werkstätten

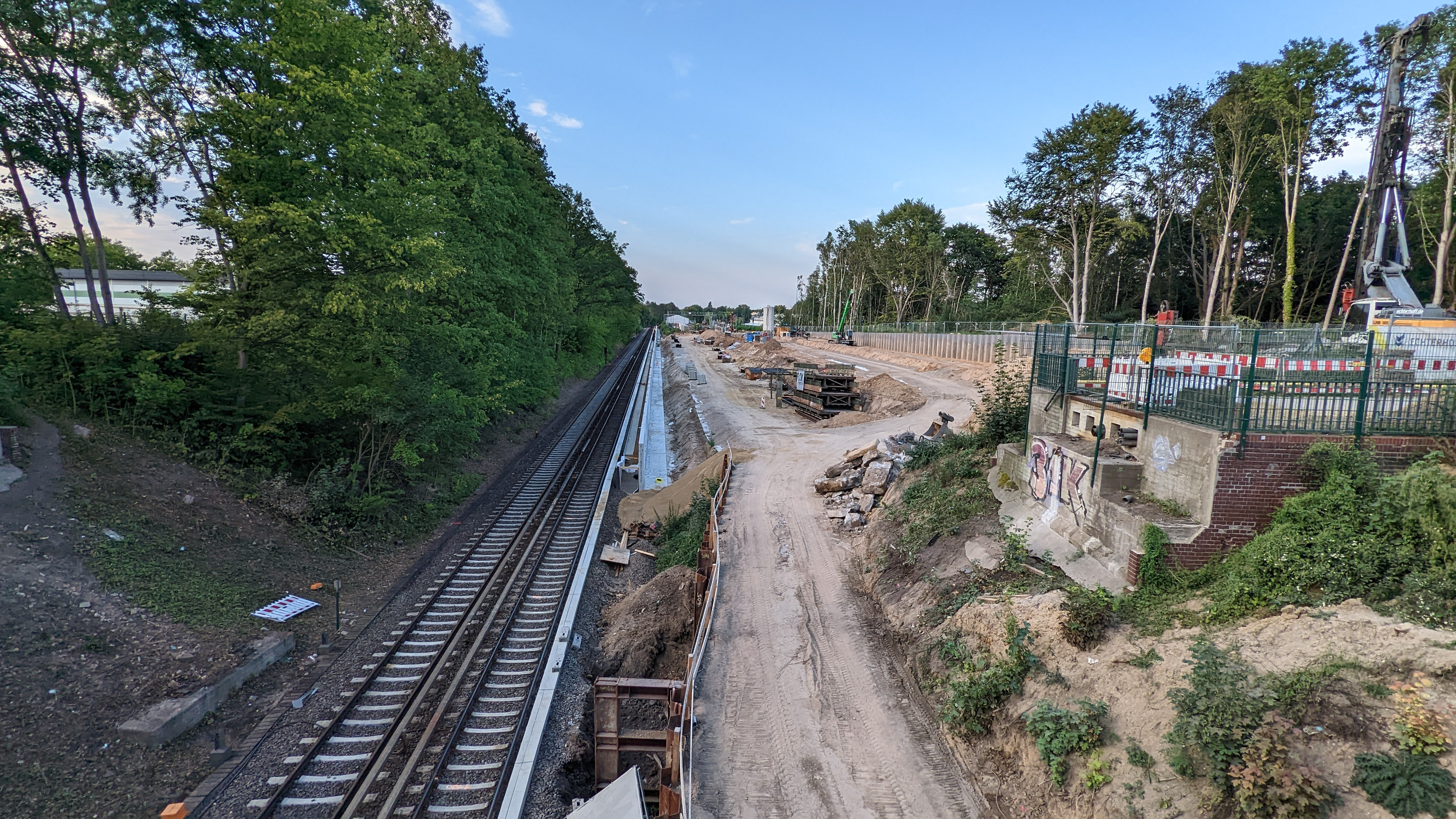
Bauarbeiten der Betriebswerkstatt im August 2022. Links im Bild die Trasse der U1

Die U5 wird sowohl die bestehende Hauptwerkstatt der U-Bahn in der Hellbrookstraße als auch eine neue eigene Betriebswerkstatt nordöstlich der Station Sengelmannstraße im Gleisdreieck zwischen den Strecken der U1 und der S-Bahn und der Güterumgehungsbahn nutzen. Die Anlage besteht aus der dreigleisigen Wagenhalle östlich der Strecke der U1 und einem separaten Teil mit Waschhalle und Abstellanlage nördlich des Busbetriebshofs Alsterdorf. Die Anlagen werden von Süden über die Kehrgleise nordöstlich von Sengelmannstraße (s. u.) erschlossen, die Wagenhalle verfügt über eine zusätzliche Gleisanbindung an die Strecke U1 in nördliche Richtung.
Neben den beiden genannten Gleisanschlüssen an das Bestandsnetz nördlich der Station Sengelmannstraße sind weitere Verbindungen in den Bereichen Hauptbahnhof Nord und Hagenbecks Tierpark auf dem dritten Bauabschnitt vorgesehen.

### Kehr- und Abstellanlagen
Die im Folgenden dargestellten Planungen für den dritten Bauabschnitt entsprechen dem Stand der abgeschlossenen Vorentwurfsplanung und sind im Rahmen der Entwurfsplanung zu konkretisieren.
| Bauabschnitt | Station                              | Kapazität                                                                     | Status                                           |
| ------------ | ------------------------------------ | ----------------------------------------------------------------------------- | ------------------------------------------------ |
| 1            | Bramfeld                             | - 2 × 325 Meter Kehr- und Abstellgleis                                        | In Bau                                           |
| 1            | City Nord                            | - 2 × 140 Meter Kehr- und Abstellgleis                                        | In Bau                                           |
| 1            | Sengelmannstraße                     | - 2 × 140 Meter Kehrgleis; gleichzeitig Zuwegung zur Betriebswerkstatt        | In Bau                                           |
| 1            | Betriebswerkstatt                    | - 8 × 140 Meter Kehr- und Abstellgleis                                        | In Bau                                           |
| 3            | Arenen/Volkspark                     | - 4 × 285 Meter Kehr- und Abstellgleis - 4 × 150 Meter Kehr- und Abstellgleis | Entwurfs- und Genehmigungsplanung ausgeschrieben |
| 3            | Hagenbecks Tierpark                  | - 2 × 150 Meter Kehr- und Abstellgleis                                        | Entwurfs- und Genehmigungsplanung ausgeschrieben |
| 3            | Jungfernstieg                        | - 1 × 150 Meter Kehrgleis                                                     | Entwurfs- und Genehmigungsplanung ausgeschrieben |
| 3            | Zwischen Universität und Grindelberg | - 2 × 285 Meter Kehr- und Abstellgleis                                        | Entwurfs- und Genehmigungsplanung ausgeschrieben |

## Trassierung und Bauverfahren

### Grundsätze der Trassenplanung

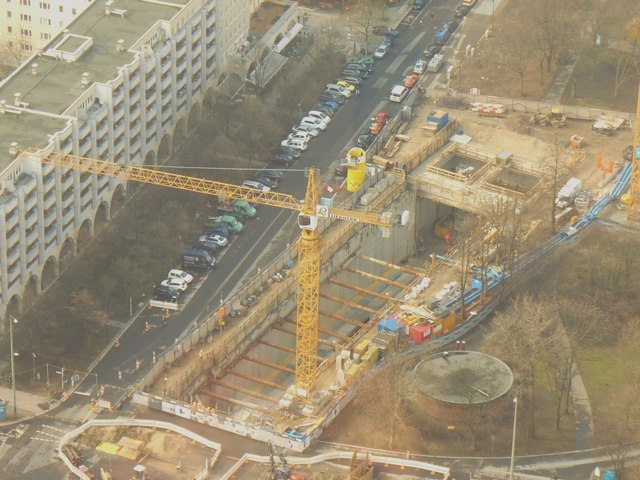
Die Tunnelstationen der U5 sollen in offener Bauweise errichtet werden. Im Bild die Baustelle der Station Rotes Rathaus der U-Bahn Berlin

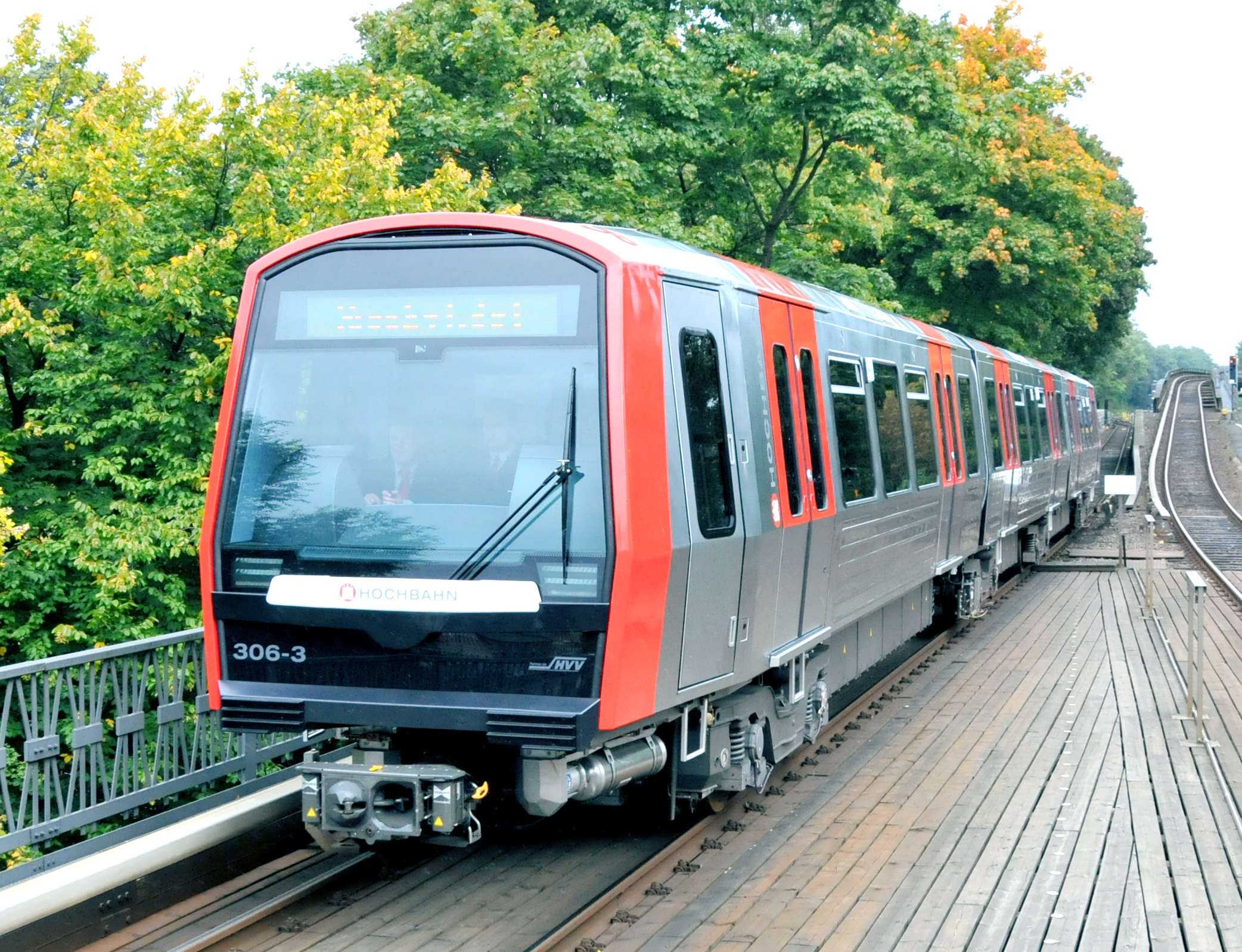
Die Strecke der U5 wurde für Fahrzeuge im traditionellen Hamburger Lichtraumprofil wie die Baureihe DT5 geplant

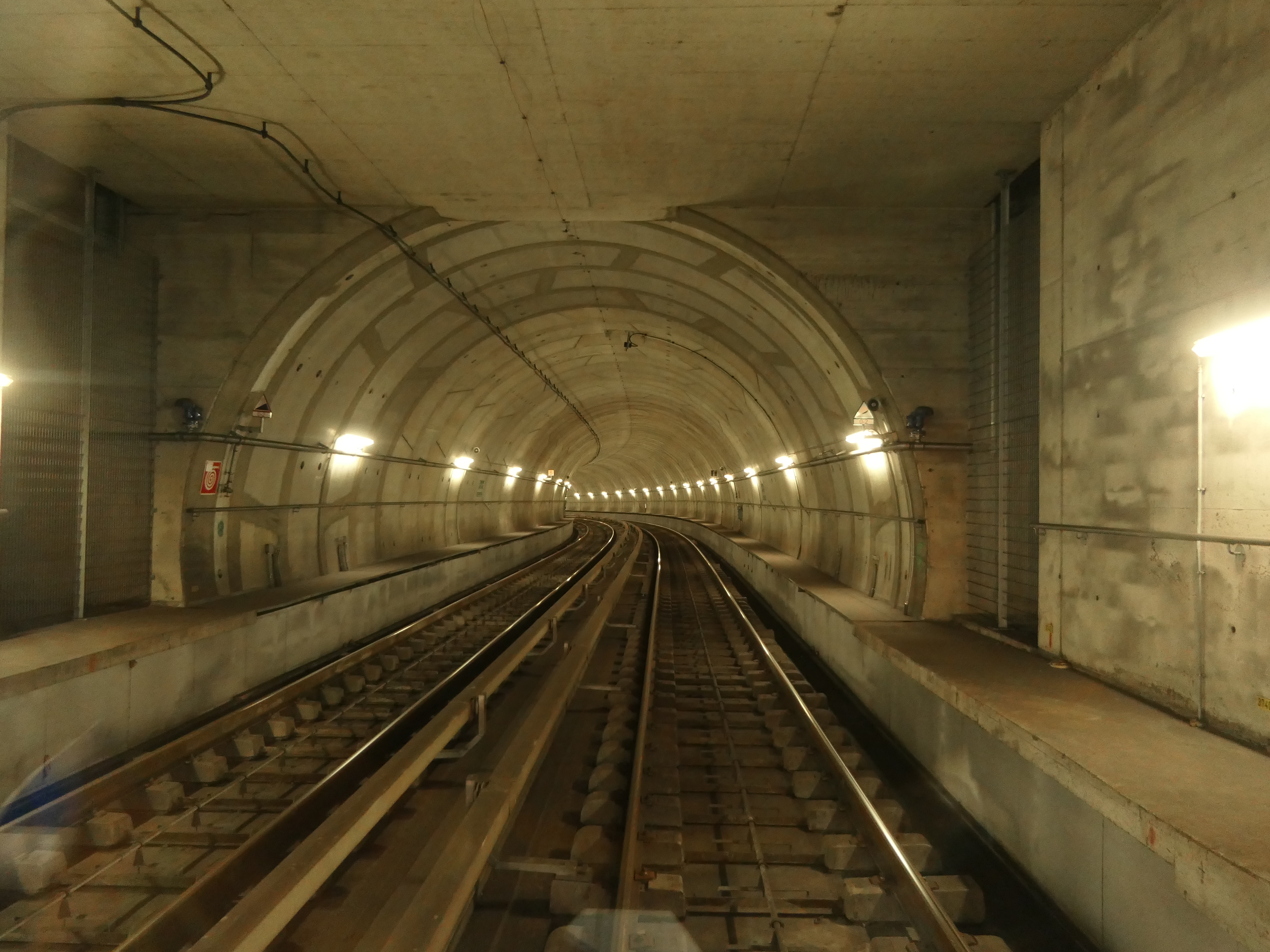
Die Tunnelstrecke des ersten Bauabschnitts wird im Schildvortrieb mit einem Zweigleisschild hergestellt werden. Im Bild ein entsprechender Zweigleistunnel der U-Bahn Brescia

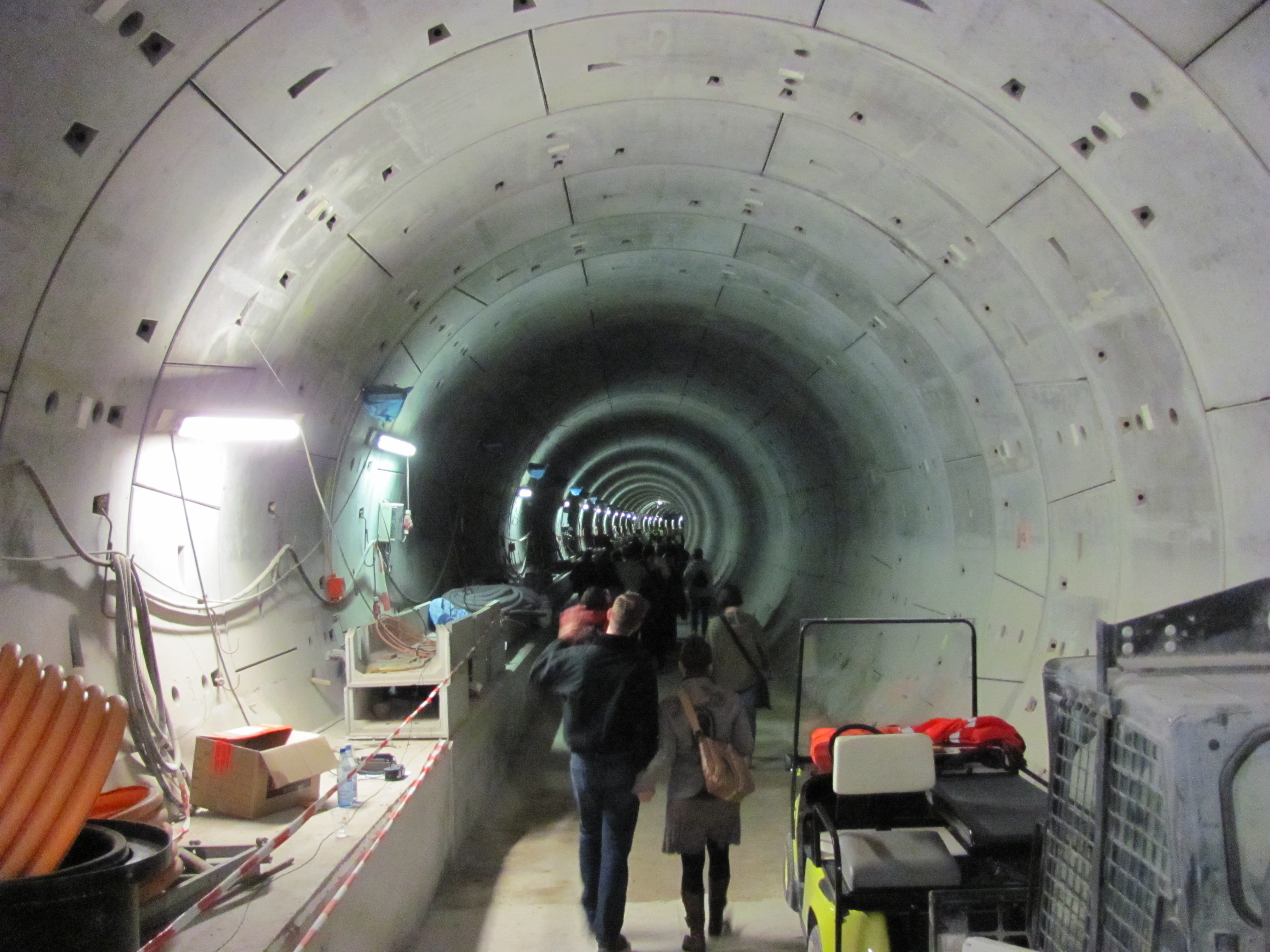
Der zweite und dritte Bauabschnitt sollen im Schildvortrieb mit zwei Eingleisröhren realisiert werden. Im Bild einer der beiden Streckentunnel der U4 zwischen Jungfernstieg und Überseequartier

Die Strecke der U5 soll vollständig unabhängig von den Strecken der anderen U-Bahn-Linien und wie alle U-Bahn-Linien vollständig unabhängig von anderen Verkehrsarten trassiert werden, um größtmögliche Betriebsstabilität zu gewährleisten. Ausgenommen sind die betrieblich notwendigen Verbindungen der U5 zum Bestandsnetz in den Bereichen der Stationen Sengelmannstraße, Hauptbahnhof Nord und Hagenbecks Tierpark.
Neben verkehrsplanerischen und wirtschaftlichkeitsbezogenen Gesichtspunkten ist ein zentraler Grundsatz der Trassenplanung und der Auswahl der Baumethoden die Minimierung von Eingriffen in das Strecken- und Stationsumfeld sowohl während der Bauzeit als auch nach Fertigstellung der Strecke. Senat und Hochbahn erwarten, hierdurch die Akzeptanz für das Vorhaben zu erhöhen und Konflikte zu vermeiden.
Da die Strecke in wesentlichen Teilen durch baulich entwickelte Bereiche des Stadtgebiets führen soll, ist mit Ausnahme eines insgesamt rund 400 Meter langen Streckenabschnitts rund um die oberirdische Bestandsstation Sengelmannstraße eine ausschließlich unterirdische Trassierung vorgesehen. Eine Trassierung im Einschnitt, zu ebener Erde oder in Höhenlage wäre in weiten Bereichen der Strecke nur unter erheblichen Eingriffen in bestehende bauliche Substanz, in Frei- und Grünraumstrukturen oder in Straßenquerschnitte möglich. Gerade die Konkurrenz um oberirdische Verkehrsflächen – insbesondere vom fließenden und ruhenden Kfz-Verkehr genutzte Flächen – wird als konfliktträchtig angesehen. Hinzu kämen mögliche Konflikte in Hinblick auf eine Lärmbelastung des Trassenumfeldes, die durch die unterirdische Streckenführung ebenfalls ausgeschlossen werden können.
Weiterhin führt die geplante Trasse grundsätzlich unter öffentlichen Flächen entlang und verzichtet auf die Unterfahrung von Gebäuden, ebenso sollen die Stationen einschließlich ihrer Zugänge grundsätzlich unter bzw. auf öffentlichem Grund liegen, um dauerhafte Eingriffe in private Grundstücksflächen auszuschließen bzw. auf den Erwerb privater Fläche verzichten zu können.
Trasse sowie Stationen werden insgesamt in einer für das Hamburger Netz vergleichsweise großen Tiefe von durchschnittlich rund 15 Metern unter Geländeoberkante geplant, was etwa der Tiefe der Station Überseequartier der U4 entspricht. Die große Tiefenlage wird vor allem mit der Rücksichtnahme auf bestehende unterirdische Infrastrukturanlagen sowie die Vermeidung von Setzungen begründet.
Die Strecke soll durchgehend zweigleisig bzw. im Bereich von Abstell- und Kehranlagen entsprechend mehrgleisig ausgebaut werden. Eine Besonderheit gegenüber den anderen Hamburger Schnellbahnlinien ist der Einbau von doppelten Gleiswechseln zwischen dem Großteil der Haltestellen. Hierdurch wird die betriebliche Flexibilität deutlich erhöht, beispielsweise können infolge eines Störungsfalls blockierte Gleise so umfahren werden, dass weiterhin eine Taktung von 5 bis 6 Minuten möglich wäre.

### Lichtraumprofil und Spurweite
Die Strecke der U5 wurde auf Grundlage des traditionellen Lichtraumprofils der Hochbahn für Fahrzeuge mit einer Breite von 2,64 Metern und einer Höhe von 3,33 Metern entworfen, was etwa den Parametern der jüngsten Hamburger Fahrzeuggeneration DT5 entspricht. Wie die Strecken im restlichen Hamburger Schnellbahnnetz wird auch die Strecke der U5 normalspurig trassiert.
Im Rahmen der vorbereitenden Konzeptstudie (siehe hier) und bei der Erarbeitung der Machbarkeitsuntersuchung für den ersten Bauabschnitt betrachtete die Hochbahn daneben auch ein größeres Fahrzeug auf Grundlage der Typenempfehlung für U-Bahnen des VDV mit einer Breite von 2,9 Metern und einer Höhe von 3,55 Metern, was den Abmessungen der Fahrzeuge der Münchner und der Nürnberger U-Bahn entspricht. Das VDV-Fahrzeug hätte gegenüber dem Fahrzeug nach Hochbahn-Profil bei gleicher Länge eine um rund 7 Prozent höhere Beförderungskapazität und einen höheren Komfort durch breitere Gänge und Türen geboten.
Für die Beibehaltung des Hamburger Profils sprachen aus Sicht der Hochbahn unter anderem die rund 5 Prozent geringeren Rohbaukosten für Tunnelstrecken aufgrund des kleineren Profils und die Kompatibilität mit der bestehenden Infrastruktur wie der Hauptwerkstatt Barmbek. Hinzu kommen Einsparungspotenziale bei der Fahrzeugbeschaffung, da die 120 für den automatischen Betrieb der U5 benötigten Fahrzeuge der Baureihe DT6-A zusammen mit den 274 Einheiten für den konventionellen bzw. halbautomatischen Betrieb beschafft werden, die zum einen die ab 1988 in Dienst gestellten Einheiten der Baureihe DT4 ersetzen sollen und zum anderen zur weiteren Angebotsverdichtung im Bestandsnetz benötigt werden.

### Bauverfahren
Die Tunnelstrecken der U5 sollen grundsätzlich in geschlossener Bauweise im Schildvortrieb, Stationen, Notausgänge, unterirdische Abstell- und Kehranlagen sowie Gleiswechsel grundsätzlich in offener Bauweise hergestellt werden. Insgesamt sollen rund 68 Prozent der unterirdischen Anlagen in geschlossener und 32 Prozent in offener Bauweise errichtet werden.
Auf dem ersten Bauabschnitt wird der im Schildvortrieb hergestellte Tunnel mit einem Zweigleisschild aufgefahren werden, sodass beide Streckengleise hier einen gemeinsamen Tunnel nutzen werden. Für die weiteren Bauabschnitte ist hingegen der Einsatz von Schildvortriebsmaschinen mit Eingleisschild vorgesehen, sodass die U5 hier über zwei separate Streckentunnel verfügte.
Hochbahn und Senat erklären die Entscheidung für unterschiedliche Systeme mit den jeweils unterschiedlichen planerischen Rahmenbedingungen der Bauabschnitte. So erzwinge die Entscheidung für den Anschluss an die beiden Bestandsröhren von Hauptbahnhof Nord mindestens vor und hinter der Station die Herstellung zweier separater Streckentunnel. Weitere Gründe für den Einsatz einer Vortriebsmaschine mit kleinerem Schildkopf seien die geringeren erforderlichen Radien, wodurch die Strecke flexibler geplant werden könne und beispielsweise Gebäudeunterfahrungen deutlich einfacher möglich seien, und die geringere Tiefenlage der Tunnel und somit auch der Haltestellen.

#### Erster Bauabschnitt
Rund 5,4 des insgesamt 5,8 Kilometer langen ersten Bauabschnitts werden als Tunnelstrecke angelegt, ein insgesamt rund 400 m langer Abschnitt nördlich und südlich der Bestandsstation Sengelmannstraße wird hingegen oberirdisch bzw. auf Rampenbauwerken verlaufen. Mit rund 4 Kilometern Länge wird der größte Teil der Tunnelstrecke im Schildvortrieb mit einem Zweigleisschild hergestellt, es handelt sich hierbei um den Abschnitt zwischen dem Gleisdreieck nördlich von Sengelmannstraße und der Abstellanlage östlich der Station Bramfeld. Der Startschacht für die Vortriebsmaschine wird auf dem Gelände des Busbetriebshofs Alsterdorf im Gleisdreieck liegen, sodass der Tunnel in östliche Richtung aufgefahren wird.
Die restlichen rund 1,4 Kilometer Tunnelstrecke werden in offener Bauweise hergestellt. Es handelt sich hierbei zum einen um die Strecke zwischen der Station City Nord und dem Tunnelportal südlich von Sengelmannstraße und zum anderen um die Strecke zwischen dem nördlich der Station gelegenen Tunnelportal und dem Startschacht der Schildvortriebsmaschine im Gleisdreieck.

### Planerische Integration

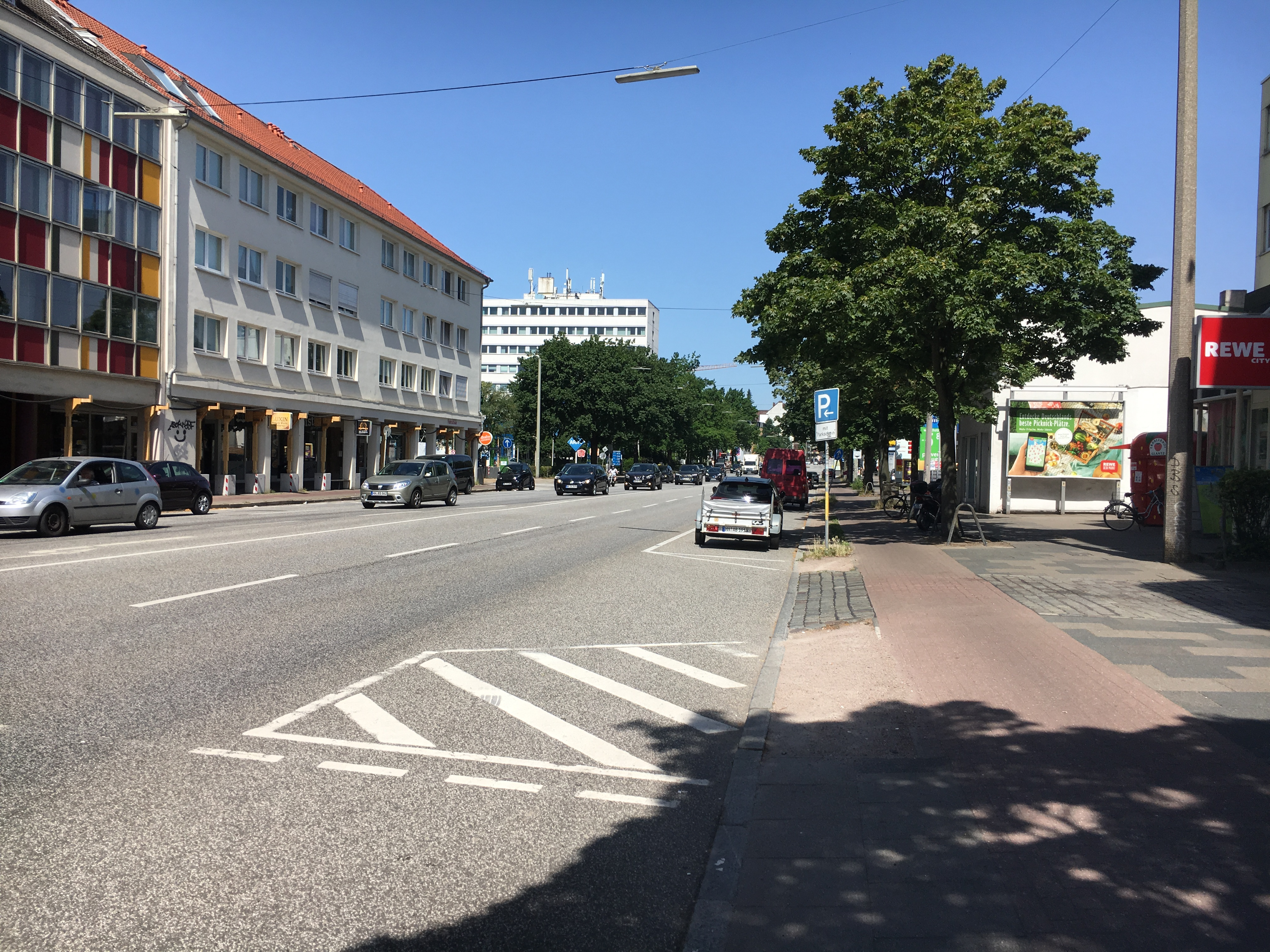
Im Zuge des Baus der U5 sollen Teile des oberirdischen Trassenumfeldes zugunsten des Umweltverbundes und der Freiraumqualität umgestaltet werden, darunter der Winterhuder Weg …

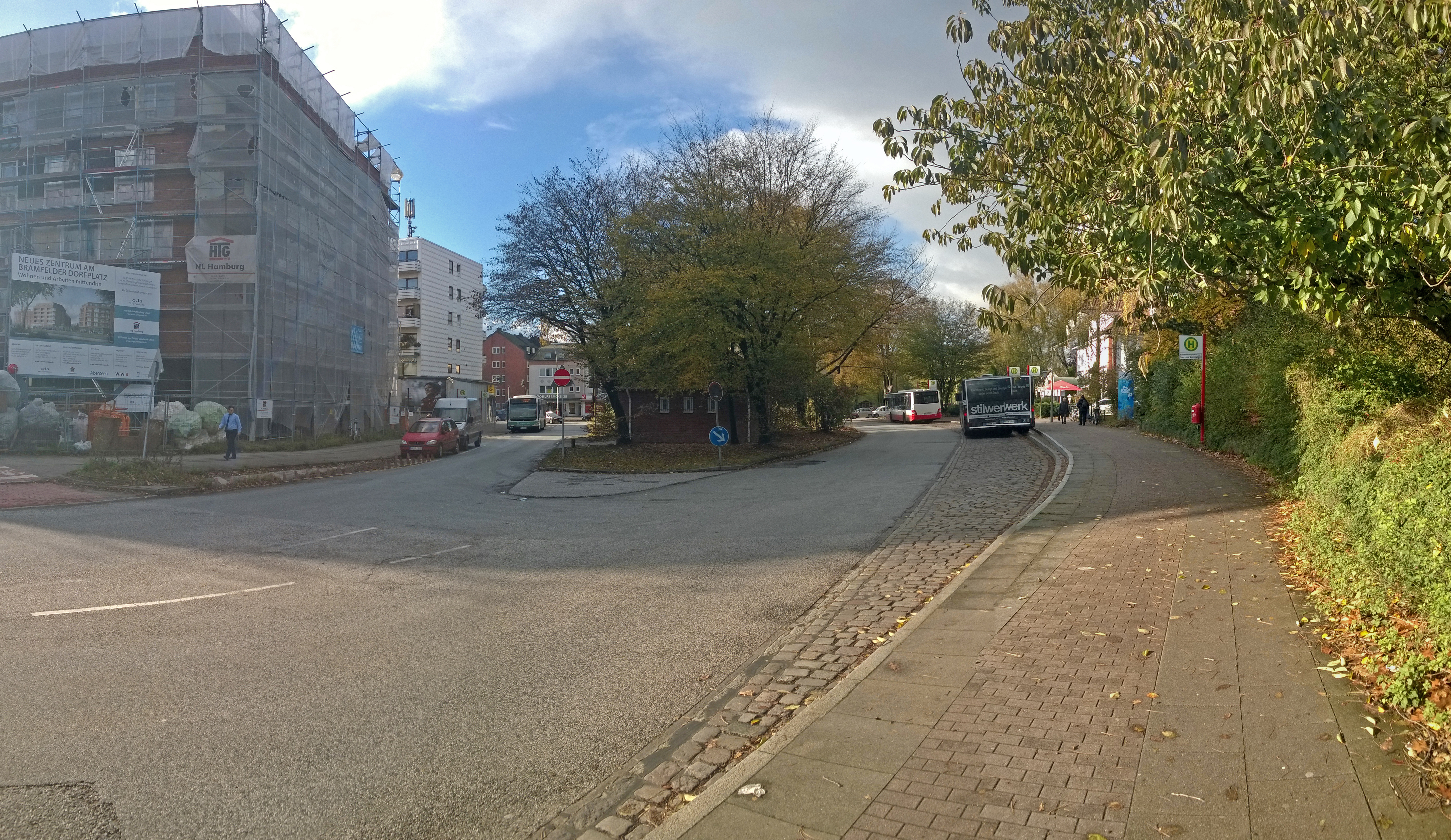
… und der Bramfelder Dorfplatz

Teile des oberirdischen Trassenumfeldes der U5 sollen im Zuge des Streckenbaus und hierauf abgestimmt umgestaltet werden. Die geplanten Maßnahmen beinhalten insbesondere die Neuordnung des Straßenraums zugunsten des Umweltverbundes einschließlich der optimierten Integration der Zugangsbauwerke zu den Stationen der U5 sowie die freiraumplanerische Qualifizierung. Weiterhin sollen im Trassenumfeld vorhandene städtebauliche Potenziale durch die Neugestaltung aktiviert und befördert werden.
Vorgesehen ist die Anpassung folgender Straßenzüge:
- B5 zwischen dem nördlichen Ende der Dorotheenstraße und der U-Bahn-Station Mundsburg (umfasst die U5-Stationen Borgweg bis Beethovenstraße);
- Südliches Ende der Grindelallee bis zum Abzweig des Veilchenwegs vom Lokstedter Steindamm (Universität bis Gärtnerstraße);
- Östliches Ende der Vogt-Wells-Straße bis zum westlichen Ende des Farnhornwegs (Behrmannplatz bis Arenen/Volkspark).

Planerische Grundlage der Neugestaltung ist ein sog. Integriertes Verkehrskonzept, das durch die Hochbahn in enger Abstimmung mit dem LSBG als Träger der Hamburger Hauptverkehrsstraßen, den zuständigen Fachbehörden – insbesondere der BSW –, den jeweils zuständigen Bezirksämtern sowie externen Fachplanern und unter Berücksichtigung der Verkehrsentwicklungsplanung der Freien und Hansestadt Hamburg für jeden der drei o. g. Straßenzüge erarbeitet wird.
Die Umgestaltung ist zudem verzahnt mit der Entwicklung der sog. Magistralen, d. h. der vom Senat definierten Gruppe von Hauptverkehrsstraßen, deren städtebauliche, hochbauliche, freiraumplanerische, verkehrsplanerische und funktionale Weiterentwicklung und Qualifizierung ein zentrales stadtentwicklungsbezogenes Ziel für die Freie und Hansestadt Hamburg darstellt und die hier im Sinne des querschnittsorientierten und verwaltungsübergreifenden Ansatzes der Magistralenentwicklung an die Planungen der U5 anknüpfen bzw. in diese integriert werden kann.
Neben der eher großflächig orientierten Umgestaltung längerer Straßenzüge wird auch die räumlich enger gefasste Qualifizierung des Umfelds einzelner Stationen verfolgt. Es liegen bislang keine abschließenden Aussagen darüber vor, welche Standorte für eine entsprechende Neugestaltung vorgesehen sind bzw. hierfür in Betracht gezogen werden.
Für den Bereich des Bramfelder Dorfplatzes am östlichen Endpunkt der U5 ist die Reduzierung und Zusammenlegung der bislang getrennten Richtungsfahrbahnen im Süden des Dorfplatzes zugunsten einer großzügigen zusammenhängenden Fußgängerfläche im Norden geplant. Neben einer verbesserten und erweiterten öffentlichen Nutzbarkeit des Dorfplatzes ermöglichte die Maßnahme eine günstigere Abwicklung des Fußgängerverkehrs. Andererseits wäre die Umgestaltung gemäß dem hierzu im März 2018 vorgestellten frühen Entwurfsstand mit dem Verlust eines Teils der lokalen Grünkulisse verbunden, deren Erhalt ursprünglich gerade ein Kriterium für die Auswahl des Stationsstandorts war. Die Hochbahn stellte hierzu die Durchführung eines öffentlichen Beteiligungsverfahrens zur Freiraumgestaltung in Aussicht.

## Fahrzeuge
Die U5 soll mit Fahrzeugen der künftigen Baureihe DT6 betrieben werden, von denen für den Betrieb des ersten Bauabschnitts zunächst sieben Einheiten beschafft werden sollen. Langfristig sollen für den Betrieb der Gesamtstrecke der U5 insgesamt 120 Einheiten geliefert werden.
Der DT6 soll auf der U5 maximal in dreiteiligen Zugverbänden mit einer Gesamtlänge von etwa 120 Metern eingesetzt werden können, was den maximal möglichen Längen auf den bestehenden Linien U1, U2 und U4 entspricht.

## Betrieb
Die U5 soll als erste Schnellbahnlinie Hamburgs ab Erstinbetriebnahme fahrerlos betrieben werden, wodurch Zugfolgen von bis zu 90 Sekunden ermöglicht werden sollen. Die Kapazität der U5 betrüge bei dieser Taktung maximal 32.000 Personen pro Stunde und Fahrtrichtung. Im Regelbetrieb soll jedoch maximal ein 2-Minuten-Takt angeboten werden.
Die Streckenhöchstgeschwindigkeit soll bei 80 km/h liegen, die Durchschnittsgeschwindigkeit bei 36 km/h.
In der Nutzen-Kosten-Untersuchung wird angegeben, dass die gesamte Strecke der U5 in einem 3,3-Minuten-Takt betrieben werden soll. Zwischen Hagenbecks Tierpark und Sengelmannstraße soll in der Spitzenstunde auf einen 2-Minuten-Takt verdichtet werden. Zwischen Jarrestraße und Universität soll alle 100 Sekunden eine U-Bahn fahren (36 Fahrten pro Stunde und Richtung), womit fast die technische Maximalleistung erreicht wird. Diese Taktungen gelten jedoch alle unter der Annahme des Einsatzes einer Einfachtraktion, womit von den 120 Metern Bahnsteig nur 40 Meter genutzt würden. Am Wochenende soll alle 5 Minuten gefahren werden.
Die Betriebsführung wird durch das CBTC-System Urbalis von Alstom erfolgen, das neben der Steuerung und Sicherung des eigentlichen Zugbetriebs auch die Steuerung der Bahnsteigtüren, der Kommunikationstechnik und der Fahrgastinformation umfasst. Aufgrund der im Vergleich zum konventionellen Betrieb deutlich engeren und komplexeren Verknüpfung zwischen Betriebsführungssystem und Fahrzeugen beim fahrerlosen Betrieb wurden beide Komponenten gemeinsam ausgeschrieben und werden beide von Alstom geliefert.

## Projekthintergrund und -verlauf

### Vorausgehende Planungen

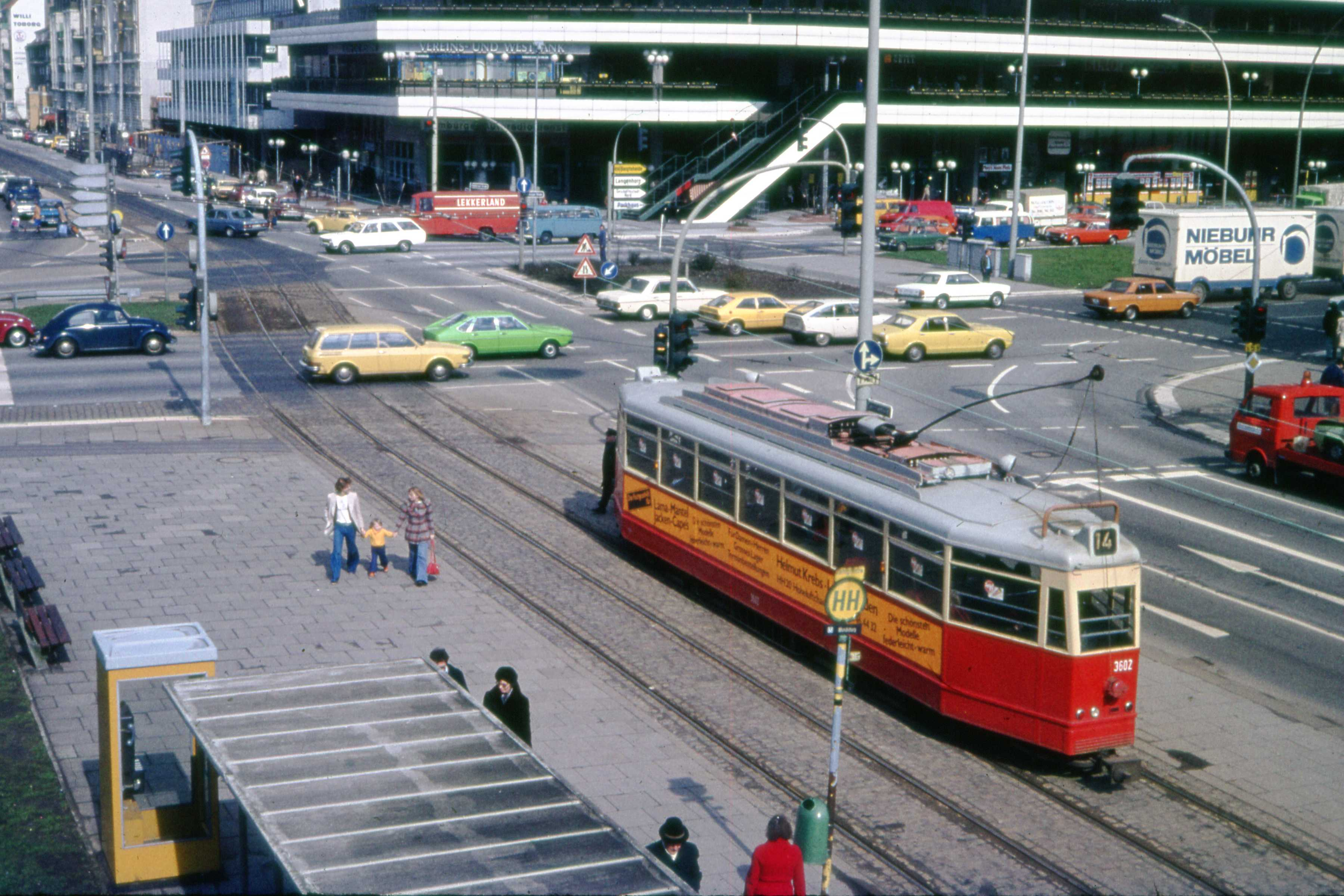
Die von den politischen Entscheidungsträgern als zu gering eingestufte Leistungsfähigkeit der Straßenbahn und das Leitbild der autogerechten Stadt begründeten Planungen zum umfangreichen Ausbau des U-Bahn-Netzes und die Stilllegung der Straßenbahn

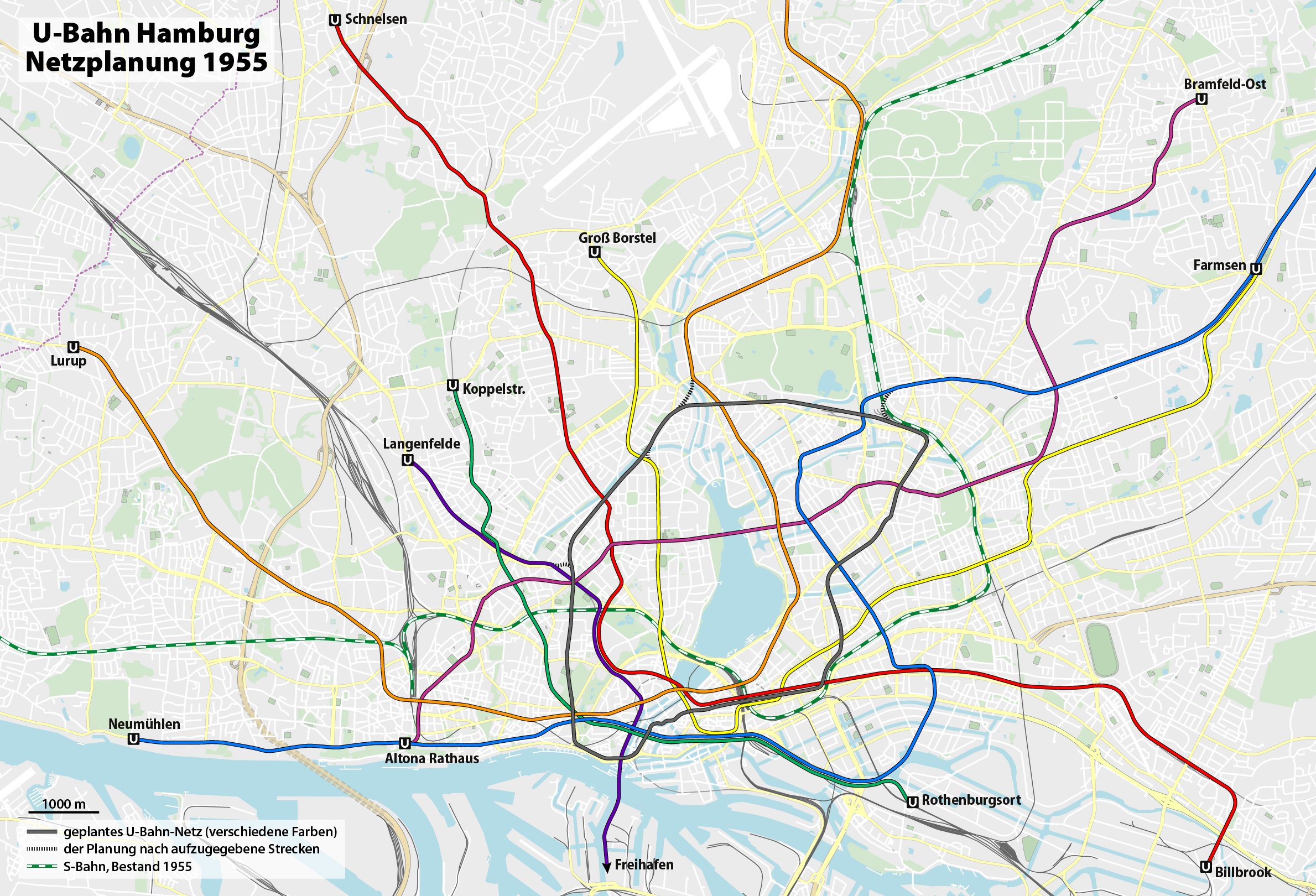
Geplante Trassenkorridore für die U-Bahn gemäß dem vorläufigen Generalplan von 1955. Der tatsächlich erfolgte Ausbau des Netzes entsprach weder nach Umfang noch nach Geschwindigkeit dem Fortschritt bei der Stilllegung der Straßenbahn

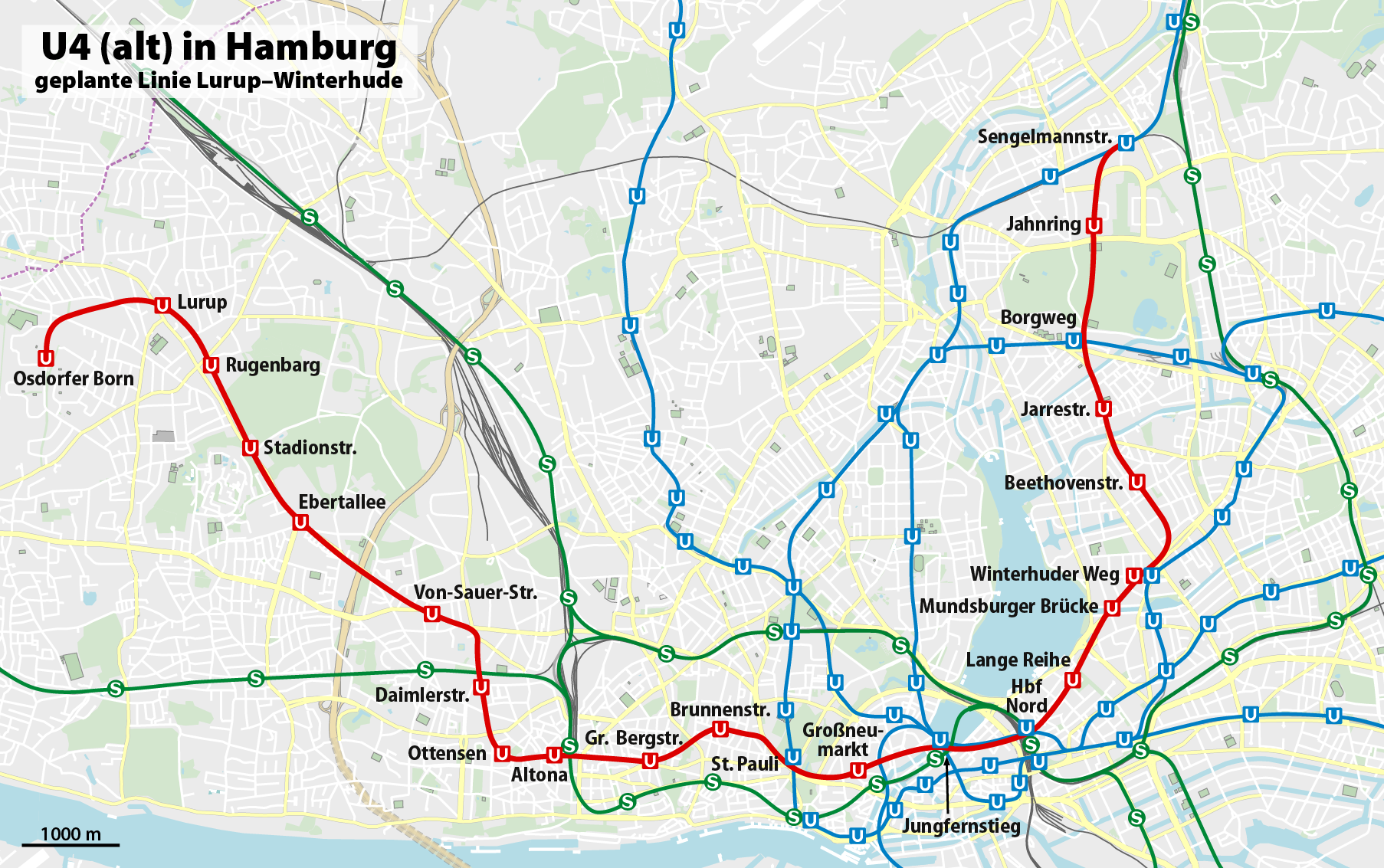
Verlauf der in den 1960er und 1970er Jahren geplanten alten U4. Die Planungen für die U5 bauen wesentlich auf den historischen Planungen auf

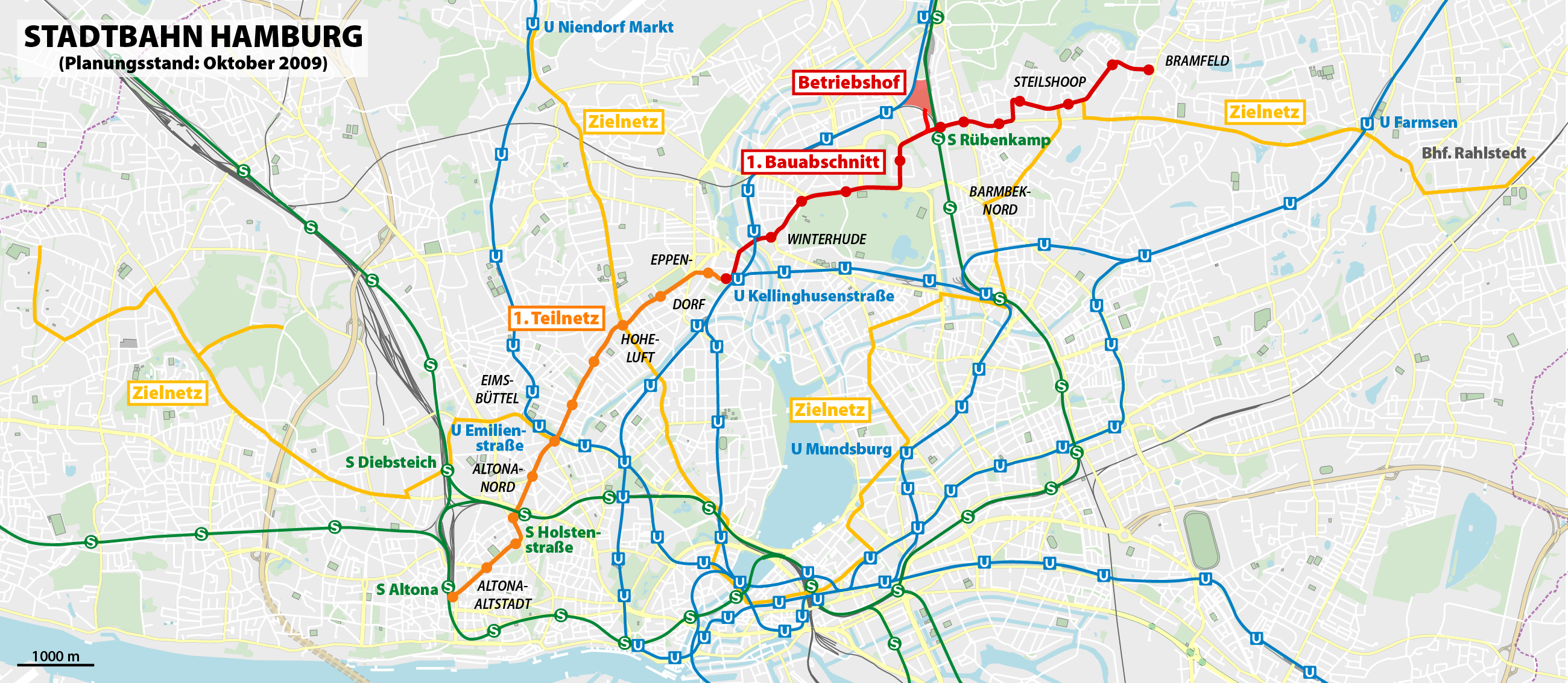
Entwurf für das Netz einer Stadtbahn aus dem Jahr 2009. Die vorgeschlagenen Strecken korrespondieren weitgehend mit den historischen U4-Planungen

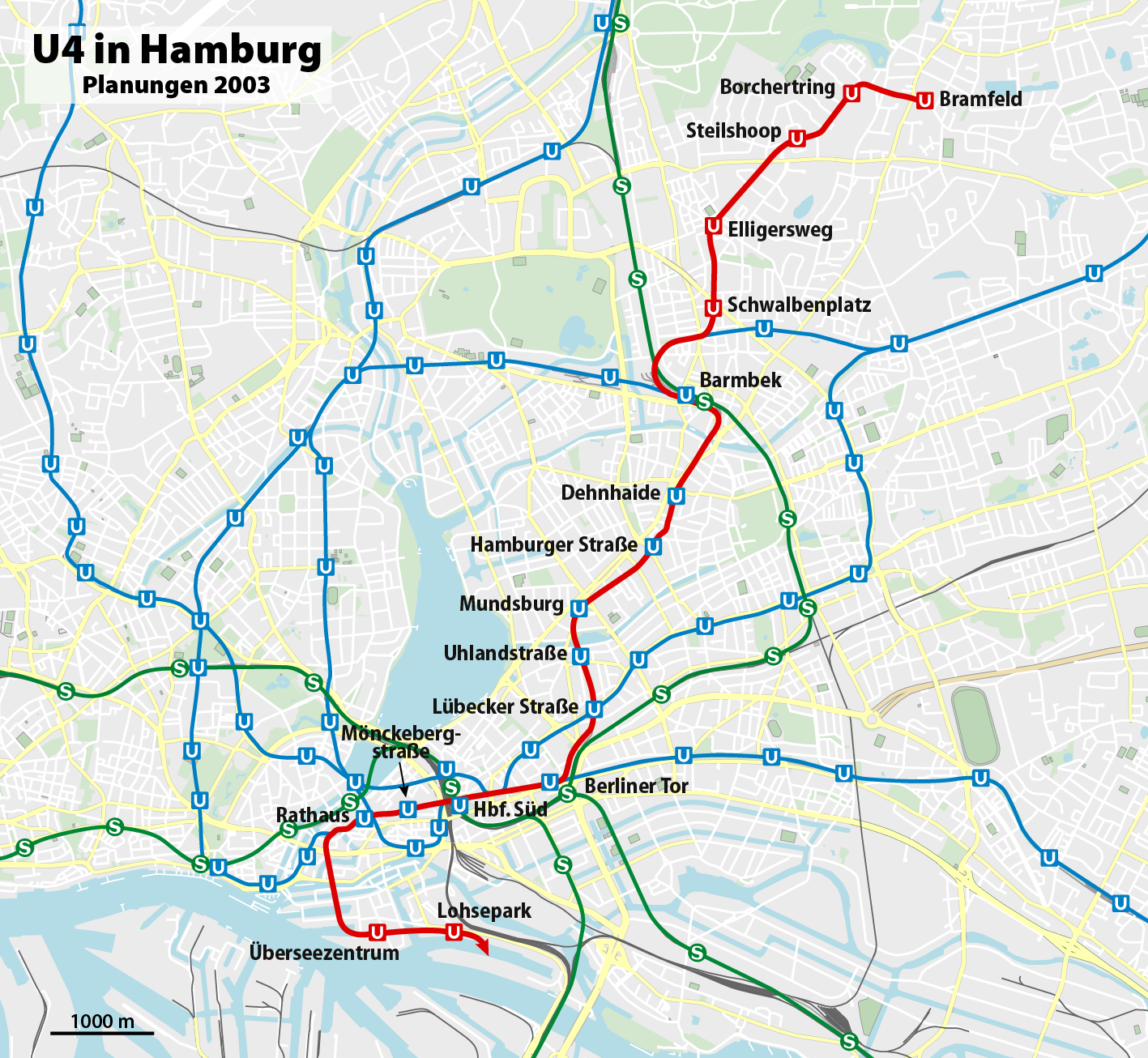
Die Planungen für die neue U4 in die HafenCity beinhalteten zunächst auch einen Streckenast nach Steilshoop und Bramfeld

Die aktuellen Planungen für die U5 greifen seit Jahrzehnten bestehende Erweiterungsvorhaben des U-Bahn-Netzes auf, die bislang nicht oder nur in modifizierter Form zur Umsetzung kamen.
Erste Vorschläge für die Strecken, die künftig von der U5 bedient werden sollen, wurden 1950 formuliert und im 1955 von der Hochbahn vorgelegten sogenannten „vorläufigen Generalplan“ für den Ausbau des U-Bahn-Netzes weiter konkretisiert. Der Generalplan ist zum einen vor dem Hintergrund der nach dem Krieg einsetzenden Suburbanisierung und des damit verbundenen wachsenden Verkehrsbedürfnisses, für dessen Bewältigung die bislang die Hauptlast des Nahverkehrs tragende Straßenbahn als unzureichend betrachtet wurde, zu sehen. Zum anderen ist er Ausdruck des stadt- und verkehrsplanerischen Leitbilds der autogerechten Stadt, das die Straßenbahn zunehmend als Hindernis für den dynamisch wachsenden motorisierten Individualverkehr betrachtete, das mit dem Pkw um Flächen im Straßenraum konkurriert und bevorzugt durch kreuzungsfrei verkehrende Schnellbahnen ersetzt werden sollte. Entsprechend umfangreich waren die Vorschläge des Generalplans, der sieben zusätzliche Linien und eine Gesamtstreckenlänge von mehr als 200 Kilometern vorsah.
Die Inhalte des Generalplans wurden später vielfach modifiziert – etwa durch Einbeziehung der ab 1960 geplanten Großwohnsiedlung Osdorfer Born –, jedoch vor allem deutlich in ihrem Umfang reduziert. Spätestens seit 1974 im Flächennutzungsplan der Freien und Hansestadt dargestellte, bis heute jedoch nicht umgesetzte Erweiterungsvorhaben umfassen eine Strecke über Rotherbaum und Hoheluft nach Lokstedt, eine Strecke über Barmbek nach Bramfeld, eine Strecke zwischen Lurup, Altona, dem Hauptbahnhof, Winterhude und dem U-Bahnhof Sengelmannstraße (ursprüngliche Planung der U4) und eine Strecke in die schleswig-holsteinische Gemeinde Glinde östlich von Hamburg. Die beiden erstgenannten Strecken und der östliche Teil der dritten beschrieben Strecke würden nach aktuellen Planungen im Wesentlichen durch die U5 abgedeckt. Weiterhin ist zunächst auch eine Führung der U5 nach Lurup geprüft worden, die allerdings nach letzten Planungsstand einem deutlich von den historischen Planungen abweichenden Verlauf nördlich des Volksparks gefolgt wäre. Die Planungen wurden letztlich zugunsten einer S-Bahn-Strecke ab Holstenstraße aufgegeben, deren Verlauf wiederum zu großen Teilen den historischen Planungen der U4 entspricht.
Von den genannten Strecken war die für die U4 geplante diejenige, die einer Umsetzung am nächsten kam. Nach umfangreichen Diskussionen beschloss die Bürgerschaft 1973 den Bau des ersten Streckenabschnitts zwischen Lurup und Altona, stellte das Projekt – und andere zu diesem Zeitpunkt geplante Ausbauvorhaben – jedoch bereits 1974 mit Verweis auf die Kosten auf unbestimmte Zeit zurück. 2007 erklärten die Bürgerschaftsfraktionen von SPD, CDU und GAL, dass ein U-Bahn-Anschluss Lurups auf absehbare Zeit nicht realistisch sei.
Die U-Bahn-Anbindung Steilshoops und Bramfelds wurde zuletzt ab 2002 im Rahmen der Planungen für die neue Linie U4 in die HafenCity diskutiert. Der erste Entwurf der Strecke sah vor, die U4 als Zweiglinie der historischen Ringlinie U3 zu entwickeln, deren Gleise sie zwischen Rathaus, Hauptbahnhof Süd und Barmbek mitnutzen sollte. Während westlich der Station Rathaus ein neuer Streckenast in die HafenCity gebaut werden sollte, wären nördlich von Barmbek die seit Jahrzehnten bestehenden Planungen für den Bramfelder Streckenast als Teil der U4 umgesetzt worden. Letztlich wurde lediglich der Ast in die HafenCity realisiert, wobei als Ergebnis des zwischenzeitlich erfolgten Variantenvergleichs nicht die Strecke der U3 ab Rathaus, sondern die Strecke der U2 ab Jungfernstieg als Ausfädelungspunkt gewählt wurde. Die Hochbahn deutete im Begleitmaterial der Pressemitteilung zur endgültigen Trassenfestlegung zwar an, dass der Bramfelder Ast weiterhin als Erweiterung der U3 realisiert werden könnte, verfolgte das Projekt aber nicht unmittelbar weiter.
Die letzten Überlegungen für eine Schienenanbindung Lurups, Bramfelds und Lokstedts legte der damalige schwarz-grüne Senat 2009 mit den Planungen für den Bau einer modernen Straßenbahn vor. Die erste zur Realisierung vorgesehene Strecke hätte etwa den gleichen Korridor wie der östliche Bauabschnitt der U5 bedient, wäre jedoch von der City Nord weiter bis zur Station Kellinghusenstraße geführt worden. Die Luruper und Lokstedter Strecken hätten in späteren Projektphasen umgesetzt werden sollen. Nach dem Regierungswechsel 2011 stellte der nunmehr von der SPD gestellte Senat das bereits laufende Planfeststellungsverfahren des ersten Streckenabschnitts ein. Er führte hierbei insbesondere die Projektkosten an, die mit durchschnittlich rund 19,7 Mio. Euro pro Streckenkilometer – was rund 6,4 Prozent der aktuell prognostizierten durchschnittlichen Baukosten pro Streckenkilometer des östlichen Bauabschnitts der U5 entspricht – als zu hoch angesehen wurden.

### Vorstellung der U5
Die Hochbahn und der SPD-geführte Senat stellten die Überlegungen zum Bau der Strecke der U5 erstmals am 9. April 2014 als Bestandteil eines umfangreicheren Katalogs potenzieller Ausbauvorhaben des U-Bahn-Netzes vor. Die Planungen sahen zu diesem Zeitpunkt vor, dass die U5 in ihrem westlichen Teil bis zur Großwohnsiedlung Osdorfer Born in den Stadtteilen Osdorf und Lurup geführt werden sollte, während der westliche Endpunkt mittlerweile an den Arenen im Altonaer Volkspark vorgesehen ist.
Ausgehend von der Konzeptstudie wurde die Gesamtstrecke zudem in die drei Bauabschnitte Ost (Bramfeld bis Sengelmannstraße bzw. Barmbek, das ebenfalls als Anschlusspunkt der U5 an das Bestandsnetz untersucht wurde), Mitte (Sengelmannstraße/Barmbek – Innenstadt – Siemersplatz/Behrmannplatz) und West (Siemersplatz/Behrmannplatz – Osdorfer Born) unterteilt.
Die von der Hochbahn im Rahmen des o. g. Projektkatalogs aufgeführten Vorhaben wurden in Abstimmung mit den laufenden Planungen im S-Bahn-Netz – diese beinhalteten zum damaligen Zeitpunkt insbesondere die Einrichtung der Linie S4 zur besseren Erschließung des Hamburger Ostens und des nordöstlichen Hamburger Umlandes und den Ausbau der bestehenden Strecke der AKN im Hamburger Westen und im nordwestlichen Umland für den S-Bahn-Betrieb – entwickelt.

### Erstellung der Konzeptstudie

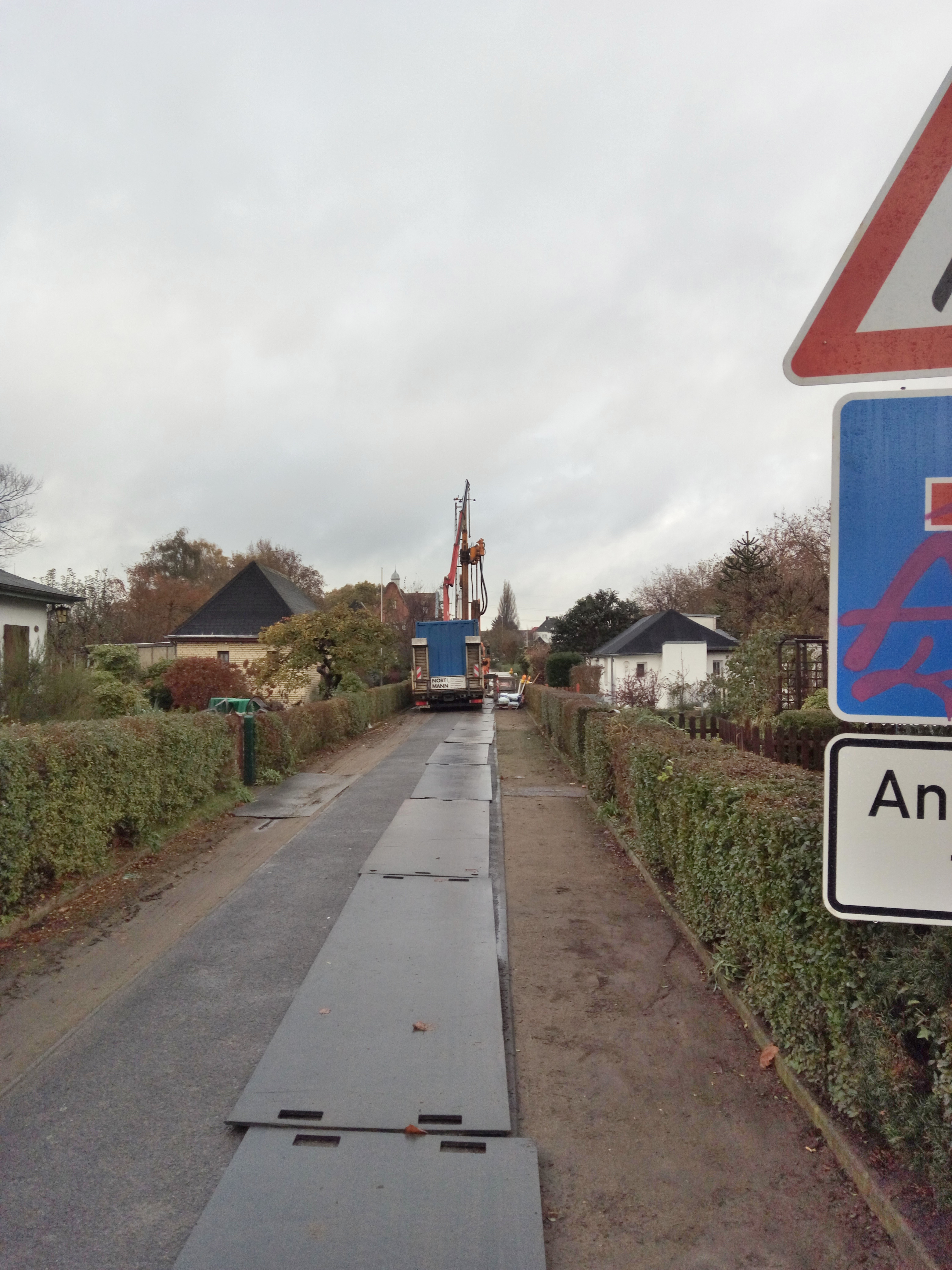
Bohrungen im Untergrund für die U5 nahe der S-Bahn-Station Rübenkamp, die in einem früheren Planungsstand an die Linie angebunden werden sollte

Ende 2014 schloss die Hochbahn die Arbeiten an einer Konzeptstudie ab, die die im April desselben Jahres vorgestellten Vorhaben vertiefend betrachtete und den westlichen Endpunkt der U5 weiterhin in Osdorf verfolgte. Auf Grundlage der Studie wurden in der Folgezeit die weitergehenden Machbarkeitsuntersuchungen zu den einzelnen Streckenabschnitten der U5 erarbeitet, die sich u. a. mit der Verfeinerung der Trassierung und der Lage der Haltestellen, der verkehrlichen Wirkung, der Wirtschaftlichkeit, der Bestimmung geeigneter Bauverfahren, verkehrsplanerischen und städtebaulichen Bewertungen, den Auswirkungen der Bauarbeiten auf den Oberflächenverkehr sowie der städtebaulichen Entwicklung des Umfelds der Haltestellen befassen.
Nachdem die SPD in der Bürgerschaftswahl im Februar 2015 die absolute Mehrheit der Mandate verloren hatte, bildete sie eine Koalition mit den Grünen. Die Koalitionäre verständigten sich auf die Beschleunigung der Planungsarbeiten und der Umsetzung der U5, sodass die Gesamtstrecke bereits Mitte der dreißiger Jahre fertig gestellt sein sollte, nachdem bei Vorstellung der ersten Projektskizze ein Abschluss der Arbeiten bis zum Jahr 2040 avisiert worden war. Aktuell wird jedoch erneut das Ende 2030er Jahre als Zieldatum für den Abschluss der Gesamtmaßnahme verfolgt. Die im Koalitionsvertrag enthaltene Aussage, die Strecke von beiden Enden ausgehend möglichst parallel zu realisieren, wurde zwischenzeitlich ebenfalls dahingehend modifiziert, an mehreren zusammenhängenden Bauabschnitten gleichzeitig arbeiten zu wollen. Zudem sollen durch die Aufteilung der Gesamtstrecke in eine größere Zahl kürzerer Bauabschnitte einzelne Teilstrecken deutlich vorgezogen in Betrieb gehen können.

### Planung und Realisierung des ersten Bauabschnitts
Der Senat beauftragte die Hochbahn Anfang 2015 mit der Erstellung der Machbarkeitsuntersuchung für den damaligen östlichen Bauabschnitt zwischen Bramfeld, Steilshoop und dem bestehenden U-Bahn-Netz und entschied, diesen Abschnitt als ersten in die Realisierung zu führen. Noch während der laufenden Untersuchung ersuchte der Senat die Bürgerschaft Ende September 2015 um die Bereitstellung von Mitteln in Höhe von 40 Mio. Euro für Vorentwurfs-, Entwurfs- und Genehmigungsplanung für den östlichen Abschnitt sowie um 2 Mio. Euro für die Erstellung der Machbarkeitsuntersuchung für den anschließenden Streckenabschnitt zwischen City Nord und Hauptbahnhof.
Die Ergebnisse der Untersuchung des ersten Abschnitts wurden am 23. März 2016 vorgestellt und bestätigten die bereits Ende 2015 als Auszug aus der laufenden Untersuchung veröffentlichten Informationen über Anzahl und Lage der Haltestellen und kündigten u. a. an, dass die U5 fahrerlos betrieben werden soll. Die vollständige Veröffentlichung der Untersuchung folgte im Oktober 2016. Die Arbeiten an der Vorentwurfsplanung wurden bereits im Juli 2016 aufgenommen und im Juli 2017 mit Ausnahme der Entscheidung über die Wahl der Nord- oder der Südtrasse zwischen Steilshoop und Sengelmannstraße (siehe hier) abgeschlossen.
Im Juni 2016 begann die Hochbahn mit der informellen Öffentlichkeitsbeteiligung für den ersten Bauabschnitt, in deren Rahmen die Öffentlichkeit bereits vor Eröffnung des Planfeststellungsverfahrens und der in seinem Rahmen vorgeschriebenen Öffentlichkeitsbeteiligung Anmerkungen und Anregungen zu den Planungen vortragen konnte, u. a. wurden die Standorte der Stationen und die Anbindung an die Umgebung diskutiert. Ebenfalls im Sommer 2016 führte die Hochbahn Bodenuntersuchungen entlang der Strecke durch, um die Beschaffenheit und Eignung des Grundes für den Bau von Strecke und Stationen als Teil der Vorentwurfsplanungen zu ermitteln.
Am 15. November 2017 stellte die Hochbahn das Ergebnis des Wettbewerbs für die grundlegenden Designleitlinien der Stationen des ersten Bauabschnitts vor, die im Anschluss zu einem umfassenden Gestaltungshandbuch weiterentwickelt wurden und später zur Grundlage für die Entwürfe aller Stationen der U5 bestimmt wurden. Die Vorstellung der ersten qualifizierten Entwürfe, die auf Grundlage des Gestaltungshandbuchs und ebenfalls im Rahmen von Wettbewerben erarbeitet wurden, folgte am 24. April 2018 für Steilshoop (Preisträger: Trapez Architektur, Hamburg) und am 26. Juli 2019 für Sengelmannstraße (Gössler Kinz Kerber Schippmann Architekten, Hamburg).
Am 21. Dezember 2017 wurde die Vorentwurfsplanung des ersten Bauabschnitts abgeschlossen. Der für die Planung der U5 zuständige Lenkungskreis entschied, zwischen den Stationen Steilshoop und Sengelmannstraße die Streckenvariante mit der neuen Station Barmbek Nord zu realisieren und die ebenfalls untersuchte, weiter südlich gelegene Variante über eine Haltestelle Hartzlohplatz und mit Verknüpfung mit der S-Bahn an der Station Rübenkamp nicht weiter zu verfolgen.
Die Hochbahn gab am 17. April 2019 bekannt, dass die Entwurfs- und Genehmigungsplanung für den ersten Bauabschnitt abgeschlossen worden sei und dass die Planfeststellungsunterlagen bei der Behörde für Wirtschaft, Verkehr und Innovation (nach Neuressortierung 2020: Behörde für Wirtschaft und Innovation) als zuständiger Planfeststellungsbehörde zur Prüfung eingereicht worden seien. Das Verfahren wurde kurze Zeit später eröffnet und am 30. September 2021 mit Erteilung des Planfeststellungsbeschlusses abgeschlossen (s. u.).
Am 20. November 2019 stimmte die Bürgerschaft einstimmig bei Enthaltung der Linken für den Bau des ersten Bauabschnitts und eine entsprechende Finanzierungsverpflichtung des Senats über die zu diesem Zeitpunkt prognostizierten Baukosten von 1,714 Mrd. Euro, nachdem am 24. September desselben Jahren bereits der Verkehrsausschuss der Bürgerschaft mehrheitlich für denselben Antrag gestimmt hatte.
Planfeststellungsbeschluss und Bau

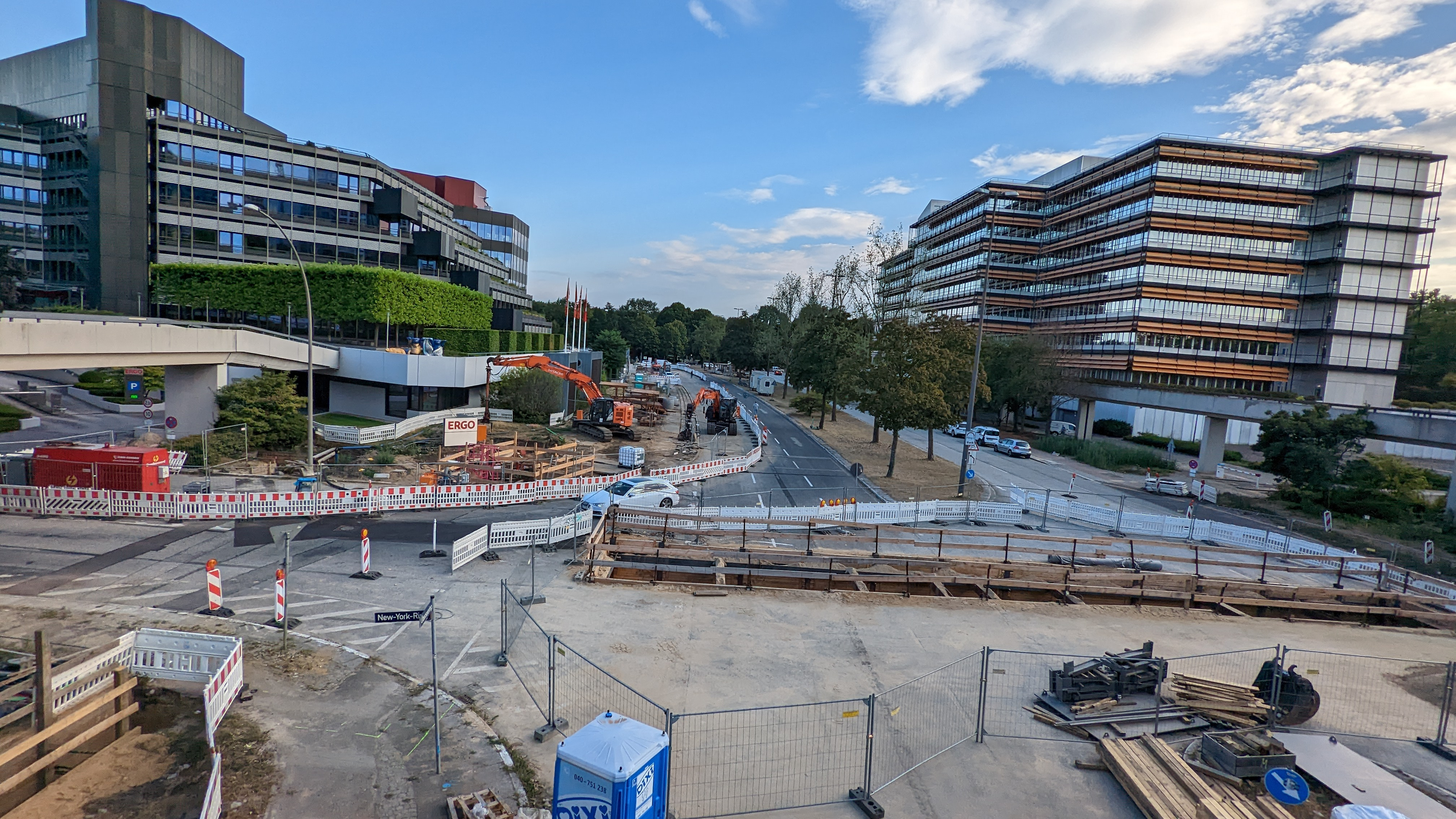
Bauarbeiten für die Station City Nord im August 2022

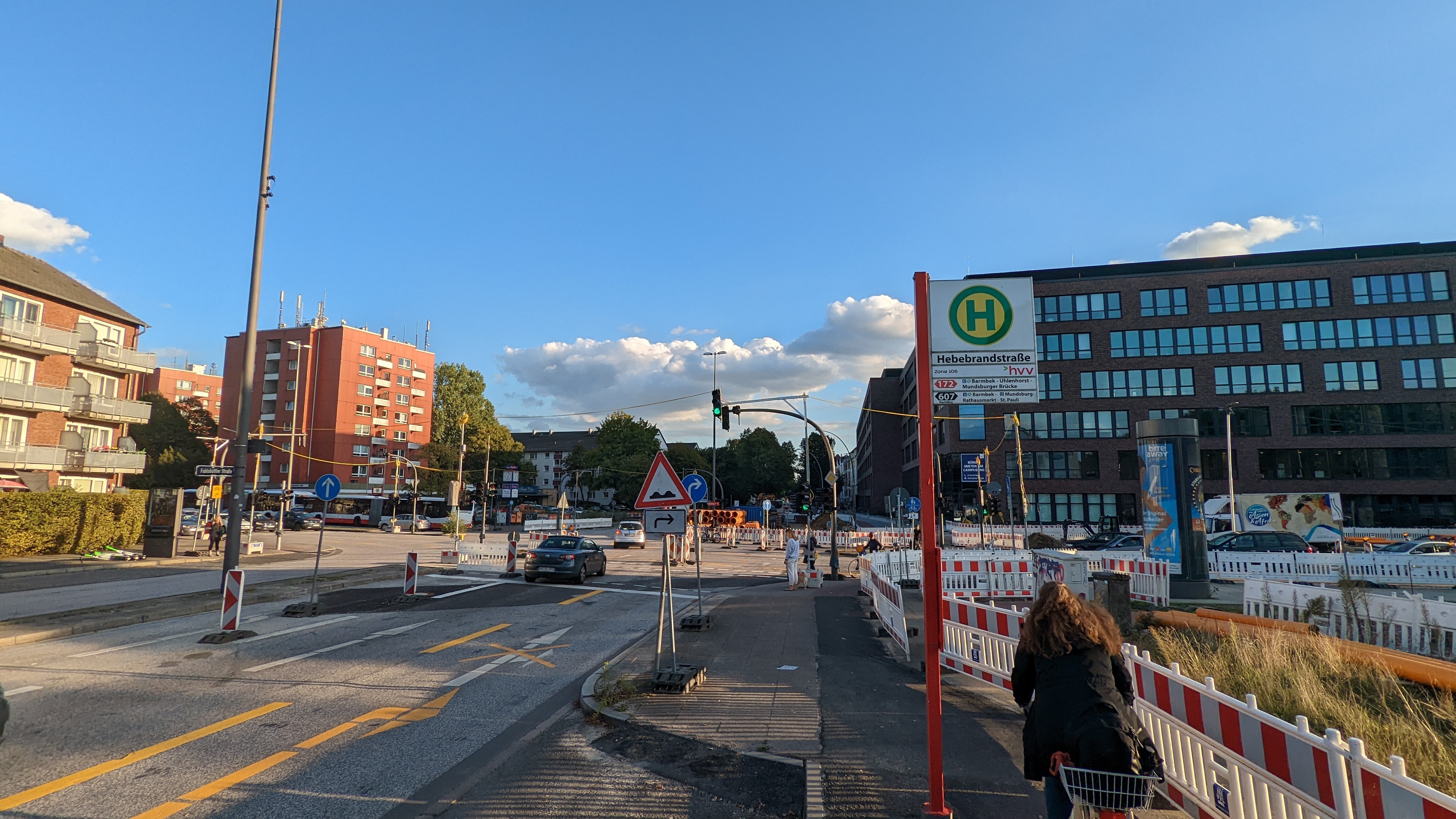
Vorbereitende Bauarbeiten am Standort der künftigen Station Barmbek Nord im September 2022

Die Behörde für Wirtschaft und Innovation erteilte am 30. September 2021 den Planfeststellungsbeschluss für den ersten Bauabschnitt von Bramfeld bis City Nord.
Die Umsetzung der bauvorbereitenden Maßnahmen wurde unmittelbar danach am 2. Oktober 2021 begonnen und umfasste u. a. die Kampfmittelsondierung, Austauschbohrungen, um mögliche natürliche Hindernisse im Untergrund wie Findlinge identifizieren und entfernen zu können, und die Fällung von Bäumen entlang der künftigen Strecke und am künftigen Standort der Betriebswerkstatt im Gleisdreieck Alsterdorf nördlich der Station Sengelmannstraße.
Anfang März 2022 wurden die Arbeiten für die Leitungsverlegungen entlang der Trasse und für die Herstellung der Baustelleneinrichtungsflächen nördlich der Sengelmannstraße und für die Schildvortriebsmaschine auf dem Gelände des Busbetriebshofs im Gleisdreieck Alsterdorf aufgenommen. Parallel dazu erfolgen im Bereich der künftigen Stationen City Nord und Steilshoop Bohrungen für die spätere Erstellung der Baugruben. Die Leitungsarbeiten sollen zwischen April (City Nord) und Sommer (Barmbek Nord und Bramfeld) 2023 abgeschlossen werden, während die Arbeiten im Bereich der Station Steilshoop im Jahr 2024 aufgenommen werden sollen.
Am 12. Juli 2022 wurde nördlich der Station Sengelmannstraße zwischen Paul-Stritter-Weg und Feuerbergstraße eine temporäre Behelfsbrücke über die bestehenden Gleise der U1 eingehoben. Hintergrund ist die geplante Verbreiterung der Gleistrasse von zwei auf sechs Gleise, um die viergleisige Zuwegung zur hier gelegenen Betriebswerkstatt der U5 herstellen zu können. Hierzu muss die bestehende Fußgängerbrücke am Paul-Stritter-Weg durch ein längeres Bauwerk, das die verbreiterte Trasse überspannen kann, ersetzt werden. Die Bestandsbrücke wurde im August 2022 entfernt, der Einbau des neuen Brückenbauwerks und die Entfernung des Behelfsbrücke sind für März bzw. Frühjahr 2023 vorgesehen.
Am 30. September 2022, d. h. exakt ein Jahr nach Erteilung des Planfeststellungsbeschlusses, erfolgte im Gleisdreieck Alsterdorf der symbolische erste Spatenstich für den Bau des ersten Bauabschnitts. Im Zusammenhang mit der Veranstaltung erklärten Senat und Hochbahn, dass die bis zu diesem Zeitpunkt verwendete Einteilung der Strecke der U5 in einen östlichen und einen mittleren Bauabschnitt aufgegeben werde bzw. dass der bisherige mittlere Bauabschnitt in mehrere kürzere Abschnitte aufgeteilt werde, die ab Mitte der 2020er Jahre sukzessive in Bau gehen sollen und so bereits vor Abschluss der Gesamtmaßnahme in Betrieb genommen werden könnten. Dabei wurde auch angekündigt, dass der zweite Bauabschnitt von der City Nord bis zur Station Jarrestraße verlaufen solle, zur Untergliederung der verbleibenden Strecke wurden keine Aussagen getroffen. Weiterhin wurde das Zieldatum des avisierten Abschlusses der Gesamtmaßnahmen von Mitte auf Ende der 2030er Jahre verlegt.
Die Hauptarbeiten für den Tunnelbau sollen im Frühjahr 2023 mit dem Bau der insgesamt rund 1,4 Kilometer langen Tunnelstrecken zwischen City Nord und dem Gleisdreieck beginnen. Die Hauptarbeiten für den Stationsbau sollen 2024 an den künftigen Stationen Barmbek Nord, Bramfeld und City Nord beginnen, Steilshoop sollte nach einem möglicherweise überholten Planungsstand 2025 folgen.
Im April 2023 wurde bekannt, dass die Kostenprognose für den ersten Bauabschnitt von zuvor rund 1,714 Mrd. Euro auf rund 2,857 Mrd. Euro    angepasst wurde. Senat und Hochbahn begründen diese Steigerung um rund zwei Drittel hauptsächlich mit der seit dem früheren Berechnungszeitpunkt erfolgten unerwartet hohen Inflation infolge der durch die COVID-19-Pandemie beeinträchtigten Lieferketten und der Preissteigerungen auf dem Energie- und den hieran gekoppelten Märkten infolge der wechselseitig verhängten Sanktionen zwischen Europäischer Union und Russland nach dem russischen Überfall auf die Ukraine 2022.
Geplante Inbetriebnahme
Die Aufnahme des Probebetriebs ohne Fahrgäste wird für 2027 auf dem Abschnitt zwischen Sengelmannstraße und City Nord angestrebt, da dieser aufgrund der Kombination von Tunnel- und oberirdischer Strecke, der ausgeprägten Steigung und der Kombination aus konventioneller und neuer Betriebstechnik an der künftigen Umsteigestation Sengelmannstraße die wesentlichen zu prüfenden Aspekte des Betriebs der U5 gut abbilde.
Dieser Abschnitt soll Ende 2029 als erstes Teilstück der U5 in den Fahrgastbetrieb gehen. Der Abschnitt Sengelmannstraße – Bramfeld soll 2033 zusammen mit dem Abschnitt City Nord – Borgweg des zweiten Bauabschnitts folgen.
Bis September 2022 wurde für die Aufnahme des Fahrgastbetriebs auf dem gesamten ersten Bauabschnitt 2028 als Zieldatum verfolgt. Die Hochbahn begründet die Verschiebung mit dem erhöhten Aufwand des Probebetriebs, der sich u. a. aus dem fahrerlosen Betrieb, einem neuen Betriebssystem und den neu entwickelten Fahrzeugen ergebe.

### Planung der weiteren Bauabschnitte
Die Arbeit an der Machbarkeitsuntersuchung für den damaligen mittleren Bauabschnitt, der zu diesem Zeitpunkt den Streckenabschnitt zwischen City Nord und Behrmannplatz umfasste, wurde im Juni 2016 aufgenommen.
Mitte März 2018 wurde als Zwischenergebnis der laufenden Untersuchung bekannt gegeben, dass sich die Untersuchung auf dem Abschnitt zwischen Borgweg  und Uhlenhorst zugunsten der östlichen Trassenführung entlang der B5 und des Mundsburger Damms aussprechen würde und dass die alternativ betrachtete westliche Trasse entlang des Verlaufs der MetroBus-Linien 6 und 17 nicht weiterverfolgt werden solle. Dabei wurde auch erklärt, dass anstelle der von der Konzeptstudie betrachteten drei Stationen auf dem Abschnitt lediglich zwei realisiert werden sollen. Bereits eine auf September 2017 datierte Plangrafik der Hochbahn sowie eine Anfang März 2018 von der Hochbahn vor dem Wirtschafts- und Verkehrsausschuss der Bezirksversammlung Wandsbek präsentierte Grafik hatten angedeutet, dass der Ostvariante der Vorzug gegeben wird.
Die wesentlichen Ergebnisse der Machbarkeitsuntersuchung wurden am 15. Januar 2019 durch Senat und Hochbahn vorgestellt und bestätigten die bereits zuvor veröffentlichten Informationen. Die Planungen wurden im unmittelbaren Anschluss in den Vorentwurf überführt.
Anfang September 2019 gab die Hochbahn bekannt, dass auf dem Streckenabschnitt zwischen Gärtnerstraße und Behrmannplatz alternativ zur zuvor geplanten Station Lokstedter Steindamm ein weiter östlich gelegener Standort auf dem Gelände des Universitätsklinikums Eppendorf (UKE) untersucht und hierzu eine eigene Machbarkeitsuntersuchung erstellt werde. Mitte Dezember 2019 gab die Hochbahn als Ergebnis dieser Untersuchung bekannt, dass die Station auf dem Gelände des UKE weiterverfolgt werde und die anderen Varianten für die Strecke zwischen Gärtnerstraße und Hagenbecks Tierpark nicht weiter betrachtet würden. Senat und Hochbahn erwarten nach dem Endausbau der U5 rund 39.000 Fahrgäste täglich an der Haltestelle.
Ausgewählte Ergebnisse der abgeschlossenen Vorentwurfsplanung wurden am 16. Dezember 2020 durch Senat und Hochbahn vorgestellt. Präsentiert wurden insbesondere die ausgewählte Strecken- und Stationsvariante in der Innenstadt und die Standorte der Stationen Borgweg und St.  Georg. Für die Innenstadtstrecke wurde die Führung über Hauptbahnhof Nord unter Aktivierung der bislang ungenutzten äußeren Bahnsteige der Station, die Haltestelle am innerstädtischen Schnellbahnknoten Jungfernstieg und die Verknüpfung mit der bestehenden Station Stephansplatz über ein eigenständiges Stationsbauwerk zwischen der Bestandsstation und dem Bahnhof Dammtor angekündigt. Für die Station St.  Georg wurde der Standort am nördlichen Ende der Langen Reihe im Übergangsbereich zur Barcastraße vorgestellt, nachdem zuvor auch ein weiter nördlich und ein weiter südlich gelegener Standort untersucht worden war. Für die Station Borgweg wurde der Standort in der Achse der Barmbeker Straße südwestlich der Bestandsstation ausgewählt, die alternative Lage in der Achse der Straße Borgweg wurde verworfen.
Die Entwurfs- und Genehmigungsplanung für den zweiten Bauabschnitt wurde im Frühjahr 2024 abgeschlossen, die Einreichung des Antrags auf Planfeststellung ist für Herbst desselben Jahres geplant. Die Aufnahme der bauvorbereitenden Maßnahmen wird für 2026 angestrebt, die eigentlichen Bauarbeiten für Strecke und Stationen sollen 2028 beginnen. Der Teilabschnitt City Nord – Borgweg soll 2033 zusammen mit dem Teilabschnitt Sengelmannstraße – Bramfeld des ersten Bauabschnitts in Betrieb gehen, sodass zu diesem Zeitpunkt eine durchgehende Verbindung zwischen Bramfeld und Borgweg bestünde. Das Teilstück Borgweg – Jarrestraße soll aktuell 2035 folgen, nachdem Mitte 2023 hierfür noch das Jahr 2034 angestrebt wurde.
Für den verbleibenden Abschnitt Jarrestraße – Arenen/Volkspark wird zurzeit die Entwurfs- und Genehmigungsplanung durchgeführt. Am 6. Mai 2024 gab die Hochbahn diesbezüglich bekannt, dass die Planungsleistungen im Rahmen der erfolgten europaweiten Ausschreibung an eine deutsch-österreichische Bietergemeinschaft aus Schüßler-Plan, WTM Engineers und ISP Ziviltechniker vergeben worden sei.

Im Januar 2023 gab die Hochbah bekannt, dass sie Möglichkeit untersuche, einzelne Streckenabschnitte isoliert, d. h. zunächst ohne Verbindung zu den ersten beiden Bauabschnitten, herzustellen. Bestätigt wurden entsprechende Überlegungen für den Abschnitt Hagenbecks Tierpark – Arenen/Volkspark.

### Planung des verworfenen westlichen Bauabschnitts
Im Herbst 2017 wurde die Arbeit an der Machbarkeitsuntersuchung für den damaligen westlichen Bauabschnitt bzw. zur Anbindung des Osdorfer Borns aufgenommen, die sowohl einen Anschluss an die U5 als auch eine Anbindung an das S-Bahn-Netz prüfte. Die Untersuchung wurde Sommer 2019 abgeschlossen und am 9. Juli 2019 erklärte der Senat, dass der Osdorfer Born durch eine neue S-Bahn-Strecke bedient werden solle, während die U5 bis zu den Arenen im Altonaer Volkspark geführt werden und hier ihren westlichen Endpunkt finden solle. Der westliche Bauabschnitt wurde damit aufgegeben und der mittlere Bauabschnitt von seinem bisherigen planerischen Endpunkt Siemersplatz/Behrmannplatz bzw. Stellingen bis zum Volkspark verlängert.

### Kostenprognose
Am 19. September 2023 gaben Senat und Hochbahn erstmals eine Prognose für die Planungs- und Baukosten der Gesamtstrecke der U5 einschließlich der Betriebswerkstatt und das hierauf basierende Ergebnis der Standardisierten Bewertung bekannt (siehe hier), nachdem zuvor lediglich eine Kostenschätzung für den ersten Bauabschnitt vorlag. Die Gesamtkosten bis zum Jahr 2041 werden demnach auf 14 bis 16,5 Milliarden Euro geschätzt, der auf dieser Grundlage berechnete Kosten-Nutzen-Faktor beträgt 1,23. Senat und Hochbahn gaben am selben Tag bekannt, dass die zuständige Behörde für Verkehr und Mobilitätswende für den ersten Bauabschnitt einen Antrag auf Förderung nach dem Gemeindeverkehrsfinanzierungsgesetz in Höhe von bis zu 1,9 Milliarden Euro beim zuständigen Bundesministerium eingereicht hat. Der Senat erwartet einen positiven Bescheid und einen ersten Mittelzufluss von 70 Millionen Euro innerhalb des Jahres 2023.
Im Rahmen der Vorstellung der ersten Projektskizze für das Vorhaben im April 2014 hatte die Hochbahn erklärt, dass sie Baukosten in Höhe von 80 bis 120 Millionen Euro pro Streckenkilometer erwarte. Ausgehend von der im September 2023 genannten Kostenprognose entspricht der durchschnittliche Kilometerpreis bei einer Gesamtstreckenlänge von rund 25 Kilometern rund 560 bis 660 Millionen Euro.

## Kosten und Finanzierung

### Kosten
Die Kosten für Planung und Bau der Gesamtstrecke der U5 einschließlich der Betriebswerkstatt werden mit Stand September 2023 auf 14 bis 16,5 Milliarden Euro geschätzt. Die Prognose geht nicht statisch von den Preisständen von 2023 aus – die Kosten betrügen hier rund 7,7 Milliarden Euro –, sondern projiziert die Kosten bis in das für die Fertigstellung der Gesamtstrecke avisierte Jahr 2041, wobei ein unteres (2,2 Prozent) und ein oberes (3,2 Prozent) Szenario für die Entwicklung der jährlichen Inflation bis zum Zieljahr angenommen wurde, woraus sich die genannte Spanne von 2,5 Milliarden Euro ergibt. Die Berechnung berücksichtigt weiterhin eine Reserve für unerwartete weitere Kostensteigerungen.
Die Teilkosten für Planung und Bau des ersten Bauabschnitts, der auch die Betriebswerkstatt umfasst, werden auf rund 2,86 Milliarden Euro geschätzt.
Es liegen bislang keine Angaben zu den Kosten für die Beschaffung der 120 für den Betrieb der U5 vorgesehenen Fahrzeuge vor.

### Finanzierung
Der Senat strebt eine Kofinanzierung des Vorhabens durch Fördermittel des Bundes im Rahmen des Gemeindeverkehrsfinanzierungsgesetzes (GVFG) an, durch das bis zu 75 Prozent der förderfähigen Kosten durch den Bund getragen werden könnten. Auf Grundlage der o. g. Kostenprognose erreicht die Gesamtstrecke in der Standardisierten Bewertung einen Kosten-Nutzen-Faktor von 1,23 und ist damit förderfähig.
Die Förderanträge sollen entsprechend dem Planungsfortschritt abschnittsweise eingereicht werden, wobei für alle Teilabschnitte der Kosten-Nutzen-Faktor der Gesamtstrecke herangezogen werden soll, unabhängig vom individuellen Faktor des jeweils beantragten Teilstücks.
Die zuständige Behörde für Verkehr und Mobilitätswende reichte einen entsprechenden Antrag auf 1,3 Milliarden Euro für den ersten Bauabschnitt Mitte September 2023 beim zuständigen Bundesministerium ein, am 8. Januar 2024 gaben Senat und Hochbahn bekannt, dass Hamburg eine entsprechende Förderzusage erhalten habe und bereits Ende 2023 ein erster Mittelzufluss von 70 Millionen Euro erfolgt sei. Abhängig von eventuellen inflationsbedingten Preissteigerungen könnte in Abstimmung mit dem Bund eine ergänzende Förderung von 600 Millionen Euro ausgeschüttet werden.
Ein weiterer Teil der Kosten soll durch das im Jahr 2018 durch den Senat geschaffene „Sondervermögen Finanzierung Schnellbahnausbau“ gedeckt werden. Das Sondervermögen soll insbesondere dazu beitragen, Bedarfsspitzen in Jahren mit hoher Bauaktivität beim Ausbau des Schnellbahnnetzes aufzufangen und den regulären Haushalt auf diesem Wege zu entlasten. Es wurde im Haushaltsjahr 2018 zunächst mit 50 Millionen Euro befüllt, für das Jahr 2021 wurden 800 Millionen und für 2022 1 Milliarde Euro zur Verfügung gestellt. Im Jahr 2024 soll das Vermögen mit 1,9, bis 2027 mit 2,3 Milliarden Euro befüllt werden.

#### Vorläufige Finanzierung des ersten Bauabschnitts aus Landesmitteln
Die Finanzierung des ersten Bauabschnitts wurde in Abstimmung mit dem Bund als potenziellem Fördergeber zunächst aus Eigenmitteln der Freien und Hansestadt Hamburg gedeckt.
Der Senat begründet dieses Vorgehen damit, dass der erste Bauabschnitt als Einzelvorhaben nicht das für eine Bundeszuwendung erforderliche positive Kosten-Nutzen-Verhältnis erreicht bzw. dieses Verhältnis erst durch die Gesamtstrecke erreicht wird. Der Baubeginn für den ersten Bauabschnitt wäre damit vom Vorliegen der Gesamtplanung abhängig gewesen, das für die Erstellung der Standardisierten Bewertung erforderlich ist bzw. war. Durch die Finanzierung aus Landesmitteln konnten die Arbeiten am ersten Bauabschnitt bereits vor Abschluss der Gesamtplanung aufgenommen werden. Senat und Bund hatten vereinbart, dass das Kosten-Nutzen-Verhältnis des ersten Abschnitts bei Vorliegen der Gesamtplanung im Zusammenhang mit den weiteren Streckenabschnitten geprüft wird, sodass eine nachträgliche Förderung des Bundes für den ersten Abschnitt möglich ist.
Die Bürgerschaft stimmte am 20. November 2019 zusammen mit der grundsätzlichen Entscheidung für den Bau für eine entsprechende Verpflichtungsermächtigung zur Deckung der zu diesem Zeitpunkt prognostizierten Kosten von rund 1,714 Milliarden Euro, die Zustellung des Zuwendungsbescheids an die Hochbahn erfolgte am 12. Dezember 2019.

## Linienkennfarbe

Liniensymbol der U5 mit Karamell als Linienkennfarbe

Die Kennfarbe, mit der die U5 auf Liniennetzplänen und in anderen Medien dargestellt wird, wird von der Hochbahn als „Karamell“ bzw. „Goldbraun“ bezeichnet.
Die Farbe wurde in enger Abstimmung zwischen hvv, Hochbahn, Senat und den Hamburger Blinden- und Sehbehindertenverbänden ausgewählt. Hauptkriterien für die Entscheidung waren eine klare Unterscheidbarkeit von anderen bestehenden und geplanten Linienkennfarben und eine ausreichend starke Kontrastwirkung zu den anderen Farben, um die Lesbarkeit für sehbehinderte Menschen zu erhöhen. Die Farbe wurde der Öffentlichkeit am 17. Dezember 2021 zusammen mit den finalen Namen der vier neuen Stationen des ersten Bauabschnitts vorgestellt.
Zuvor waren provisorisch ein mitteldunkler Blauton, Goldocker, ein dunkler Violettton und Silbergrau verwendet worden.

## Geprüfte Streckenvarianten
Streckenverlauf, Lage der Haltestellen und Trassierung der U5 wurden in einem mehrstufigen Planungsverfahren erarbeitet, bei dem mit von Stufe zu Stufe zunehmender Detaillierung unterschiedliche Varianten für die genannten Aspekte geprüft und gegeneinander abgewogen werden. Grundlegende Planungs- bzw. Betrachtungsebene ist dabei die Konzeptstudie der Hochbahn aus dem Jahr 2014, die die grundsätzlichen verkehrlichen, baulichen, wirtschaftlichen und städtebaulichen Parameter für die gesamte Strecke zwischen Bramfeld und dem ursprünglich geplanten westlichen Endpunkt in Osdorf untersucht hat. Darauf aufbauend wurden für die ursprünglich geplanten drei Bauabschnitte der Strecke vertiefende Machbarkeitsuntersuchungen erstellt, deren Ergebnisse wiederum die Grundlage für die formalisierten Phasen von Vorentwurfs-, Entwurfs- und Genehmigungsplanung bilden, auf deren Basis das Planfeststellungsverfahren zur Erlangung von Baurecht verfolgt wird.
Nachfolgend eine Auflistung der auf den einzelnen Planungsebenen untersuchten, jedoch nicht zur weiteren Verfolgung ausgewählten Streckenvarianten. Die Gliederung folgt der ursprünglich geplanten Aufteilung der Gesamtstrecke in drei Bauabschnitte, bevor diese mit der Entscheidung zur Erschließung Osdorfs über eine S-Bahn-Strecke auf die aktuell verfolgten zwei Abschnitte reduziert wurden. Die drei Bauabschnitte waren:
- Bauabschnitt Ost: Bramfeld – City Nord
- Bauabschnitt Mitte: City Nord – Innenstadt – Siemersplatz/Stellingen
- Bauabschnitt West: Stellingen – Osdorfer Born

### Planungen auf Ebene der Konzeptstudie

#### Bauabschnitt Ost: Ermittlung des Trassenkorridors Bramfeld – U3-Nordring

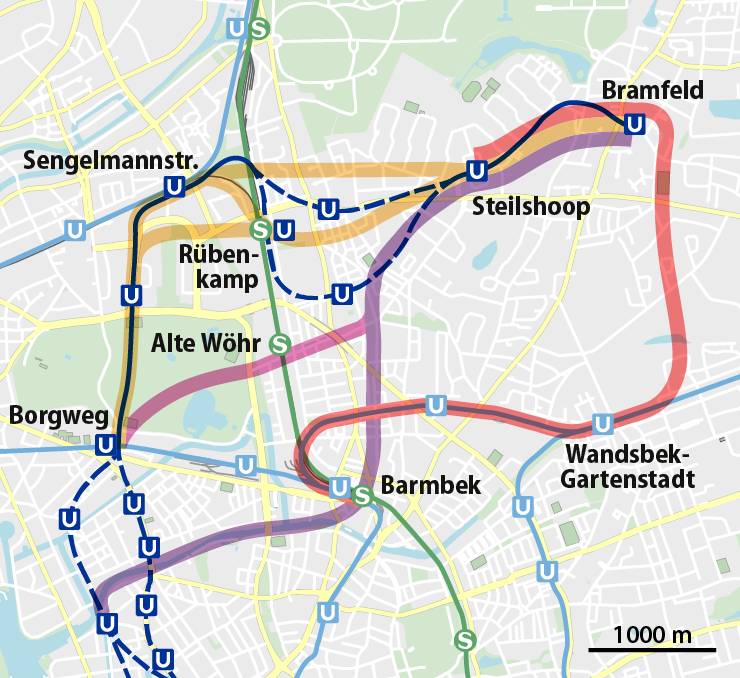
Von der Konzeptstudie untersuchte Streckenverläufe der U5 Ost. Als gestrichelte, dunkelblaue Linie die beiden zuletzt gegeneinander abgewogenen Trassenvarianten über Barmbek Nord und Hartzlohplatz

Für den Trassenkorridor zwischen Bramfeld und dem nördlichen Teil der Ringstrecke wurden auf Ebene der Konzeptstudie insgesamt vier Hauptvarianten, davon eine mit drei Untervarianten, geprüft. Alle Varianten stimmten darin überein, dass der nordöstliche Abschnitt der Strecke Bramfeld und Steilshoop miteinander verbinden sollte. Ein wesentlicher Unterschied bestand im Kreuzungspunkt mit der Ringstrecke und dem damit verbundenen Streckenverlauf zwischen Steilshoop und dem Kreuzungspunkt. Zwei der vier Hauptvarianten sahen eine Kreuzung an der Station Borgweg vor, während die zwei anderen diese für die Station Barmbek untersuchten.
Zunächst war jeweils eine Variante über Borgweg und eine über Barmbek für die vertiefende Betrachtung im Rahmen der Machbarkeitsuntersuchung ausgewählt worden. Im April 2015 wurde jedoch bekannt, dass sich der für das Vorhaben verantwortliche Lenkungskreis bereits für die Streckenführung über Borgweg entschieden hat und daher nur diese Gegenstand der Machbarkeitsuntersuchung sein würde.
Kreuzungspunkt Borgweg: Untervarianten des Korridors Steilshoop – City Nord – Borgweg
Im nebenstehenden Plan gelb dargestellt.
Beim Korridor mit dem Kreuzungspunkt Borgweg, der für die weitere Bearbeitung ausgewählt wurde, wurden insgesamt drei Untervarianten betrachtet. Untervariante 1 entsprach im Wesentlichen der seit Ende 2017 verfolgten Planung mit einer direkten Führung der Strecke von Steilshoop nach Westen durch das südliche Ohlsdorf und mit einer Verknüpfung der U5 mit der U1 an der Station Sengelmannstraße. Untervariante 2 entsprach demgegenüber der bis Ende 2017 verfolgten Planung mit einer Streckenführung über das nördliche Barmbek-Nord, bei der zusätzlich zur Verknüpfungen mit der U1 in Sengelmannstraße eine Umsteigemöglichkeit zur S-Bahn an der Station Rübenkamp (s. u.) hergestellt werden sollte. Untervariante 3 schließlich entsprach bis Rübenkamp der vorgenannte Variante, wäre jedoch von der S-Bahn-Station ausgehend ohne Anschluss der U1 direkt in die City Nord geführt worden.
Die Konzeptstudie wählte Untervariante 2 zur weiteren Prüfung, da für sie durch die Verknüpfung mit zwei anderen Schnellbahnstrecken die beste Netzwirkung und durch die Führung über Barmbek-Nord die beste Erschließungswirkung prognostiziert wurde.
Kreuzungspunkt Borgweg: Korridor Steilshoop – Alte Wöhr – Borgweg
Im nebenstehenden Plan violett und magentafarben dargestellt.
Die zweite Hauptvariante, die den Nordring an der Station Borgweg gekreuzt hätte, wäre von Steilshoop kommend nach Südwesten verschwenkt, hätte die S-Bahn-Station Alte Wöhr gekreuzt und Borgweg unter vollständiger Aussparung der City Nord erreicht.
Die Variante schied bereits frühzeitig aus, da der Anschluss der City Nord als herausragendes Verkehrsziel hohe Priorität genoss und genießt, weil durch den Verzicht auf die Verknüpfung mit der U1 eine weniger günstige Netzwirkung erreicht worden wäre und weil auf der durch die Strecke bedienten Relation bislang keine bedeutende Verkehrsbeziehung besteht. Mithin hätte die Strecke über keine Verknüpfung zum restlichen U-Bahn-Netz verfügt, was bis zur Fertigstellung der späteren, mit dem Netz verbundenen Bauabschnitte erhebliche betriebliche Nachteile mit sich gebracht hätte.
Kreuzungspunkt Barmbek: Korridor Steilshoop – Barmbek (– Mühlenkamp)
| \| \| \| Richtung Steilshoop \| \| \| \| ausgewählte Strecke über City Nord \| \| \| \| Elligersweg (Ost) \| \| \| \| Habichtsplatz \| \| \| \| Barmbek \| \| \| \| Brucknerstraße (Arbeitsgerichte) \| \| \| \| Herderstraße \| \| \| \| ausgewählte Strecke über City Nord \| \| \| \| Weiterführung Richtung Mühlenkamp \| Kursiv gesetzte Stationsnamen sind von der jeweils nächstgelegenen Bushaltestelle übernommen. |  |                                    |                                    |
| |  | Richtung Steilshoop                |                                    |
| U-Bahn-Abzweig geradeaus und nach rechts (Strecke außer Betrieb) (im Tunnel) |  | ausgewählte Strecke über City Nord | ausgewählte Strecke über City Nord |
| U-Bahn-Haltepunkt / Haltestelle (Strecke außer Betrieb) (im Tunnel) |  | Elligersweg (Ost)                  | Elligersweg (Ost)                  |
| U-Bahn-Haltepunkt / Haltestelle (Strecke außer Betrieb) (im Tunnel) |  | Habichtsplatz                      | Habichtsplatz                      |
| U-Bahn-Turmbahnhof (Strecke geradeaus außer Betrieb) (im Tunnel) |  | Barmbek                            | Barmbek                            |
| U-Bahn-Haltepunkt / Haltestelle (Strecke außer Betrieb) (im Tunnel) |  | Brucknerstraße (Arbeitsgerichte)   | Brucknerstraße (Arbeitsgerichte)   |
| U-Bahn-Haltepunkt / Haltestelle (Strecke außer Betrieb) (im Tunnel) |  | Herderstraße                       | Herderstraße                       |
| U-Bahn-Abzweig geradeaus und von rechts (Strecke außer Betrieb) (im Tunnel) |  | ausgewählte Strecke über City Nord | ausgewählte Strecke über City Nord |
| |  | Weiterführung Richtung Mühlenkamp  |                                    |

Im nebenstehenden Plan violett dargestellt.
Einer der Trassenkorridore, die eine Verknüpfung der U5 mit dem Bestandsnetz am Nahverkehrsknoten Barmbek vorsahen, hätte die U5 westlich von Steilshoop nicht in die City Nord, sondern über Barmbek-Nord nach Süden geführt. Am Bahnhof Barmbek wäre die Strecke nach Südwesten verschwenkt und anschließend über Barmbek-Süd geführt worden, bis sie bei einer neuen Station Mühlenkamp im Bereich der Bushaltestelle Mühlenkamp/Hofweg auf den westlichen Korridor des mittleren Bauabschnitts (s. u.) eingeschwenkt wäre.
Die Variante war zunächst neben der Strecke über City Nord und Borgweg zur weitergehenden Untersuchung im Rahmen der Machbarkeitsuntersuchung ausgewählt worden, wurde jedoch letztlich bereits vor Aufnahme der Untersuchung verworfen.
Aus Sicht des Lenkungskreises sprachen gegen die Trasse u. a. die weniger günstige Netzwirkung, die geringere Reisezeitminderung, die fehlende Anbindung der City Nord, das insgesamt niedrigere prognostizierte Fahrgastaufkommen und das geringere Verlagerungspotenzial vom MIV zum ÖPNV. Weiterhin wurde der Aufwand für die Herstellung der unterirdischen Haltestelle der U5 am Knoten Barmbek als zu hoch eingestuft, da die Station in erheblicher Tiefenlage hätte angelegt werden müssen. Auch wurde die beschränkte Verfügbarkeit von Flächen für Abstellanlagen und Werkstatteinrichtungen in Barmbek als problematisch angesehen.
Im Rahmen der ersten Vorstellung der U5 im April 2014 war für den östlichen Bauabschnitt nur eine Variante vorgesehen, die im Wesentlichen der im Rahmen der Konzeptstudie zunächst ausgewählten mit Verknüpfungen sowohl mit der U1 als auch mit der S-Bahn entsprach. Die oben beschriebene Alternative wurde erst im Zuge der Konzeptstudie betrachtet und die Hochbahn betonte bereits im laufenden Prüfungsverfahrens, dass sie die ursprünglich geplante Trasse favorisiere.
Anschlusspunkt Barmbek: Korridor Steilshoop – Bramfeld – Wandsbek-Gartenstadt
Im nebenstehenden Plan rot dargestellt.
Die am weitesten von den anderen Korridoren abweichende Variante sah vor, Bramfeld und Steilshoop nicht durch die U5, sondern durch eine Verlängerung der zurzeit in Wandsbek-Gartenstadt endenden U3 zu erschließen. Die Strecke wäre hierzu östlich der Station nach Norden verschwenkt worden und hätte im Gegensatz zu den anderen Varianten zuerst Bramfeld und dann Steilshoop erreicht.
Die Variante wurde aufgrund der umwegigen Streckenführung und der laut Konzeptstudie „aus baulichen Gründen ausgeschlossen[en]“ Ausfädelung aus der bestehenden Strecke nicht weiterverfolgt.

#### Bauabschnitt Mitte: Mitnutzung bestehender Strecken im Innenstadtbereich

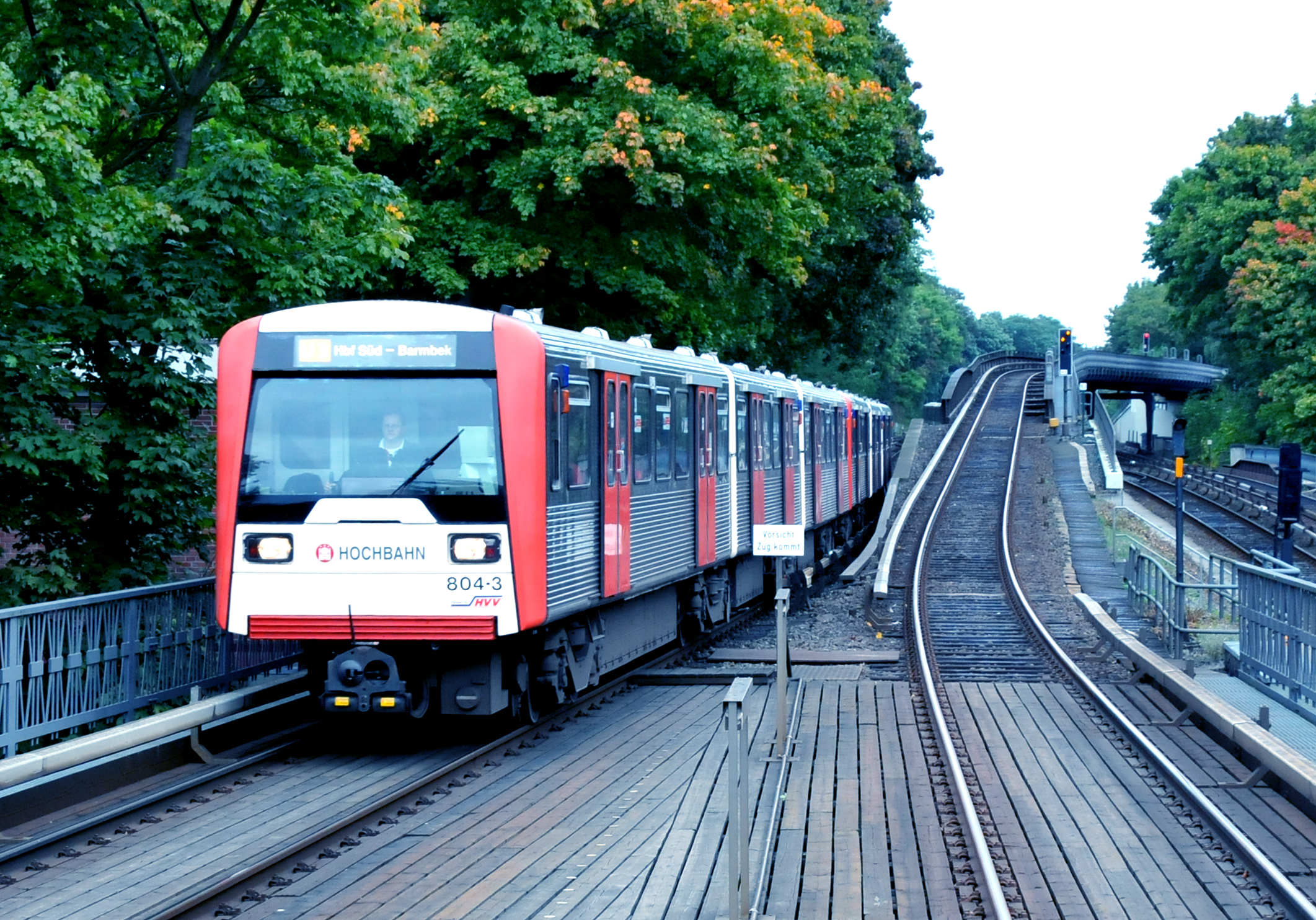
Die Mitnutzung bestehender Strecken hätte den Bau zusätzlicher Überwerfungsbauwerke – wie hier zwischen Eppendorfer Baum und Kellinghusenstraße – zur höhenfreien Ein- und Ausfädelung der U5 erfordert, die in den meisten betrachteten Fällen unterirdisch hätten angelegt werden müssen

Neben der gegenwärtig verfolgten Planung, der U5 im Innenstadtbereich eine unabhängige Tunnelstrecke zu geben, wurde eine Mitnutzung bestehender U-Bahn-Strecken geprüft. Die Strecken nach Winterhude/Bramfeld im Osten und zum Osdorfer Born im Westen wären dabei weiterhin als eigenständige Bauwerke hergestellt worden, die dann in der Innenstadt bzw. innenstadtnah auf die Bestandsstrecken eingefädelt worden wären.
Die Konzeptstudie betrachtete im Schwerpunkt den investiven und baulich-logistischen Aufwand für den Um- und Ausbau der Einfädelungs- bzw. Ausfädelungsbahnhöfe, der jeweils den Bau mindestens eines weiteren Bahnsteiggleises erfordert hätte, den Aufwand für den Bau der Ein- und Ausfädelungspunkte in die Bestandsstrecken, der jeweils zusätzliche Überwerfungsbauwerke zur Schaffung einer höhenfreien Kreuzung der Strecken erfordert hätte, und die vom jeweiligen Einfädelungspunkt abhängige Erschließung der in der Konzeptstudie identifizierten Potenzialbereiche, d. h. der Teile des Stadtgebiets mit besonderem Bedarf bzw. besonderer Eignung zum Anschluss an das U-Bahn-Netz, sowie betriebliche Aspekte einschließlich der auf den Bestandsstrecken zur Verfügung stehenden Kapazität.
U1
Auf der Strecke der U1 wurden Einfädelungen an den Stationen Jungfernstieg und Stephansplatz für die Weststrecke und an den Haltestellen Lohmühlenstraße und Lübecker Straße für die Oststrecke betrachtet. Es hätte sich damit eine gemeinsame Führung von U1 und U5 über (Stephansplatz –) Jungfernstieg – Meßberg – Steinstraße – Hauptbahnhof Süd – Lohmühlenstraße (– Lübecker Straße) ergeben.
Die Nutzung der Strecke wurde jedoch aufgrund der bereits zum damaligen Zeitpunkt dichten und mittlerweile weiter verdichteten Taktung der U1 – mit Bedienung zentraler Streckenabschnitte im 2,5-Minuten-Takt während der Hauptverkehrszeit – und wegen des baulichen Aufwands des erforderlichen dreigleisigen Ausbaus der Einfädelungsstationen als nicht möglich bzw. wirtschaftlich nicht tragbar eingestuft.
U2/U4
Für die Mitnutzung der Strecke der U2 wurden weitreichende Änderungen gegenüber den zunächst vorgestellten Planungen der U5, die eine durchgehende Linie zwischen Bramfeld und Osdorf vorsahen, sowie im weiteren Streckennetz in Betracht gezogen. Die Konzeptstudie schlug vor, die U4, die ihren Linienweg zwischen Jungfernstieg und ihrem östlichen Endpunkt Billstedt mit der U2 teilt, vollständig von dieser zu trennen. Die freiwerdenden Trassenkapazitäten auf der Strecke der U2 wären an die U5 abgetreten worden und die Linie wäre analog zum heutigen Verlauf der U4 in Richtung Mümmelmannsberg geführt worden. Die ursprünglich für die U5 geplante Oststrecke entlang des östlichen Alsterufers wäre im Tausch durch die U4 bedient worden, die damit den Verlauf HafenCity – Innenstadt – Winterhude – Bramfeld erhalten hätte. Hierzu wäre der Bau eines neuen Streckentunnels für die U4 zwischen Jungfernstieg und der Oststrecke erforderlich gewesen, da die zweigleisige Strecke der U2 östlich von Jungfernstieg andernfalls mit drei Linien belegt gewesen wäre.
Für die weiterhin durch die U5 zu bedienende neue Weststrecke nach Lurup und Osdorf wurden die Bereiche der Stationen Christuskirche, Lutterothstraße und Hagenbecks Tierpark als baulich machbare Ausfädelungspunkte aus der Strecke der U2 betrachtet. Allerdings hätte die Strecke hierbei wesentliche Potenzialgebiete wie das Bezirkszentrum von Altona und die Stadtteile entlang der hochbelasteten MetroBus-Linie 5 nicht erreicht, womit die genannten Ausfädelungspunkte ausschieden. Als verkehrlich wesentlich sinnvoller wurde eine Ausfädelung im Bereich der Stationen Gänsemarkt oder Messehallen betrachtet, die jedoch aufgrund der hohen Tiefenlage von Strecke und Stationen als baulich hochgradig problematisch angesehen wurden und daher ebenfalls ausschieden. Hinzu kam, dass der notwendige Ausbau der Trennungsbahnhöfe auf drei Gleise als „praktisch nicht realisierbar“ eingestuft wurde. Weiterhin hätten auch die Mitbenutzung der Strecke der U2 eine stärkere Begrenzung der Taktdichte auf der U5 bedeutet.
U3

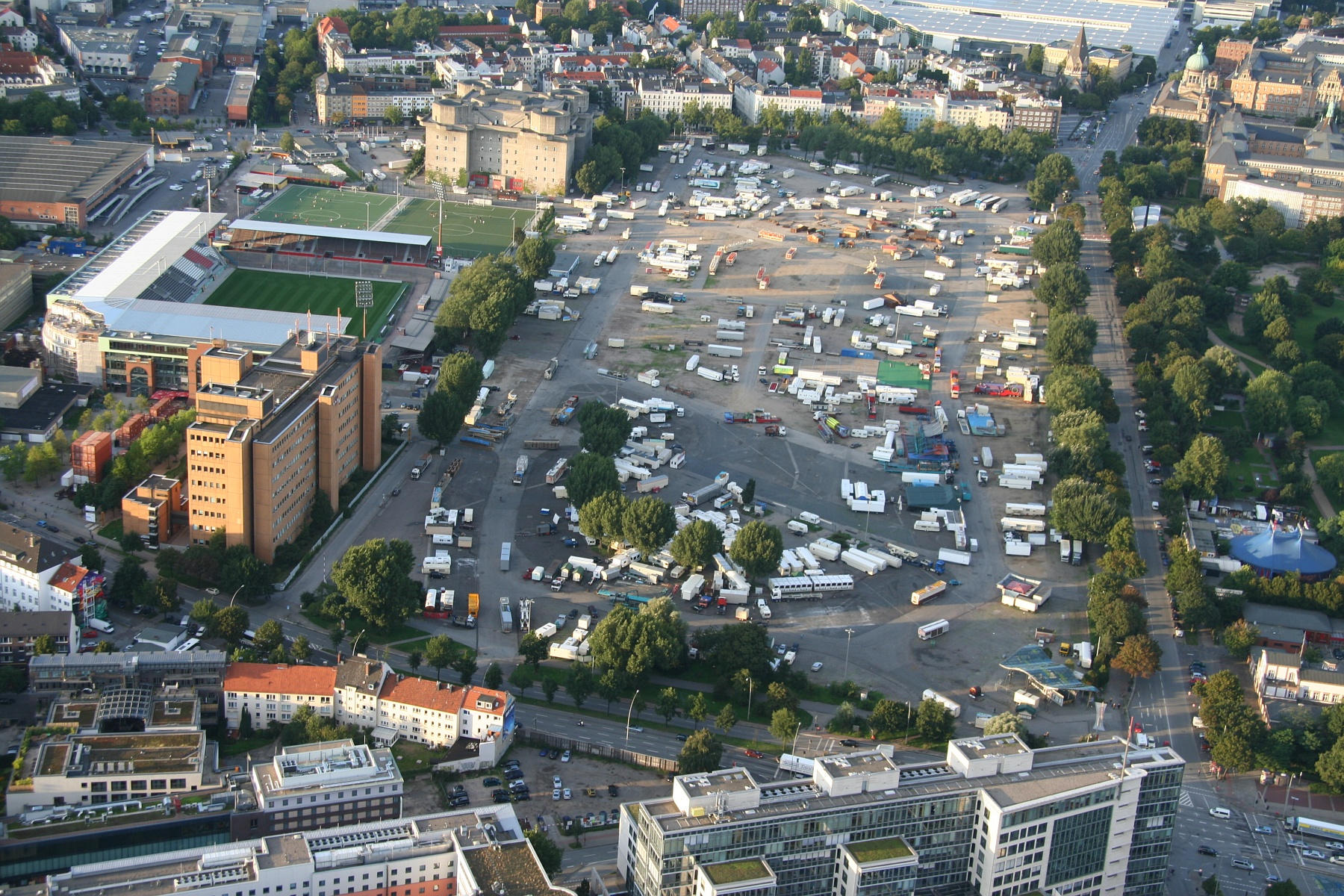
Die westliche Zulaufstrecke hätte bei weitgehender Vermeidung von Konflikten mit umliegenden Nutzungen unter dem Heiligengeistfeld in die Strecke U3 eingefädelt werden können

Als am aussichtsreichsten wurde eine Mitnutzung der Strecke der U3 beurteilt. Für die westliche Zulaufstrecke wurde eine Einfädelung nördlich der Station St. Pauli als quasi zwingend identifiziert, da hierdurch zum einen das Potenzialgebiet St. Pauli/Altona-Altstadt/Ottensen sehr günstig hätte erschlossen werden können und zum anderen durch die Möglichkeit zur Abwicklung der Bauarbeiten auf dem Heiligengeistfeld Einschränkungen und Belastungen für umgebende Nutzungen weitgehend ausgeschlossen worden wären. Für die östliche Zulaufstrecke wurde eine Einfädelung an der Station Lübecker Straße als sinnvollste Lösung identifiziert. Dafür sprach insbesondere, dass es hier zu den geringsten Konflikten mit bestehenden Nutzungen gekommen wäre, da sich im unmittelbaren Umfeld der Trasse keine Bebauung befindet und die Station selbst unter einer Grünanlage liegt. Es hätte sich damit eine gemeinsame Führung von U3 und U5 über St.  Pauli – Landungsbrücken – Baumwall – Rödingsmarkt – Rathaus – Mönckebergstraße – Hauptbahnhof Süd – Berliner Tor – Lübecker Straße ergeben.
Kritisch wurde indes beurteilt, dass die Bahnsteige aller Haltestellen auf dem gemeinsamen Streckenabschnitt von aktuell rund 90 auf 120 Meter hätten ausgebaut werden müssen, um einen Betrieb mit längeren Zügen zu ermöglichen. Diese Maßnahme wäre nach Einschätzung der Hochbahn mit erheblichen bautechnischen Risiken verbunden gewesen und hätte zudem Konflikte mit denkmalschutzrechtlichen Belangen auslösen können. Weiterhin wurde die Streckenführung zwischen St. Pauli und Innenstadt als zu umwegig und die mögliche Streckenhöchstgeschwindigkeit als zu niedrig beurteilt. Wie bei den anderen Varianten zur Mitbenutzung bestehender Strecken wären zudem die beschränkte Trassenkapazität auf dem gemeinsamen Abschnitt und die damit verbundene wechselseitige Abhängigkeit der Linien potenzielle Probleme gewesen, obschon diese in der veröffentlichten Version der Konzeptstudie in Bezug auf die U3 nicht explizit thematisiert wurden. Die U3 wurde bereits zum Zeitpunkt der Erarbeitung der Konzeptstudie zu Spitzenzeiten im 2,5-Minuten-Takt betrieben, seit dem Fahrplanwechsel im Dezember 2018 gilt dieser Takt in den Hauptverkehrszeiten durchgehend. Mit Verweis auf die in der Studie vorgetragenen Bedenken zur Eignung der Strecke der U1 (s. o.) und dem als notwendig angesehenen Bau eines zusätzlichen Streckentunnels zwischen Hauptbahnhof und Jungfernstieg zur Entflechtung von U2, U4 und U5 im Falle einer Mitbenutzung der Bestandsstrecken von U2 und U4 durch die U5, ist naheliegend, dass dieser Aspekt auch bei der Bewertung der Eignung der U3 von Belang gewesen sein dürfte.
Neben St. Pauli und Lübecker Straße wurden Ausfädelungen an den Stationen Rathaus und Berliner Tor geprüft. Erstere wurde jedoch aufgrund des erheblichen bauzeitlichen Eingriffs in die Mönckebergstraße als wichtigste Einkaufsstraße Hamburgs, der Beeinflussung des Betriebs der U3 und der Auswirkungen auf die zahlreichen durch die Mönckebergstraße verlaufenden Buslinien äußerst kritisch beurteilt. Eine Ausfädelung am Berliner Tor wurde aufgrund der absehbaren Konflikte mit der angrenzenden Bebauung und der für den Ausbau der Station notwendigen Aufgabe des zurzeit betrieblich vorgesehen bahnsteiggleichen Umstiegs zwischen U3 und U2/U4 als nicht sinnvoll betrachtet.
Vorzugsvarianten und abschließende Entscheidung
Aus der Gesamtbetrachtung der beschriebenen Varianten ergaben sich zwei Vorzugsvarianten für eine Mitnutzung bestehender Strecken, die gegen eine eigenständige Innenstadtstrecke abgewogen wurden. Es waren dies:
- Einfädelung der Weststrecke auf die U3 bei St. Pauli, Einfädelung der Oststrecke bei Lübecker Straße,
- Einfädelung der Weststrecke auf die U3 bei St. Pauli mit östlichem Endpunkt der U5 an einer nicht näher benannten Station der U3, Bedienung der Oststrecke durch die U4 entsprechend den o. g. Planungen.

Ausschlaggebend für die Entscheidung zugunsten einer eigenständigen Innenstadtstrecke waren die darin erkannten verkehrlichen und betrieblichen Vorteile. Hierzu zählten insbesondere die wesentlich freiere Streckenwahl, die eine effiziente Erschließung der Potenzialgebiete und eine direkte Linienführung vereinfacht, und die betriebliche Unabhängigkeit von anderen Linien, durch die auf der U5 flexiblere und vor allem dichtere Taktungen und damit höhere Beförderungskapazitäten erreicht werden können und ferner für alle Linien eine höhere Betriebsstabilität erreicht bzw. erhalten wird.

#### Bauabschnitt Mitte: Stationsstandorte im Innenstadtbereich
Für die Station der U5 im Bereich des Hauptbahnhofs wurden neben einem Anschluss an die Bestandsstation Hauptbahnhof Nord und dem im Rahmen der Machbarkeitsuntersuchung geprüften Standort unter der Kirchenallee (s. u.) weitere Varianten untersucht. Als „baulich nicht lösbar“ wurden dabei eine Station unterhalb der Bahnsteige von Hauptbahnhof Nord, die im Niveau −4 gelegen hätte, und eine Lage quer unterhalb des Hauptschiffs des Bahnhofs, die unter anderem Konflikte mit dem Tiefbunker Steintorwall erzeugt hätte, beurteilt.
Für die südliche Streckenvariante wurden im Bereich des Rathauses verschiedene Stationsstandorte unterhalb des Rathausmarkts betrachtet, die jedoch allesamt in sehr großer Tiefe hätten gebaut werden müssen, um Konflikte mit darüber liegenden Bauwerken wie dem City-Tunnel der S-Bahn und Gebäudegründungen zu vermeiden, und daher als ungünstig eingestuft wurden. Im Ergebnis wurde ein Standort am westlichen Ende der Rathausstraße als am sinnvollsten erkannt, der jedoch im Rahmen der Machbarkeitsuntersuchung für den mittleren Bauabschnitt zugunsten eines Standorts auf der Nordostseite des Rathausmarkts verworfen wurde.

#### Bauabschnitt Mitte: Varianten zwischen Borgweg und Uhlenhorst
| \| \| \| Richtung City Nord \| \| \| \| \| Borgweg \| \| \| \| \| Westvariante (links) und Ostvariante (rechts) \| \| \| \| \| Semperstraße \| \| \| \| \| Goldbekplatz \| \| \| \| \| Jarrestraße \| \| \| \| \| Winterhuder Weg \| \| \| \| \| Mühlenkamp \| \| \| \| \| Beethovenstraße \| \| \| \| \| Uhlenhorst (Var. I) \| \| \| \| \| Uhlenhorst (Var. II) \| \| \| \| \| \| \| \| \| \| Uhlenhorst \| \| \| \| \| Weiterführung Richtung Hauptbahnhof \| \| Stationen der Ostvariante mit fett gesetzten Namen sind weiterhin geplant. Übrige Stationen sind Teil ehemaliger Planungen. |  |                                               |                                               |
| |  | Richtung City Nord                            |                                               |
| U-Bahn-Turmhaltepunkt (Strecke geradeaus außer Betrieb) (im Tunnel) |  | Borgweg                                       | Borgweg                                       |
| U-Bahn-Verschwenkung von links (Strecke außer Betrieb) (im Tunnel) · U-Bahn-Verschwenkung von rechts (Strecke außer Betrieb) (im Tunnel) |  | Westvariante (links) und Ostvariante (rechts) | Westvariante (links) und Ostvariante (rechts) |
| U-Bahn-Strecke (außer Betrieb) (im Tunnel) · U-Bahn-Haltepunkt / Haltestelle (Strecke außer Betrieb) (im Tunnel) |  | Semperstraße                                  | Semperstraße                                  |
| U-Bahn-Haltepunkt / Haltestelle (Strecke außer Betrieb) (im Tunnel) · U-Bahn-Strecke (außer Betrieb) (im Tunnel) |  | Goldbekplatz                                  | Goldbekplatz                                  |
| U-Bahn-Strecke (außer Betrieb) (im Tunnel) · U-Bahn-Haltepunkt / Haltestelle (Strecke außer Betrieb) (im Tunnel) |  | Jarrestraße                                   | Jarrestraße                                   |
| U-Bahn-Strecke (außer Betrieb) (im Tunnel) · U-Bahn-Haltepunkt / Haltestelle (Strecke außer Betrieb) (im Tunnel) |  | Winterhuder Weg                               | Winterhuder Weg                               |
| U-Bahn-Haltepunkt / Haltestelle (Strecke außer Betrieb) (im Tunnel) · U-Bahn-Strecke (außer Betrieb) (im Tunnel) |  | Mühlenkamp                                    | Mühlenkamp                                    |
| U-Bahn-Abzweig geradeaus und nach halblinks (Strecke außer Betrieb) (im Tunnel) · U-Bahn-Haltepunkt / Haltestelle (Strecke außer Betrieb) (im Tunnel) |  | Beethovenstraße                               | Beethovenstraße                               |
| U-Bahn-Haltepunkt / Haltestelle (Strecke außer Betrieb) (im Tunnel) · U-Bahn-Abzweig geradeaus und von halbrechts (Strecke außer Betrieb) (im Tunnel) |  | Uhlenhorst (Var. I)                           | Uhlenhorst (Var. I)                           |
| U-Bahn-Strecke (außer Betrieb) (im Tunnel) · U-Bahn-Haltepunkt / Haltestelle (Strecke außer Betrieb) (im Tunnel) |  | Uhlenhorst (Var. II)                          | Uhlenhorst (Var. II)                          |
| U-Bahn-Verschwenkung nach links (Strecke außer Betrieb) (im Tunnel) · U-Bahn-Verschwenkung nach rechts (Strecke außer Betrieb) (im Tunnel) |  |                                               |                                               |
| U-Bahn-Haltepunkt / Haltestelle (Strecke außer Betrieb) (im Tunnel) |  | Uhlenhorst                                    | Uhlenhorst                                    |
| |  | Weiterführung Richtung Hauptbahnhof           |                                               |

Für den Streckenabschnitt zwischen der Bestandsstation Borgweg und der geplanten Station Uhlenhorst (früherer Planungsname: Mundsburger Brücke) wurden neben der ausgewählten Variante im Verlauf der B5 und des Mundsburger Damms zwei weitere Trassen untersucht.
Zum einen wurde eine weiter westlich gelegene Trasse erwogen, die mit den Stationen Goldbekplatz im Bereich der gleichnamigen Bushaltestelle, Mühlenkamp im Bereich der Bushaltestelle Mühlenkamp/Hofweg und einer ebenfalls Uhlenhorst genannten, jedoch im Bereich der Straßenkreuzung Hofweg/Heinrich-Hertz-Straße gelegenen Station relativ streng dem Verlauf der MetroBus-Linien 6 und 17 gefolgt wäre und den Vorteil geboten hätte, die Buslinie vollständig durch die U-Bahn ersetzen und so die teilweise verhältnismäßig schmalen Straßen entlang der Strecke entlasten zu können.
Zum anderen wurde eine Kombination aus dem nördlichen Teil der Westtrasse und dem südlichen Teil der ausgewählten östlichen Trasse betrachtet, die die Stationen Goldbekplatz, Mühlenkamp und eine ebenfalls Uhlenhorst genannte Station westlich von Mundsburg bedient hätte.
Weiterhin wurden auf der ausgewählten Strecke insgesamt fünf mögliche Stationsstandorte geprüft, von denen im Rahmen der Machbarkeitsuntersuchung ursprünglich drei ausgewählt werden sollten. Neben den letztlich nur zwei zur Realisierung bestimmten Stationen Jarrestraße (früherer Planungsname: Gertigstraße) und Beethovenstraße wurden die Station Semperstraße am Standort der gleichnamigen Bushaltestelle, eine Haltestelle Winterhuder Weg im Kreuzungsbereich der Straßen Herderstraße/Grillparzerstraße/Schumannstraße sowie die bereits erwähnte Station Uhlenhorst westlich von Mundsburg betrachtet.
Für die letztlich ausgewählten Varianten von Trasse und Stationen sprachen insbesondere, dass sie rund 30 Prozent mehr Personen im fußläufigen Einzugsbereich erstmals an das Schnellbahnnetz anschlössen als die Westtrasse sowie die wesentlich einfachere Herstellung; die B5 und der Mundsburger Damm sind durchgehend mindestens vierspurig ausgebaut, während die Straßen entlang der Westtrasse fast ausschließlich zweispurig sind, sodass für die Osttrasse wesentlich größere Planungsspielräume im Straßenquerschnitt bestehen und die Straßen robuster gegenüber bauzeitlich bedingten Einschränkungen – etwa Sperrungen im Umfeld der Baustellen der Stationen – sind.

#### Bauabschnitt West: Ermittlung des Trassenkorridors Innenstadt – Osdorf
Die Konzeptstudie betrachtete für die Strecke westlich des Hauptbahnhofs eine nördliche, eine mittlere und eine südliche Hauptvariante mit jeweils mehreren Untervarianten. Alle Vorschläge stimmten darin überein, dass der westliche Endpunkt der Strecke den Osdorfer Born erschließen sollte. Im Rahmen der Konzeptstudie wurden zunächst der Nord- und der Mittelkorridor für eine weitere Betrachtung ausgewählt.
Parallel zur Prüfung eines U-Bahn-Anschlusses beauftragte der Senat die S-Bahn Hamburg GmbH mit der Erstellung einer Konzeptstudie zu alternativen S-Bahn-Trassen im Hamburger Westen, die der zuständigen BWVI im Sommer 2015 vorgelegt wurde. Die Planungen der S-Bahn Hamburg GmbH sahen insgesamt fünf Varianten vor, die neben drei reine S-Bahn-Strecken zur Anbindung der westlichen Stadtteile zwei verschiedene Kombinationen aus S- und U-Bahn-Strecken umfassten (s. u.).
Die von der S-Bahn Hamburg GmbH entwickelten Varianten wurden unter Federführung des hvv gegen die zwei von der Hochbahn erarbeiteten abgewogen. Der Variantenvergleich erfolgte anhand einer vorläufigen Kosten-Nutzen-Analyse, in die auch das städtebauliche Potenzial der einzelnen Streckenvarianten einfloss, d. h. etwa die Erschließung aktueller und künftiger Entwicklungsschwerpunkte entlang der Strecke. Nach mehreren Verzögerungen beim Abschluss des Vergleichs forderte die Bürgerschaft die Verkehrsbehörde am 18. Januar 2017 dazu auf, bis spätestens zum 31. März 2017 aus den sieben vorliegenden Varianten eine Auswahl von bis zu drei zu treffen und dem Verkehrsausschuss vorzustellen. Die Verkehrsbehörde kam dieser Aufforderung zum 17. Februar 2017 nach und entschied sich neben dem Nordkorridor der U-Bahn für die weitergehende Betrachtung einer S-Bahn-Strecke als Abzweig von der Pinneberger S-Bahn nördlich der Station Diebsteich.

##### Mittelkorridor: Innenstadt – Hoheluftbrücke – Diebsteich – Bahrenfeld – Osdorf
| \| \| \| Aus Richtung Jungfernstieg \| \| \| \| Planungen des Nordkorridors \| \| \| \| Goebenstraße \| \| \| \| Osterstraße \| \| \| \| Eimsbütteler Marktplatz \| \| \| \| Diebsteich (Gepl. Standort Bf Altona) \| \| \| \| Bornkampsweg \| \| \| \| Regerstraße \| \| \| \| Planungen des Südkorridors \| \| \| \| Trabrennbahn \| \| \| \| Stadionstraße \| \| \| \| Planungen des Nordkorridors \| \| \| \| Weiterführung Richtung Lurup Mitte \| |  |                                       |                                       |
| |  | Aus Richtung Jungfernstieg            |                                       |
| U-Bahn-Abzweig geradeaus und nach rechts (Strecke außer Betrieb) (im Tunnel) |  | Planungen des Nordkorridors           | Planungen des Nordkorridors           |
| U-Bahn-Haltepunkt / Haltestelle (Strecke außer Betrieb) (im Tunnel) |  | Goebenstraße                          | Goebenstraße                          |
| U-Bahn-Turmhaltepunkt mit Tunnelstrecke (Strecke geradeaus außer Betrieb) (im Tunnel) |  | Osterstraße                           | Osterstraße                           |
| U-Bahn-Haltepunkt / Haltestelle (Strecke außer Betrieb) (im Tunnel) |  | Eimsbütteler Marktplatz               | Eimsbütteler Marktplatz               |
| U-Bahn-Bahnhof (Strecke außer Betrieb) (im Tunnel) |  | Diebsteich (Gepl. Standort Bf Altona) | Diebsteich (Gepl. Standort Bf Altona) |
| U-Bahn-Haltepunkt / Haltestelle (Strecke außer Betrieb) (im Tunnel) |  | Bornkampsweg                          | Bornkampsweg                          |
| U-Bahn-Haltepunkt / Haltestelle (Strecke außer Betrieb) (im Tunnel) |  | Regerstraße                           | Regerstraße                           |
| U-Bahn-Abzweig geradeaus und von links (Strecke außer Betrieb) (im Tunnel) |  | Planungen des Südkorridors            | Planungen des Südkorridors            |
| U-Bahn-Haltepunkt / Haltestelle (Strecke außer Betrieb) (im Tunnel) |  | Trabrennbahn                          | Trabrennbahn                          |
| U-Bahn-Haltepunkt / Haltestelle (Strecke außer Betrieb) (im Tunnel) |  | Stadionstraße                         | Stadionstraße                         |
| U-Bahn-Abzweig geradeaus und von rechts (Strecke außer Betrieb) (im Tunnel) |  | Planungen des Nordkorridors           | Planungen des Nordkorridors           |
| |  | Weiterführung Richtung Lurup Mitte    |                                       |

Die mittlere Streckenvariante wäre als Abzweig von der Strecke zum Siemersplatz entwickelt worden. Sie wäre dazu nördlich von Hoheluftbrücke ausgefädelt und nach Südwesten verschwenkt worden und hätte anschließend den Stadtteil Hoheluft-West durchquert, die Station Osterstraße gekreuzt und über Eimsbüttel und Altona-Nord die S-Bahn-Station Diebsteich erreicht, an deren Standort bis Mitte der zwanziger Jahre der neue Fernbahnhof Altona entstehen soll. Die Strecke wäre danach entsprechend dem aktuell geplanten Verlauf für die S-Bahn-Strecke zum Osdorfer Born der Hauptausfallstraße Bahrenfelder Chaussee/Luruper Chaussee in nordwestliche Richtung gefolgt und hätte hier an die zur Nordvariante der U5 identische Trasse zum Osdorfer Born angeschlossen. Die Sportstadien im Altonaer Volkspark wären durch eine Station im Bereich der jetzigen Bushaltestelle Stadionstraße erschlossen worden. Etwa ab der geplanten Station am Bornkampsweg hätten Streckenverlauf und Lage der Haltestellen etwa den historischen Planungen der U4 für diesen Bereich entsprochen.
Hätte diese Variante den Vorzug erhalten, hätte die U5 im Westen Hamburgs zwei Streckenäste erhalten, nämlich jenen zum Siemersplatz und jenen, der über Diebsteich nach Osdorf geführt hätte. Der Betrieb der Strecken wäre dann analog zum Betrieb auf den nordöstlichen Streckenästen der U1 erfolgt, das heißt ab der Haltestelle Hoheluftbrücke wären die Züge der U5 abwechselnd zum Siemersplatz und nach Osdorf gefahren.
Die Strecke erreichte im Variantenvergleich die höchste Erschließungswirkung und zusammen mit der S-Bahn-Strecke ab Diebsteich die zweitbeste Bewertung bei der Eröffnung städtebaulicher Potenziale, da sie die dicht besiedelten Stadtteile Hoheluft-West und Bahrenfeld sowie das Zentrum des Bezirks Eimsbüttel, den künftigen Altonaer Bahnhof und die Trabrennbahn Bahrenfeld sowie die Potenzialgebiete im Umfeld der A 7 in Bahrenfeld und Othmarschen erschlossen hätte.
Aufgrund der erheblichen Herstellungskosten sowie der an mehreren Punkten vorhandenen Doppelerschließung mit bestehenden Stationen konnte der Mittelkorridor dennoch insgesamt kein positives Kosten-Nutzen-Verhältnis erreichen. Ein wesentlicher Kostenpunkt wäre die Herstellung der unterirdischen, höhenfreien Ausfädelung aus der Strecke zum Siemersplatz gewesen, wozu Arbeiten unter dem geschlossen bebauten Kernbereich des Bezirks und eine mehrjährige Sperrung der Hoheluftchaussee als wichtige Hauptstraße erforderlich gewesen wären.

##### Südkorridor: Innenstadt – Bahnhof Altona – Bahrenfeld – Osdorf
| \| \| \| Aus Richtung Rathaus \| \| \| \| Planungen des Nord- und Mittelkorridors \| \| \| \| Axel-Springer-Platz \| \| \| \| Feldstraße \| \| \| \| Thadenstraße (West) \| \| \| \| Altona \| \| \| \| Große Brunnenstraße \| \| \| \| Hohenzollernring \| \| \| \| Bahrenfeld \| \| \| \| Östliche Planungen des Mittelkorridors \| \| \| \| Silcherstraße \| \| \| \| Trabrennbahn \| \| \| \| Stichstrecke zum Nordkorridor \| \| \| \| Arenen / Stadionstraße \| \| \| \| Östliche Planungen des Nordkorridors \| \| \| \| Weiterführung Richtung Lurup Mitte \| Kursiv gesetzte Stationsnamen sind von der jeweils nächstgelegenen Bushaltestelle übernommen. |  |                                         |                                         |
| |  | Aus Richtung Rathaus                    |                                         |
| U-Bahn-Abzweig geradeaus und nach rechts (Strecke außer Betrieb) (im Tunnel) |  | Planungen des Nord- und Mittelkorridors | Planungen des Nord- und Mittelkorridors |
| U-Bahn-Haltepunkt / Haltestelle (Strecke außer Betrieb) (im Tunnel) |  | Axel-Springer-Platz                     | Axel-Springer-Platz                     |
| U-Bahn-Turmhaltepunkt mit Tunnelstrecke (Strecke geradeaus außer Betrieb) (im Tunnel) |  | Feldstraße                              | Feldstraße                              |
| U-Bahn-Haltepunkt / Haltestelle (Strecke außer Betrieb) (im Tunnel) |  | Thadenstraße (West)                     | Thadenstraße (West)                     |
| U-Bahn-Bahnhof (Strecke außer Betrieb) (im Tunnel) |  | Altona                                  | Altona                                  |
| U-Bahn-Haltepunkt / Haltestelle (Strecke außer Betrieb) (im Tunnel) |  | Große Brunnenstraße                     | Große Brunnenstraße                     |
| U-Bahn-Haltepunkt / Haltestelle (Strecke außer Betrieb) (im Tunnel) |  | Hohenzollernring                        | Hohenzollernring                        |
| U-Bahn-Haltepunkt / Haltestelle (Strecke außer Betrieb) (im Tunnel) |  | Bahrenfeld                              | Bahrenfeld                              |
| U-Bahn-Abzweig geradeaus und von rechts (Strecke außer Betrieb) (im Tunnel) |  | Östliche Planungen des Mittelkorridors  | Östliche Planungen des Mittelkorridors  |
| U-Bahn-Haltepunkt / Haltestelle (Strecke außer Betrieb) (im Tunnel) |  | Silcherstraße                           | Silcherstraße                           |
| U-Bahn-Haltepunkt / Haltestelle (Strecke außer Betrieb) (im Tunnel) |  | Trabrennbahn                            | Trabrennbahn                            |
| U-Bahn-Abzweig von halbrechts und von links (Strecke außer Betrieb) (im Tunnel) · U-Bahn-Abzweig geradeaus und nach rechts (Strecke außer Betrieb) (im Tunnel) |  | Stichstrecke zum Nordkorridor           | Stichstrecke zum Nordkorridor           |
| U-Bahn-Haltepunkt / Haltestelle (Strecke außer Betrieb) (im Tunnel) · U-Bahn-Haltepunkt / Haltestelle (Strecke außer Betrieb) (im Tunnel) |  | Arenen / Stadionstraße                  | Arenen / Stadionstraße                  |
| U-Bahn-Strecke nach links (außer Betrieb) (im Tunnel) · U-Bahn-Abzweig geradeaus und von rechts (Strecke außer Betrieb) (im Tunnel) |  | Östliche Planungen des Nordkorridors    | Östliche Planungen des Nordkorridors    |
| |  | Weiterführung Richtung Lurup Mitte      |                                         |

Der Südkorridor orientierte sich von allen Varianten am engsten an den historischen Planungen der U4. Die Strecke wäre anders als die Nord- und Mittelvariante nicht entlang der Strecke der MetroBus-Linie 5 nach Nordwesten zur Hoheluftbrücke verlaufen, sondern unmittelbar westlich des Hauptbahnhofs nach Westen geführt worden. Sie wäre mittig zwischen den Stammstrecken der S-Bahn durch die dicht besiedelten Stadtteile St. Pauli und Altona-Altstadt geführt worden und hätte den Altonaer Bahnhof erstmals an das U-Bahn-Netz angeschlossen. Die Strecke wäre weiter über Ottensen geführt worden, nach Norden verschwenkt worden und hätte die S-Bahn-Strecke nach Blankenese/Wedel an der Bestandsstation Bahrenfeld gekreuzt und wäre westlich der geplanten Station Regerstraße des Mittelkorridors auf diesen eingeschwenkt.
Für den Korridor sprach die hohe Bevölkerungsdichte der erschlossenen Stadtteile, dagegen jedoch die Nähe zu den unterirdischen Forschungsanlagen des DESY in Bahrenfeld und eine befürchtete Konkurrenzbildung zur S-Bahn, die letztlich zu einer zu geringen Auslastung beider Verkehrsmittel hätte führen können. Entsprechend führte die Konzeptstudie an, dass die vom Südkorridor durchquerten Stadtteile bereits über eine ausreichende Erschließung verfügten. Als weiteres Argument zugunsten der nördlichen Korridore sprach die erwartete Entlastungswirkung für die stark beanspruchte MetroBus-Linie 5.

##### Untervarianten
Untervariante Mittel- und Südkorridor: Trabrennbahn – Elbe-Einkaufszentrum – Osdorf
Als Variante für den Mittel- und Südkorridor wurde eine Streckenführung betrachtet, die westlich von Trabrennbahn den Verlauf der Luruper Chaussee verlassen hätte und stattdessen über Notkestraße und Osdorfer Landstraße nach Westen verlaufen wäre. Im Gegensatz zu den anderen Varianten wäre der Osdorfer Born nicht aus nördlicher Richtung bei gleichzeitiger Erschließung Lurups, sondern aus südlicher Richtung erreicht worden.
Für die Variante sprach, dass mit dem Elbe-Einkaufszentrum ein wichtiges Versorgungszentrum im Bezirk sowie ein wichtiger Knoten im Busnetz angeschlossen worden wären. Als nachteilig wurde beurteilt, dass der Korridor Lurup als wichtiges Potenzialgebiet ausgespart hätte, weiterhin wurden wie beim Südkorridor insgesamt baulichen Risiken durch etwaige Konflikte mit den Forschungsanlagen des DESY erkannt.
Untervarianten Mittelkorridor im Bereich Volkspark/Arenen
Während sich in der für die weitere Untersuchung ausgewählten S-Bahn-Strecke mit einer Streckenführung entlang der Luruper Chaussee längere Fußwege zwischen den Arenen und der ihnen zugeordneten Station ergäben, wurden alternativ eine Führung der Strecke über die Arenen mit anschließender Einfädelung auf den Verlauf des Nordkorridors sowie der Bau einer zusätzlichen Stichstrecke, die nur während des Veranstaltungsbetriebs im Pendelverkehr bedient worden wäre, geprüft.
Für die Stichstrecke sprachen die kürzeren Reisezeiten für die vorrangige Verkehrsbeziehung zwischen Osdorf und der Innenstadt durch die direktere Streckenführung bzw. Umgehung des nur zeitweise benötigten Halts an den Arenen.
Für die direkte Anbindung sprach der geringere betriebliche Aufwand, da Veranstaltungen in den Arenen mit geringerem Zuschaueraufkommen insbesondere in der regulären Nebenverkehrszeit am Abend auch mit Regelkursen hätten bedient werden können. Zudem hätte auf den als betrieblich aufwendig eingestuften Pendelbetrieb verzichtet werden können. Weiterhin wäre die Trasse bei Führung über die Arenen kürzer gewesen als bei einer Führung über die Luruper Chaussee und einer zusätzlichen Stichstrecke, wodurch die Herstellungskosten hätten gesenkt werden können.
Die Konzeptstudie empfahl für die weiteren Planungsschritte eine gleichwertige Betrachtung der Führung entlang der Luruper Chaussee und über die Arenen. Ein zwischenzeitlich veröffentlichter Arbeitsstand vom Januar 2016 zeigte jedoch, dass die Führung über die Arenen nicht weiterverfolgt wird.
Untervarianten im Bereich Lurup/Osdorf
Im Bereich Lurup/Osdorf wurden zwei Alternativen zum zur weiteren Prüfung ausgewählten Verlauf betrachtet. Während die Strecke in der favorisierten Variante Lurup in einem relativ weit nach Norden ausschwingenden Bogen erschließen soll, wurden zwei Trassenverläufe betrachtet, die weiter südlich gelegen hätten. Die der ausgewählten Variante näher gelegene Alternative griff die historischen Planungen der U4 auf und sah eine Trassenführung zwischen den Straßen Flaßbarg und Böttcherkamp vor. Die weiter südlich gelegene Alternative hätte eine einfachere Fortführung der Strecke in das schleswig-holsteinische Schenefeld ermöglicht.
Die nördlichste Variante erhielt den Vorzug aufgrund der so ermöglichten Verknüpfung mit dem Busverkehr im Zentrum von Lurup. Zur Südvariante, die eine vergleichsweise einfache Erweiterung nach Schenefeld erlaubte, merkt die Studie an, dass sie auch in der langfristigen Perspektive keine bauliche Dichte in Schenefeld zu erkennen vermag, die einen U-Bahn-Anschluss rechtfertigen könnte.

##### Alternative S-Bahn-Strecken
|                                                              |  | Richtung Diebsteich   |                       |
| Haltepunkt / Haltestelle                                     |  | Stellingen            | Stellingen            |
| Abzweig ehemals geradeaus und nach rechts                    |  | Richtung Pinneberg    | Richtung Pinneberg    |
| Haltepunkt / Haltestelle (Strecke außer Betrieb) (im Tunnel) |  | Hellgrundweg (Arenen) | Hellgrundweg (Arenen) |
| Haltepunkt / Haltestelle (Strecke außer Betrieb) (im Tunnel) |  | Lurup Mitte           | Lurup Mitte           |
| Haltepunkt / Haltestelle (Strecke außer Betrieb) (im Tunnel) |  | Lurup Nord            | Lurup Nord            |
| Kopfbahnhof Streckenende (Strecke außer Betrieb) (im Tunnel) |  | Osdorfer Born         | Osdorfer Born         |

| Abzweig quer, von links und ehemals von rechts               |  | Richtung Altona     | Richtung Altona     |
| ehemaliger Haltepunkt / Haltestelle                          |  | Ottensen            | Ottensen            |
| Abzweig ehemals geradeaus und nach links                     |  | Richtung Blankenese | Richtung Blankenese |
|                                                              |  |                     |                     |
| Haltepunkt / Haltestelle (Strecke außer Betrieb) (im Tunnel) |  | Regerstraße         | Regerstraße         |
| Haltepunkt / Haltestelle (Strecke außer Betrieb) (im Tunnel) |  | Trabrennbahn        | Trabrennbahn        |
| Haltepunkt / Haltestelle (Strecke außer Betrieb) (im Tunnel) |  | Stadionstraße       | Stadionstraße       |
| Haltepunkt / Haltestelle (Strecke außer Betrieb) (im Tunnel) |  | Lurup Mitte         | Lurup Mitte         |
| Haltepunkt / Haltestelle (Strecke außer Betrieb) (im Tunnel) |  | Lurup Nord          | Lurup Nord          |
| Kopfbahnhof Streckenende (Strecke außer Betrieb) (im Tunnel) |  | Osdorfer Born       | Osdorfer Born       |

S32/S6 ab Stellingen
Die Variante wäre nördlich der Station Stellingen aus dem Bestandsnetz ausgefädelt worden und bis zum potenziellen Standort der U5-Station Lurup Mitte etwas nördlich der Nordvariante der U5 verlaufen. Ab Lurup Mitte wäre der Verlauf mit der Strecke der U5 identisch gewesen. Für die Bedienung wurde die Einrichtung einer neuen S-Bahn-Linie S32 vorgeschlagen, die mittlerweile als S6 umgesetzt werden soll.
Die Strecke erreichte im Variantenvergleich nach dem U5-Korridor über Stellingen das beste Kosten-Nutzen-Verhältnis aller Varianten, was hauptsächlich auf die als verhältnismäßig niedrig eingestuften Herstellungskosten zurückzuführen ist. Der verkehrliche Nutzen wurde jedoch aufgrund des Fehlens der durch die U5 geplanten Querverbindung zwischen Stellingen und Lokstedt als geringer eingestuft. Ebenfalls sprachen aus der damaligen Perspektive die Betriebskosten gegen die Variante, da die S32 zu diesem Zeitpunkt lediglich als Verstärkerlinie zwischen Elbgaustraße und Hauptbahnhof geplant war und befürchtet wurde, dass bei einem ganztägigen Betrieb der Linie auf der Relation Diebsteich – Hauptbahnhof nicht genügend zusätzliche Fahrgäste gewonnen werden könnten und der Nutzen im Verhältnis zu den zusätzlichen Betriebskosten insgesamt zu gering ausfiele. Dieser Aspekt wurde im Rahmen der Machbarkeitsstudie für die Anbindung Osdorfs auch für die untersuchte S-Bahn-Strecke ab Diebsteich kritisch beurteilt wird. Weiterhin wurden bei der Variante ab Stellingen keine besonderen städtebaulichen Effekte für das Streckenumfeld erwartet.
S32/S6 ab Diebsteich plus U5 Siemersplatz – Stellingen
Als Variante wurde eine Kombination der S32 ab Diebsteich mit einer verkürzten U5 betrachtet, die ausgehend vom Siemersplatz lediglich bis Stellingen verkehren sollte. Die Kombination erreichte in der Bewertung des städtebaulichen Potenzials die beste Beurteilung aller Varianten, da auf diesem Wege zahlreiche bestehende Quartiere und Stadtteile sowie wesentliche Entwicklungsschwerpunkte erschlossen worden wären. Dagegen sprachen jedoch die Kosten sowie die für die Strecke ab Diebsteich insgesamt vorgetragenen Vorbehalte. Die Variante wurde nach ihrem anfänglichen Ausscheiden erneut aufgegriffen und ähnelte der aktuell verfolgten Planungen für den Hamburger Westen, obschon die Strecke der U5 in den aktuellen Planungen bis zum Altonaer Volkspark verlängert wurde und der Ausfädelungspunkt der S-Bahn-Strecke an die Station Holstenstraße verlegt wurde.
S2 ab Ottensen (plus U5 Siemersplatz – Stellingen)
Die Variante sah eine Ausfädelung zwischen Altona und Bahrenfeld bzw. westlich der künftigen Station Ottensen vor, im Weiteren hätte die Strecke wie die S-Bahn-Strecke ab Diebsteich ab der Station Trabrennbahn dem Mittelkorridor der U5 entsprochen. Die Bedienung hätte durch eine Verlängerung der S2 erfolgen sollen, die zum damaligen Zeitpunkt lediglich als Verstärkerlinie während der Hauptverkehrszeit auf der Relation Bergedorf – City-Tunnel – Altona betrieben wurde.
In einer Variante hätte die S-Bahn-Strecke analog zur vorgenannten durch eine verkürzte U5 ergänzt werden können.
Die Konzeptstudie sprach sich aufgrund der Umfahrung des künftigen Fernbahnhofs am Standort der bisherigen S-Bahn-Station Diebsteich und die längere Fahrtzeit bis zum Hauptbahnhof durch Führung über den City-Tunnel zunächst gegen diese Variante aus. Eine Kombination mit der U5 schied zudem aufgrund der Herstellungskosten aus.
Die aktuell verfolgten Planungen für die Erschließung des Hamburger Westens ähneln weitgehend dieser Variante, indem sie sowohl den Bau einer nördlichen U- als auch einer südlichen S-Bahn-Strecke vorsehen und ebenfalls auf die Anbindung des Diebsteichs verzichten.

### Planungen auf Ebene der Machbarkeitsuntersuchungen und des Vorentwurfs

#### Bauabschnitt Ost: Stationsstandorte in Bramfeld
Alternativ zum letztlich ausgewählten Standort für den östlichen Ausgangspunkt der Strecke in der Achse des Bramfelder Dorfplatzes betrachtete die Vorentwurfsplanung zwei weitere, dicht benachbarte Standorte. Zum einen wurde eine weiter südwestlich gelegene Trasse mit einer Station in der Achse der Bramfelder Chaussee in Nord-Süd-Richtung und zum anderen eine südlich gelegene Trasse in Ost-West-Richtung mit einer Station in der Herthastraße südlich des dortigen Verbrauchermarkts geprüft.
Bereits vor der Auswahl des Bramfelder Dorfplatzes waren die Alternativstandorte in der Machbarkeitsuntersuchung als weniger günstig beurteilt worden. Für die ausgewählte Vorzugsvariante sprachen aus Sicht der Hochbahn neben der guten Erschließungswirkung im fußläufigen Einzugsbereich der umfangreichere Erhalt des örtlichen Baumbestands, die geringe Beeinflussung der verkehrlich hochbelasteten Bramfelder Chaussee während der Bauzeit, der Erhalt des örtlichen Marktbetriebs, die gute Erschließungswirkung und die günstigen Umsteigebeziehungen zum Busverkehr.

#### Bauabschnitt Ost: Stationsstandorte in Steilshoop
Während die Vorentwurfsplanung letztlich einen Standort in der Gründgensstraße südlich des Steilshooper Einkaufszentrums für die Realisierung auswählte, hatte die Machbarkeitsuntersuchung ihren Vorzugsstandort noch im Schreyerring nördlich des Einkaufszentrums lokalisiert. Für ihn sprachen nach Aussage von Hochbahn und Verkehrsbehörde die hohe Wirtschaftlichkeit, die Erschließungswirkung im fußläufigen Einzugsbereich durch Anschluss der zentralen Fußgängerachsen der Siedlung sowie der mögliche Beitrag der Station zur Aufwertung des von städtebaulichen Missständen belasteten Quartierszentrums. Nach einer erneuten Bewertung unter dem Eindruck erheblicher Anwohnereinwände, die insbesondere auf die aus Sicht der Anwohner wichtige Verknüpfung mit dem Busverkehr hinwiesen, der am Schreyerring weniger günstig gewesen wäre, wurde jedoch der Südstandort als Vorzugsvariante bestimmt. Der Schreyerring wurde danach weiterhin als Option betrachtet, ebenso wie zwei dezentrale Stationen in den Bereichen der heutigen Bushaltestellen Erich-Ziegel-Ring und Fritz-Flinte-Ring, obschon die Machbarkeitsuntersuchung sich mit Verweis auf den geringen Abstand zwischen den beiden Stationen, die geringe zusätzliche Erschließungswirkung, bautechnische Beschränkungen sowie erhebliche Mehrlängen der Strecke gegen letztere Option aussprach. Letztlich schieden sowohl die anfängliche Vorzugsvariante im Schreyerring als auch die dezentralen Standorte aus.

#### Bauabschnitt Ost: Südvariante zwischen Steilshoop und Sengelmannstraße
Neben der für die weitere Bearbeitung ausgewählten Trasse über Barmbek Nord wurde zwischen Steilshoop und Sengelmannstraße auch eine weiter südlich gelegene Strecke geprüft.
Während die Nordvariante eine vergleichsweise direkte Streckenführung von Steilshoop nach Westen verfolgt, sah die Südvariante vor, dass die Strecke ausgehend von Steilshoop nach Südwesten verschwenken und gemäß dem letzten Planungsstand eine neue Station Hartzlohplatz am südlichen Rand der gleichnamigen Platzanlage erreichen sollte. Ausgehend davon sollte die Strecke nach Nordwesten führen und aus südöstlicher Richtung die S-Bahn-Station Rübenkamp erreichen, wo ein Übergang zur Linie S1 in Richtung Flughafen, Poppenbüttel und Innenstadt sowie weiter nach Altona und Wedel hergestellt worden wäre. Die U-Bahn-Haltestelle sollte gemäß der in der Machbarkeitsuntersuchung beschriebenen Vorzugsvariante östlich der S-Bahn-Station unterhalb einer Kleingartenanlage liegen. Alternativ wurde eine Lage westlich der Hebebrandbrücke geprüft. Die Strecke hätte unterirdisch in etwa parallel zur S-Bahn-Strecke nach Norden geführt, wäre etwa in Höhe des Ballerstaedwegs nach Westen abgeschwenkt, hätte die S-Bahn-Strecke gekreuzt und wäre schließlich auf den Verlauf zur Sengelmannstraße eingefädelt.
Bei der beschriebenen Trasse handelt es sich um diejenige Planung, die bereits Ende 2015 als Vorzugsvariante aus der Machbarkeitsuntersuchung hervorgegangen war. Die letztlich ausgewählte Nordtrasse wurde erst im Rahmen der Vorentwurfsplanung entwickelt bzw. wieder aufgegriffen, nachdem eine entsprechende Trasse in der Konzeptstudie mit Verweis auf die Bedeutung der Netzwirkung und die Wichtigkeit der Erschließung Barmbek-Nords verworfen worden war (s. o.). Die Nordtrasse wurde durch eine Neubewertung des Umsteigerpotenzials an der Station Rübenkamp ermöglicht, die im Rahmen der Vorentwurfsplanung durchgeführt wurde; aufgrund der als wenig komfortabel eingestuften Fußwegebeziehung zwischen den Bahnsteigen der beiden Schnellbahnen wurde das Potenzial als deutlich geringer eingestuft als noch in der Machbarkeitsuntersuchung, sodass eine Verknüpfung von U- und S-Bahn als weniger wichtig angesehen wurde. Zudem sprachen die direktere Streckenführung und die damit rund 1,2 Kilometer kürzere Strecke, durch die sowohl Herstellungskosten als auch Fahrtzeit reduziert werden, für die Nordvariante. Der für das Gesamtvorhaben der U5 zuständige Lenkungskreis entschied am 29. November 2017 zunächst, dass die Nordtrasse und die Südtrasse gegeneinander abgewogen werden sollten. Als Ergebnis der Abwägung wurde am 22. Dezember 2017 bekannt gegeben, dass die Streckenvariante über Barmbek Nord weiter verfolgt und in die Entwurfsplanung überführt werden sollte.
Stationsstandorte auf der Südvariante
Für den Standort der Station auf der Südvariante hatte die Hochbahn in der Machbarkeitsuntersuchung zunächst eine Vorzugsvariante sowie zwei Alternativen identifiziert (alle im Folgenden angegebenen Namen sind lediglich vorläufige Planungsnamen);
- Vorzugsvariante: Hartzloh Ost: In der Achse der Straße Hartzloh, östlich der Kreuzung Hartzloh/Fuhlsbüttler Straße
- Alternative I: Hartzloh West: In der Achse der Straße Hartzloh, westlich der Kreuzung Hartzloh/Fuhlsbüttler Straße
- Alternative II: Hartzlohplatz: Am Südrand der gleichnamigen Platzanlage

Nach Einwänden von Anwohnern, insbesondere aus der Straße Hartzloh, weitete die Hochbahn die Betrachtung im Rahmen der Vorentwurfsplanung erneut auf zwölf potenzielle Standorte aus. Zu den drei genannten kamen hinzu:
- Elligersweg: Zwischen Meister-Francke-Straße und Lambrechtsweg
- Fuhlsbüttler Straße: In der Achse der Fuhlsbüttler Straße zwischen Alfred-Johann-Levy-Straße und südlichem Andreas-Knack-Ring
- Hartzloh Mitte: In der Achse der Straße Hartzloh, unter der Kreuzung Hartzloh/Fuhlsbüttler Straße
- Langenfort Ost: Im Bereich der Einmündung der Rümkerstraße in die Straße Langenfort
- Langenfort West: In der Achse der Straße Langenfort, westliches Ende
- Neue Wöhr: Unter dem Spielplatz Neue Wöhr
- Rümkerstraße: In der Achse der Rümkerstraße zwischen den Querstraßen Elligersweg und Schmachthäger Straße
- Rungestraße: In der Achse der Rungestraße zwischen den Querstraßen Elligersweg und Schmachthäger Straße
- Sportplatz: Etwa in der Achse der Straße Kindtsweg, am nördlichen Rand des Sportplatzes

Die Standorte wurden im ersten Schritt in Hinblick auf die Erschließungswirkung für Bewohner – insbesondere die erstmalige Erschließung durch eine Schnellbahnstation –, für die großen Schulstandorte des Stadtteils, die Arbeitsplätze und die Versorgungseinrichtungen – insbesondere die Fuhlsbüttler Straße – sowie die Qualität der Verknüpfung mit dem Busnetz, Fahrtzeiten und die Nutzerfreundlichkeit der Haltestellen, bezogen etwa auf durch zu erhaltende Bestandbebauung vorgegebene Wegelängen und -führungen, geprüft. Hierbei schied lediglich die Variante Fuhlsbüttler Straße aus, da sie zwar eine gute Erschließungswirkung erreicht hätte, aufgrund ihrer dem Verlauf der Fuhlsbütteler Straße entsprechenden Nord-Süd-Ausrichtung jedoch nicht sinnvoll in die geplante Trasse integriert hätte werden können.
Die verbliebenen elf Standorte wurden im zweiten Prüfschritt auf die Auswirkungen auf die Schutzgüter Mensch, Umwelt und Natur sowie in Hinblick auf die erforderlichen Eingriffe in Privateigentum – etwa durch Inanspruchnahme privater Flächen im Stationsumfeld –, den Arbeitsaufwand und die baulogistische Eignung des jeweiligen Stationsumfeldes geprüft. Dabei wurde der Kreis der weiter zu untersuchenden Standorte auf fünf eingegrenzt; zu den drei bereits in der Machbarkeitsuntersuchung identifizierten und ihrer grundsätzlichen Eignung bestätigten Standorten kamen Rungestraße und Rümkerstraße hinzu. Die anderen sechs Varianten schieden aufgrund der zu geringen Erschließungswirkung, der teilweisen Doppelerschließung durch andere Schnellbahnhaltestellen sowie der teilweise zu langen Reisezeiten aus.
Die Hochbahn betrachtete die ursprüngliche Vorzugsvariante Hartzloh Ost zunächst weiterhin als die günstigste, da sie sowohl die Fuhlsbüttler Straße als wichtige Einkaufs- und Geschäftsstraße als auch eine Reihe verdichteter Wohnlagen erschlossen, kurze Fahrtzeiten erlaubt und einen direkten Anschluss an das Busnetz ermöglicht hätte. Mitte Juli 2017 erklärte die Hochbahn allerdings, dass der Standort wahrscheinlich nicht mehr in Frage komme. Ein Beitrag im Dialog-Blog der Hochbahn deutete an, dass ein Grund hierfür der verhältnismäßig schmale Straßenquerschnitt sei, in dem die Station hätte hergestellt werden müssen, was auch zu den wesentlichen Einwänden zählte, die die Anwohner der Straße Hartzloh gegen den Standort vorgetragen hatten. Zusammen mit der Bekanntmachung, neben der Südtrasse die Trasse über Barmbek Nord weiter zu prüfen, entschied der Lenkungskreis am 29. November 2017, die ehemalige Vorzugsvariante tatsächlich zugunsten des Standorts am Hartzlohplatz aufzugeben, bis am 22. Dezember 2017 die Aufgabe der Südtrasse bekannt gegeben wurde.

#### Bauabschnitt Mitte: Varianten zwischen Gärtnerstraße und HagenbecksTierpark
Für den Abschnitt zwischen der geplanten Station Gärtnerstraße und der Bestandsstation Hagenbecks Tierpark wurden neben der aktuell verfolgten Streckenführung über UKE und Behrmannplatz drei weitere Varianten untersucht.
Eine Variante sah vor, dass die Strecke ausgehend von Gärtnerstraße nicht nach Osten zum Universitätsklinikum verschwenkt worden wäre, sondern weiter dem Verlauf der MetroBus-Linie 5 in nördliche Richtung gefolgt wäre und über eine Zwischenstation Lokstedter Steindamm die Station Siemersplatz/Behrmannplatz entsprechend der aktuellen Planungen erreicht hätte und von dort weiter bis Hagenbecks Tierpark geführt worden wäre.
Eine weitere Variante sah vor, dass die Strecke nördlich von Gärtnerstraße nach Nordwesten abgeschwenkt und über eine neue Station Lohkoppelweg im Bereich der gleichnamigen Bushaltestelle bis Hagenbecks Tierpark geführt worden wäre.
Die dritte Alternative sah eine Kombination aus der Strecke über Lohkoppelweg und einem separaten Streckenast über Lokstedter Steindamm oder UKE bis zur Haltestelle der MetroBus-Linie 5 am Siemersplatz vor. Die U5 hätte in dieser Variante mit Arenen Volkspark und Siemersplatz über zwei westliche Endpunkte verfügt, die analog zum Betrieb der U1 auf ihren nordwestlichen Streckenästen alternierend bedient worden wären.
Die Nordstrecke über Lokstedter Steindamm und Siemersplatz/Behrmannplatz bzw. ursprünglich Siemersplatz bis Arenen Volkspark bzw. ursprünglich Stellingen stellt die ältere Planung dar, die bereits im Februar 2017 als weiter zu prüfende Vorzugsvariante identifiziert wurde. Sie hätte insbesondere den Vorteil geboten, die hochfrequentierte MetroBus-Linie 5 deutlich entlasten zu können. Die Südvariante über Lohkoppelweg wurde vermutlich erst im Laufe des Jahres 2017 in Betracht gezogen und war beispielsweise in einer auf September 2017 datierten Plangrafik der Hochbahn enthalten. Für sie hätten die Erschließung des dichtbesiedelten Lokstedter Südens und der rund 2 Kilometer kürzere Tunnel bzw. die damit erreichte Reduzierung von Baukosten und Bauzeit gesprochen. Die letztlich zur weiteren Verfolgung ausgewählte Streckenführung über das Klinikum ist die jüngste untersuchte Streckenvariante und wurde von der Hochbahn erst Anfang September 2019 offiziell vorgestellt. Für sie spricht die erhebliche Bedeutung des Klinikums als Arbeitgeber mit rund 11.000 Arbeitsplätzen und die erhebliche Anzahl von Patienten und Besuchern, die sich zudem bis 2040 in Folge eines umfangreichen Ausbauprogramms etwa verdoppeln soll. Da die Möglichkeit eines direkten Anschlusses des Klinikums erst nach Abschluss der Machbarkeitsuntersuchung für den mittleren Bauabschnitt in Betracht gezogen wurde, wurde für diese Variante eine eigene Untersuchung erstellt.

#### Bauabschnitt Mitte: Streckenvarianten in der Innenstadt
Für den Streckenabschnitt zwischen dem Hauptbahnhof und dem Bereich Stephansplatz/Dammtor wurden im Rahmen des Vorentwurfs neben der aktuell verfolgten Streckenführung über Hauptbahnhof Nord und Jungfernstieg zwei weitere Streckenvarianten untersucht.
Die erste der nachfolgend beschriebenen Alternativen wurde zusammen mit der aktuellen Planung im Wesentlichen bereits in der Konzeptstudie von 2014 skizziert, während die zweite erst im Rahmen der Machbarkeitsuntersuchung in Betracht gezogen wurde.
Die ältere Alternativplanung sah anstelle des Anschlusses an die Bestandsstation Hauptbahnhof Nord und der sich hieraus ergebenden Ost-West-Ausrichtung der Trasse eine neue Station in Nord-Süd-Ausrichtung unterhalb der Kirchenallee parallel zum Hauptschiff des Bahnhofs vor (Planungsname: Hauptbahnhof Kirchenallee). Die Strecke hätte von dort in einem größeren Bogen in südwestliche Richtung zur Station Rathaus geführt, die um ein eigenständiges Stationsbauwerk im Nordosten des Rathausmarkts ergänzt worden wäre, und wäre in einem weiteren größeren Bogen in nordwestliche Richtung zum Stephansplatz verlaufen.
Die jüngere Alternative entsprach im Wesentlichen der aktuell verfolgten, sah jedoch ausgehend von Hauptbahnhof Nord eine direkte Streckenführung zum Bereich Stephansplatz/Dammtor unter Aussparung des Jungfernstiegs vor. Als Voraussetzung hierfür definierte die Hochbahn, dass sowohl am Hauptbahnhof als auch am Stephansplatz ein bahnsteiggleicher Übergang zwischen der U5 und den jeweils anderen dort verkehrenden U-Bahn-Linien geschaffen wird. Am Hauptbahnhof sollte die U5 hierfür – wie aktuell vorgesehen – die ungenutzten Bahnsteigröhren von Hauptbahnhof Nord nutzen, während am Stephansplatz eine gemeinsame viergleisige Station für U5 und U1 hergestellt werden sollte.
Hintergrund dieser Variante ist eine differenzierte Betrachtung der Qualität der Umsteigebeziehungen am Jungfernstieg, die im Rahmen der Machbarkeitsuntersuchung angestellt wurde. Grundsätzlich erkannte die Untersuchung, dass eine Station am Jungfernstieg eine bessere Netzwirkung und eine bessere Erschließung der zentralen Geschäftslagen der Innenstadt böte. Dem stellte die Untersuchung jedoch gegenüber, dass das Stationsbauwerk der U5 in verhältnismäßig großer Tiefenlage und Entfernung von den Bahnsteigen der anderen Linien errichtet werden müsste, sodass sich vergleichsweise lange Laufwege zwischen der U5 und den anderen Linien und in die Innenstadt ergäben. Statt dieser als umständlich beurteilten direkten Anbindung des Jungfernstiegs sollte eine komfortablere indirekte Anbindung über den bahnsteiggleichen Umstieg an den benachbarten Stationen hergestellt werden. Als weitere Vorteile führte die Machbarkeitsuntersuchung die geringeren Herstellungskosten aufgrund des Entfalls einer zusätzlichen Station und die die geringere zur Durchquerung der Innenstadt benötigte Fahrtzeit an.
Die letztlich ausgewählte Streckenvariante ergab sich nach Aussage von Hochbahn und Senat im Wesentlichen aus der gewählten Stationsvariante am Hauptbahnhof (s. u.).
Die Nutzung der bestehenden Bahnsteigröhren von Hauptbahnhof Nord wurde im Rahmen der Vorentwurfsplanung insbesondere aufgrund der niedrigeren Herstellungskosten, der kürzeren Bauzeit und der geringeren Auswirkungen auf das Stationsumfeld und andere Bahnstrecken während der Bauzeit als vorteilhafteste Lösung identifiziert. Gleichzeitig wurden die bereits in der Machbarkeitsuntersuchung (s. u.) festgestellten begrenzten Platzverhältnisse in der Bestandsstation und auf den ungenutzten Bahnsteigen und die damit begrenzte Kapazität von Hauptbahnhof Nord zur Aufnahme weiterer Fahrgäste bestätigt. Die Aktivierung der bestehenden Röhren wurde daher ausschließlich unter der Voraussetzung als möglich eingestuft, wenn die Station durch einen zusätzlichen Halt am Jungfernstieg entlastet würde. Fahrgäste der U5 aus nördlicher Richtung mit dem Fahrtziel Jungfernstieg können diesen in der gewählten Variante direkt erreichen, die Notwendigkeit zum Umstieg am Hauptbahnhof entfällt. Ebenso können Fahrgäste anderer Schnellbahnlinien zusätzlich zum Hauptbahnhof auch am Jungfernstieg zur U5 umsteigen. Die Hochbahn erwartet, dass die Zahl der im Zusammenhang mit der U5 stehenden Ein-, Aus- und Umsteiger am Hauptbahnhof durch die zusätzliche Station am Jungfernstieg um rund 20 Prozent reduziert werden kann.
Da die Nutzung der Bestandsröhren von Hauptbahnhof Nord nach Einschätzung der Hochbahn zwingend mit dem Bau einer neuen Station am Jungfernstieg verbunden ist und hierdurch die direkte Anbindung der Innenstadt ermöglicht wird, entfällt die Notwendigkeit für einen bahnsteiggleichen Umstieg zwischen U5 und U1 am Stephansplatz, sodass hier ein gesondertes Stationsbauwerk für die Linie verfolgt wird. Daneben erklärt die Hochbahn, dass die gewählte Variante am Stephansplatz und die hier erreichte Optimierung verschiedene Vorteile biete wie die geringere Belastung des Stationsumfeldes während der Bauzeit, insbesondere der Parkanlage Planten un Blomen und der Hauptstraße Dammtordamm, den umfangreicheren Erhalt von Bestandsbäumen und die Verkürzung der für den Bau erforderlichen Sperrung der U1.
Die Konzeptstudie – die nur die aktuell verfolgte Streckenvariante und die Variante über Kirchenallee und Rathaus kannte – bevorzugte die zweitere, da sie am Hauptbahnhof sehr günstige Umsteigebeziehungen erlaubt hätte und die Strecke mit deutlich geringeren baulichen Risiken und Zwangspunkten verbunden gewesen wäre. Insbesondere erkannte die Studie bei einer Führung über Hauptbahnhof Nord Konflikte mit dem Wallringtunnel westlich des Hauptbahnhofs und der Ernst-Merck-Brücke nördlich davon. Ebenso hatte die Studie die Aktivierung der ungenutzten Bahnsteige von Hauptbahnhof Nord als zu aufwendig verworfen, da die Zufahrt zum südlichen Bahnsteig durch die Tiefgründung eines Gebäudes am Glockengießerwall blockiert wird. Im Zusammenhang mit dem geplanten Halt der U5 am Jungfernstieg wurden weiterhin die längeren Umsteigewege zu den Linien U1 und U3 und zur S-Bahn kritisch beurteilt, ebenso wurde der Aufwand eines Stationsbaus innerhalb der Binnenalster hervorgehoben. Als negative Aspekte der Südvariante erkannte die Studie vor allem die in Hinblick auf Baukosten und Fahrtzeit weniger vorteilhaften größeren Baulängen und die weniger günstige Verknüpfung zwischen Rathaus und Jungfernstieg, wobei die Konzeptstudie noch von einem Stationsstandort unterhalb der Rathausstraße ausging.
Die Machbarkeitsuntersuchung bestätigte zwar die von der Konzeptstudie erkannten Vorteile der Südstrecke über Kirchenallee und Rathaus gegenüber der Nordstrecke und hob insbesondere die bessere Erschließungswirkung für die Innenstadt hervor, gewichtete jedoch die in der Studie identifizierten Schwächen der Südvariante insgesamt höher und favorisierte daher zum einen die Nordstrecke und zum anderen eine direkte Führung vom Hauptbahnhof zum Stephansplatz.

##### Stationsvarianten HauptbahnhofNord
Für die Station im Bereich Hauptbahnhof Nord wurden im Rahmen der Machbarkeitsuntersuchung insgesamt acht Hauptvarianten untersucht. Von diesen sahen vier die Aktivierung der bislang ungenutzten Bahnsteigröhren der bestehenden Station der U2 und U4 und weitere vier die Herstellung eines eigenständigen Stationsbauwerks vor.
Die aktuell verfolgte Variante, die sich im Wesentlichen auf die Nutzung der Bestandsröhren und die Anpassung der Zugangsbauwerke beschränkt, wurde dabei kritisch bewertet und zunächst nicht für eine planerische Vertiefung ausgewählt. Stattdessen sprach sich die Untersuchung für die Verbindung der beiden nördlichen und südlichen Haltestellenröhren zu jeweils einer gemeinsamen Bahnsteighalle mit Mittelbahnsteig und den Umbau der Treppenanlagen an den beiden Haltestellenköpfen aus.
Betrachtet wurden im Einzelnen folgende Varianten:
- Mit Nutzung der Bestandsröhren
  - Nutzung der Bestandsröhren ohne (wesentliche) Umbaumaßnahmen
  - Nutzung der Bestandsröhren mit Aufweitung nach außen in bergmännischer Bauweise
  - Nutzung der Bestandsröhren mit Aufweitung nach innen in bergmännischer Bauweise und Ergänzung zusätzlicher Querschläge zwischen den äußeren und den inneren Röhren
  - Nutzung der Bestandsröhren und Verbindung mit den Röhren von U2/U4 in bergmännischer Bauweise zur Schaffung gemeinsamer Bahnsteighallen
- Mit eigenständigem Haltestellenbauwerk:
  - Haltestelle nördlich und parallel zur Bestandsstation mittels Schildvortrieb mit Bahnhofsschild
  - Haltestelle in der Ernst-Merck-Straße mittels Schildvortrieb mit Bahnhofsschild
  - Haltestelle in der Ernst-Merck-Straße mittels Schildvortrieb mit Bahnhofsschild und bergmännischer Aufweitung
  - Haltestelle in der Ernst-Merck-Straße mittels Schildvortrieb mit Eingleisschild und Verbindung der Röhren im Bahnsteigbereich in bergmännischer Bauweise zu einer Bahnsteighalle

Nutzung der Bestandsröhren ohne (wesentliche) Umbaumaßnahmen

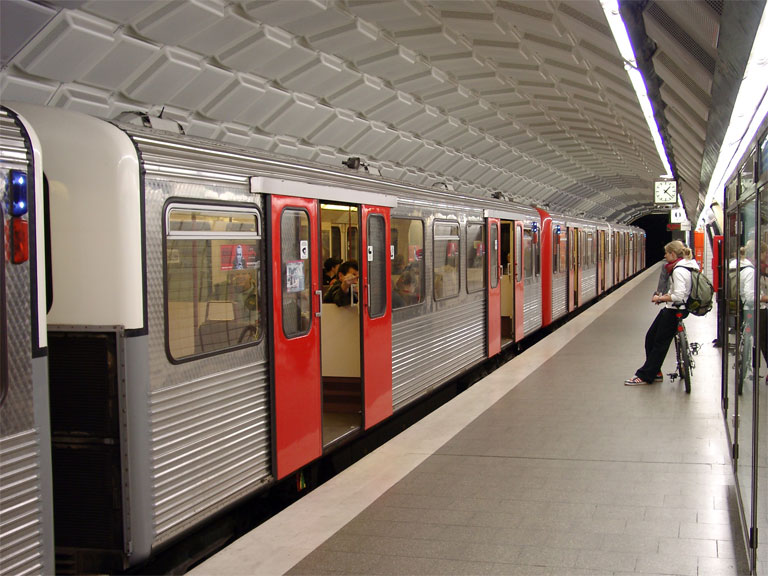
Die Machbarkeitsuntersuchung beurteilte die Kapazität der bestehenden Bahnsteige der Station Hauptbahnhof Nord kritisch

Die Machbarkeitsuntersuchung wies darauf hin, dass die Breite der vorhandenen Seitenbahnsteige mit einem Maß von lediglich 3 Metern deutlich hinter dem für die U5 definierten Regel- bzw. Mindestmaß von 4,5 Metern zurückbleibe und somit Defizite in Hinblick auf die Kapazität der Station zu erwarten seien. Dies treffe auch auf die Bahnsteige der bestehenden Linien U2 und U4 zu, die zusätzliche Umsteiger im Zusammenhang mit der U5 aufnehmen müssten. Die Bahnsteige und insbesondere die bestehenden Treppenanlage wurden auch in Hinblick auf Entrauchung und Entfluchtung der Station als „äußerst kritisch“ beurteilt, die Untersuchung betrachtete einen umfassenden Umbau der Zugangsbauwerke als erforderlich.
Weiterhin stufte die Untersuchung die Verbindung der Bahnsteigröhren von U5 und U2/U4 vorwiegend über Querschläge in Hinblick auf die Organisation der Umsteigebeziehungen zwischen den Linien, den Fahrgastkomfort und die soziale Kontrolle (vgl. Kriminalprävention, Angstraum, Vandalismus) grundsätzlich als „nicht optimal“ ein. Die Herstellung zusätzlicher Querschläge sei möglich, jedoch mit erheblichem Aufwand verbunden und stelle trotzdem keine optimale Lösung dar.
Aufgrund der genannten Defizite, insbesondere der Nichterfüllung der grundlegenden Entwurfsparameter, beurteilte die Untersuchung die Variante insgesamt negativ und verzichtete auf eine planerische Vertiefung.
Die Hochbahn hob bei der Vorstellung der im Rahmen der Vorentwurfsplanung getroffenen Entscheidung zugunsten dieser Variante die Nutzung der bestehenden baulichen Vorleistungen, die geringeren Kosten, die kürzere Bauzeit und die geringe Belastung des Haltestellenumfeldes während der Bauzeit hervor. Hinsichtlich der – in der Machbarkeitsuntersuchung kritisch beurteilten – Kapazität der Station erklärt die Hochbahn, dass diese durch den Umbau der Bahnsteigenden und der Aufgänge erhöht werde und dass sich die Fahrgäste durch den zusätzlichen Halt am Jungfernstieg so auf beide Stationen aufteilten, dass die Variante insgesamt tragfähig sei.
Nutzung der Bestandsröhren mit Aufweitung nach außen in bergmännischer Bauweise
Die Variante entsprach der erstgenannten, sah jedoch zusätzlich die Aufweitung der Bahnsteigröhren der U5 nach außen vor, um so die vorgegebene Bahnsteigbreite von 4,5 Metern zu erreichen. Die Aufweitung hätte in bergmännischer Bauweise im Schutze einer Baugrundvereisung erfolgen sollen.
Die Machbarkeitsuntersuchung erkannte im Wesentlichen dieselben Defizite wie bei der ersten Variante und beurteilte den Kapazitätsgewinn durch die Aufweitung insgesamt als nicht wesentlich. Weiterhin hielt die Untersuchung fest, dass die erforderlichen parallel zu den Bahnsteigröhren auszuführenden Vereisungsbohrungen „rein geometrisch kaum zu realisieren“ seien. Die Untersuchung verzichtete daher insgesamt auf eine planerische Vertiefung.
Nutzung der Bestandsröhren mit Aufweitung nach innen in bergmännischer Bauweise und Ergänzung zusätzlicher Querschläge zwischen den äußeren und den inneren Röhren
Die Variante entsprach der erstgenannten, sah jedoch zusätzlich die Aufweitung der Bahnsteigröhren der U5 nach innen vor, um so die vorgegebene Bahnsteigbreite von 4,5 Metern zu erreichen. Zusätzlich sollten die beiden Röhren durch weitere Querschläge miteinander verbunden werden. Wie bei der Aufweitung nach außen sollte die Maßnahme in bergmännischer Bauweise im Schutze einer Baugrundvereisung erfolgen.
Die Machbarkeitsuntersuchung erkannte im Wesentlichen dieselben Defizite wie bei den beiden vorgenannten Varianten und verzichtete daher auf eine planerische Vertiefung.
Nutzung der Bestandsröhren und Verbindung mit den Röhren von U2/U4 in bergmännischer Bauweise zur Schaffung gemeinsamer Bahnsteighallen
Die Variante sah die Verbindung der Bahnsteigröhren 1 und 2 sowie 3 und 4 zu jeweils einer gemeinsamen Bahnsteighalle mit Mittelbahnsteig vor. Die Verbindung wäre in bergmännischer Bauweise im Schutze einer Baugrundvereisung erfolgt.
Die Machbarkeitsuntersuchung sprach sich für eine vertiefende Betrachtung der Variante aus, da sie die Planungsparameter für die U5 eingehalten und optimierte Umsteigebeziehungen zwischen den Linien und einen hohen Fahrgastkomfort erlaubt hätte.
Es liegen keine Informationen zu den Gründen für die im Rahmen der Vorentwurfsplanung getroffenen Entscheidung gegen die Variante vor. Ausgehend von den Vorzügen, die nach Einschätzung der Hochbahn zugunsten der gewählten Variante sprechen, kann vermutet werden, dass die beschriebene Lösung aufgrund der umfangreichen Anpassungsmaßnahmen mit höheren Kosten und einer längeren Bauzeit verbunden gewesen wäre.
Haltestelle nördlich und parallel zur Bestandsstation mittels Schildvortrieb mit Bahnhofsschild
In dieser Variante sollten mittels Bahnhofsschild zwei neue Bahnsteigröhren parallel zu den bestehenden Röhren von Hauptbahnhof Nord hergestellt werden. Das neue Stationsbauwerk hätte in noch größerer Tiefenlage als die Bestandshaltestelle gelegen, die bereits zu den tiefsten des gesamten Netzes zählt.
Die Machbarkeitsuntersuchung beurteilte insbesondere den Aufwand für die Herstellung der Baugrube des östlichen Zugangsbauwerks sowie die Tiefenlage der Station und die sich hieraus ergebenden Auswirkungen auf Umsteigebeziehungen und Fahrgastkomfort kritisch. Weiterhin hielt die Untersuchung fest, dass der Anschluss der mit Bahnhofsschild hergestellten Tunnelröhren an die benachbarte Station St. Georg geometrisch schwieriger sei als bei zwei kleineren Eingleisröhren und einer größeren Zweigleisröhre.
Aufgrund der genannten Defizite verzichtete die Machbarkeitsuntersuchung auf eine planerische Vertiefung.
Haltestelle in der Ernst-Merck-Straße mittels Schildvortrieb mit Bahnhofsschild
Die Variante entsprach im Wesentlichen der vorgenannten, sah jedoch eine weiter nördlich gelegene Position der Haltestelle in der Achse der Ernst-Merck-Straße bzw. der Ernst-Merck-Brücke vor.
Die Machbarkeitsuntersuchung hielt auch bei dieser Variante den schwierigen Anschluss an die Station St. Georg sowie die noch weniger günstigen Umsteigebeziehungen zu den anderen Schnellbahnlinien am Hauptbahnhof fest und verzichtete daher auf eine planerische Vertiefung.
Haltestelle in der Ernst-Merck-Straße mittels Schildvortrieb mit Bahnhofsschild und bergmännischer Aufweitung in bergmännischer Bauweise
Der Stationsstandort entsprach dem der vorgenannten Variante, jedoch sollte lediglich eine Tunnelröhre hergestellt werden, die dann im Schutze einer Baugrundvereisung in bergmännischer Bauweise zu einer Bahnsteighalle aufgeweitet werden sollte. Die Station hätte in diesem Fall über Seitenbahnsteige verfügt, da die Herstellung eines Mittelbahnsteigs eine deutlich größere bergmännische Aufweitung erfordert hätte, um die notwendige Strecke für die Aufweitung der beiden Streckengleise herzustellen.
Die Machbarkeitsuntersuchung hielt auch bei dieser Variante geringen Fahrgastkomfort sowie die sehr großen Baugruben für Station und Zugangsbauwerke sowie die aufwändigen Sicherungsmaßnahmen für die angrenzende Bebauung fest und verzichtete daher auf eine planerische Vertiefung.
Haltestelle in der Ernst-Merck-Straße mittels Schildvortrieb mit Eingleisschild und Verbindung der Röhren in bergmännischer Bauweise zu einer Bahnsteighalle
Der Stationsstandort entspricht dem der beiden vorgenannten Varianten, jedoch sollten die Bahnsteigröhren mit einem Eingleisschild hergestellt und dann zu einer Bahnsteighalle mit Mittelbahnsteig verbunden werden. Der geringere Durchmesser des Eingleistunnels gegenüber dem mit Bahnhofsschild hergestellten Tunnel hätte eine vorteilhaftere Anordnung von Strecke und Stationen erlaubt, sodass u. a. eine deutlich geringere Tiefenlage hätte realisiert werden können, was in Hinblick auf den Fahrgastkomfort positiv beurteilt wurde.
Die Machbarkeitsuntersuchung betrachtete die Variante als sog. Rückfallebene für den Fall, dass kein Anschluss an die Bestandsröhren von Hauptbahnhof Nord möglich gewesen wäre.

#### Bauabschnitt West: Westlicher Linienendpunkt am OsdorferBorn
| \| \| \| Aus Richtung Innenstadt \| \| \| \| Arenen Volkspark \| \| \| \| angedachte Weiterführung \| \| \| \| Lurup Mitte \| \| \| \| Lurup Nord \| \| \| \| Osdorfer Born \| |  |                          |                  |
| |  | Aus Richtung Innenstadt  |                  |
| U-Bahn-Haltepunkt / Haltestelle (Strecke außer Betrieb) (im Tunnel) |  | Arenen Volkspark         | Arenen Volkspark |
| |  | angedachte Weiterführung |                  |
| U-Bahn-Haltepunkt / Haltestelle (Strecke außer Betrieb) (im Tunnel) |  | Lurup Mitte              | Lurup Mitte      |
| U-Bahn-Haltepunkt / Haltestelle (Strecke außer Betrieb) (im Tunnel) |  | Lurup Nord               | Lurup Nord       |
| U-Bahn-Kopfbahnhof Streckenende (Strecke außer Betrieb) (im Tunnel) |  | Osdorfer Born            | Osdorfer Born    |

Während aktuell die Arenen im Altonaer Volkspark als westlicher Endpunkt der U5 verfolgt werden und die Strecke dorthin als Teil des dritten Bauabschnitts realisiert werden soll, war bis zur Planungsebene der Machbarkeitsuntersuchung vorgesehen, dass der mittlere Bauabschnitt lediglich bis Stellingen reichen sollte und von dort aus ein dritter, westlicher Bauabschnitt zu den Arenen und weiter in westliche Richtung bis nach Osdorf und Lurup und in die dort gelegene Großwohnsiedlung Osdorfer Born führen sollte.
Wie in der aktuellen Planung für den mittleren Bauabschnitt hätte die Strecke ausgehend von Stellingen nach Westen zu den Arenen geführt. Die Strecke wäre von dort aus weiter in westliche Richtung verlaufen und zuletzt auf den Verlauf der MetroBus-Linien 2 und 3 entlang der Luruper Chaussee eingeschwenkt und wäre diesem mit den neuen Haltestellen Lurup Mitte – etwa mittig zwischen den Bushaltestellen Rugenbarg (Nord) und Eckhoffplatz (Lurup Center) – und Lurup Nord – etwa im Bereich der Bushaltestelle Luckmoor – bis zur Endhaltestelle Osdorfer Born im Bereich der Bushaltestelle Immenbusch gefolgt. Insgesamt hätte der Abschnitt zwischen Stellingen und Osdorfer Born eine Länge von rund 6 Kilometern gehabt.
Beim Variantenvergleich für den westlichen Bauabschnitt (s. u.) erzielte die Strecke, die zum damaligen Zeitpunkt noch vom Siemersplatz zum Osdorfer Born reichen sollte, das beste Kosten-Nutzen-Verhältnis; sie erreichte den höchsten verkehrlichen Nutzen bei den gleichzeitig geringsten betrieblichen Mehrkosten und wurde daher als die Variante mit der besten Aussicht auf Förderung im Rahmen des GVFG betrachtet. Bei der gesonderten Betrachtung des städtebaulichen Potenzials, d. h. etwa der Erschließung aktueller und künftiger städtebaulicher Entwicklungsschwerpunkte entlang der Strecke, wurden der Variante indes nur vergleichsweise geringe Effekte zugesprochen.

#### Bauabschnitt West: Erweiterung nach Schenefeld
Während aktuell in Betracht gezogen wird, die geplante S-Bahn-Strecke zum Osdorfer Born über ihren westlichen Endpunkt hinaus in die an Hamburg angrenzende schleswig-holsteinische Gemeinde Schenefeld zu verlängern, wurde hierfür zunächst auch eine Verlängerung der U5 untersucht.
Schenefeld hatte bereits kurz nach Vorstellung der Planungen für die U5 im Jahr 2014 um eine Aufnahme in das Vorhaben geworben und dabei eine Verlängerung der Strecke auf sein Gebiet mit zwei Stationen in den Bereichen der Bushaltestellen Schenefelder Platz und Rathaus/EKZ vorgeschlagen. Die Freie und Hansestadt hatte den Vorschlag zum damaligen Zeitpunkt mit Verweis auf die Kosten abgelehnt und stattdessen eine bessere Busanbindung in Aussicht gestellt. Die Konzeptstudie der Hochbahn aus dem Jahr 2014 konstatierte zur Erweiterung der U5 nach Schleswig-Holstein, dass sie auch langfristig keine bauliche Dichte in Schenefeld zu erkennen vermag, die einen U-Bahn-Anschluss rechtfertigen könnte.
Trotz dieser Einschätzung beauftragte die Bürgerschaft mit Beschluss vom 18. Januar 2017 die Verkehrsbehörde mit der Prüfung, ob die Strecke der U5 nach Schenefeld geführt werden sollte. Die Länder Hamburg und Schleswig-Holstein schlossen in der Folge eine Vereinbarung über die Erstellung einer Konzeptstudie, die federführend durch NAH.SH und hvv betreut und durch Hochbahn und S-Bahn Hamburg GmbH unterstützt wurde. Die Arbeit an der Konzeptstudie wurde im Sommer 2017 aufgenommen, die Ergebnisse wurden im Zusammenhang mit den Ergebnissen für die Machbarkeitsuntersuchung für den westlichen Bauabschnitt der U5 im Juli 2019 veröffentlicht.
Im Vorgriff auf das Ergebnis der laufenden Untersuchung und in Übereinstimmung mit der Einschätzung der Konzeptstudie von 2014 erklärten Vertreter des Senats, der Hochbahn und des hvv in der Sitzung des Verkehrsausschusses der Bürgerschaft Mitte März 2018 übereinstimmend, dass ein Anschluss nach dem bisherigen Stand der Untersuchung voraussichtlich nicht unterstützt werden könne. Kritisch beurteilt würden insbesondere der finanzielle und betriebliche Aufwand der Erweiterung, dem eine vergleichsweise dünne Besiedlung bzw. eine als zu gering beurteilte Anzahl potenzieller Fahrgäste im fußläufigen Einzugsbereich gegenüberstehe.
Für den Anschluss wurden verschiedene Varianten geprüft, die alle den Maßgaben folgten, dass sich die Erweiterung ohne wesentliche Anpassungen der bereits erstellten und laufenden Planungen für die auf Hamburger Gebiet gelegene Strecke realisieren lässt und dass sich keine Einschränkungen bzw. Nachteile für Taktdichte und Fahrtzeiten für den Hamburger Teil der Strecke ergeben. Unter Beachtung der genannten Bedingungen wurde als realistischste Option eine Variante eingeschätzt, bei der die Züge der U5 zunächst entsprechend den ursprünglichen Planungen zur Station Osdorfer Born führen, dort analog zum Betrieb auf der S-Bahn-Station Blankenese wendeten und dann nach Schenefeld führen. Gleichwohl betrachtete der hvv auch diese Variante lediglich als die am wenigsten ungünstige unter einer Reihe insgesamt unvorteilhafter Lösungen.
Geprüft wurde weiterhin der Bau eines zusätzlichen Streckenasts westlich der ursprünglich vorgesehenen Station Lurup Nord, sodass die Züge der U5 entweder in Lurup geflügelt worden wären oder analog zum Betrieb auf den nordöstlichen Ästen der U1 abwechselnd Osdorf und Schenefeld angefahren hätten. Beide Varianten wurden von der Freien und Hansestadt, der Hochbahn und dem hvv jedoch mit Verweis auf den baulichen und finanziellen Aufwand und die Schmälerung der Beförderungskapazität für Osdorf abgelehnt.
Letztlich erübrigte sich die Frage der Verlängerung der U5 nach Schenefeld mit der Entscheidung, die Strecke der Linie bereits an den Arenen im Volkspark enden und Lurup und Osdorf stattdessen durch eine S-Bahn-Strecke an das Schnellbahnnetz anzuschließen.

#### Standort der Betriebswerkstatt
Zur Ermittlung des Standorts für die Betriebswerkstatt wurde bis Anfang 2016 eine eigenständige Konzeptstudie erarbeitet, die insgesamt zehn Standorte untersuchte. Neben dem zur weiteren Verfolgung ausgewählten Gleisdreieck zwischen Sengelmannstraße und Barmbek Nord waren dies drei Standorte nördlich der Station Siemersplatz, ein Standort westlich des Friedhofs Altona in der Luruper Hauptstraße, westlich der Station Arenen Volkspark, westlich der Station Stellingen sowie drei Standorte zwischen den Stationen Steilshoop und Bramfeld.
Die Konzeptstudie beurteilte das Gleisdreieck sowie den Bereich Kollaustraße/Heckenrosenweg unmittelbar nördlich von Siemersplatz als vorteilhafteste Standorte. Die Erkenntnisse der Studie wurden bis Anfang 2017 im Rahmen einer Machbarkeitsuntersuchung vertieft und bestätigt. Die Prüfung des am planerisch weiter fortgeschrittenen Streckenabschnitt gelegenen Gleisdreiecks wurde anschließend im Rahmen eines eigenen Vorentwurfs weiter vertieft, für die Kollaustraße wurde eine erweiterte Machbarkeitsuntersuchung erarbeitet. Am 24. September 2019 wurde bekannt, dass der Standort Gleisdreieck zur Umsetzung ausgewählt wurde.
Bereits während des Variantenvergleichs war erklärt worden, dass die Wahl zugunsten des Gleisdreiecks ausfallen solle, falls der östliche Bauabschnitt als erster in die Realisierung geführt würde, da die bestehenden Betriebswerkstätten ansonsten nur über längere Zuführungsfahrten erreicht werden könnten und zudem für die Fahrzeuge der U5 angepasst werden müssten. Hierbei wurde jedoch auch erklärt, dass der Standort Kollaustraße auch bei einer Entscheidung für das Gleisdreieck in Hinblick auf mögliche langfristige Netzerweiterungen gesichert werden solle. Es ist nicht bekannt, ob diese Zielsetzung nach der mittlerweile erfolgten Entscheidung aufrechterhalten wird.

#### Alternative S-Bahn-Strecke zur Erschließung des Hamburger Westens
| \| \| \| Richtung Holstenstraße und Altona \| \| \| \| \| \| \| \| \| \| Diebsteich (Gepl. Standort Bf Altona) \| \| \| \| \| \| \| \| \| \| Richtung Stellingen \| \| \| \| \| Lutherkirche \| \| \| \| \| Trabrennbahn \| \| \| \| \| Stadionstraße \| \| \| \| \| Lurup Mitte \| \| \| \| \| Lurup Nord \| \| \| \| \| Osdorfer Born \| \| |  |                                       |                                       |
| Abzweig quer, von links und von rechts |  | Richtung Holstenstraße und Altona     | Richtung Holstenstraße und Altona     |
| |  |                                       |                                       |
| Haltepunkt / Haltestelle, ehemals Bahnhof |  | Diebsteich (Gepl. Standort Bf Altona) | Diebsteich (Gepl. Standort Bf Altona) |
| |  |                                       |                                       |
| Abzweig ehemals geradeaus und nach rechts |  | Richtung Stellingen                   | Richtung Stellingen                   |
| Haltepunkt / Haltestelle (Strecke außer Betrieb) (im Tunnel) |  | Lutherkirche                          | Lutherkirche                          |
| Haltepunkt / Haltestelle (Strecke außer Betrieb) (im Tunnel) |  | Trabrennbahn                          | Trabrennbahn                          |
| Haltepunkt / Haltestelle (Strecke außer Betrieb) (im Tunnel) |  | Stadionstraße                         | Stadionstraße                         |
| Haltepunkt / Haltestelle (Strecke außer Betrieb) (im Tunnel) |  | Lurup Mitte                           | Lurup Mitte                           |
| Haltepunkt / Haltestelle (Strecke außer Betrieb) (im Tunnel) |  | Lurup Nord                            | Lurup Nord                            |
| Kopfbahnhof Streckenende (Strecke außer Betrieb) (im Tunnel) |  | Osdorfer Born                         | Osdorfer Born                         |

Während aktuell vorgesehen ist, den Hamburger Westen durch eine S-Bahn-Strecke zu erschließen, die westlich der Bestandsstation Holstenstraße aus dem Bestandsnetz ausfädelt, wurde hierfür im Rahmen der Machbarkeitsuntersuchung zunächst eine alternative Strecke untersucht, die nördlich der Station Diebsteich aus der Strecke der Pinneberger S-Bahn ausfädeln sollte. Die Strecke sollte von dort aus nach Westen bis zu einer geplanten Station Lutherkirche im Bereich des gleichnamigen Sakralbaus im Westen des Stadtteils Bahrenfeld unweit der A 7 verlaufen. Die Strecke hätte hiernach die Autobahn gekreuzt und wäre dann, wie auch in den aktuellen Planungen für die S32 vorgesehen, auf den Linienweg der MetroBus-Linien 2 und 3 im Verlauf der Luruper Chaussee entlang des südlichen Randes des Altonaer Volksparks eingeschwenkt. Die Strecke hätte ab dort dem aktuell geplanten Verlauf entsprochen mit der Ausnahme, dass eine zusätzliche Station Lurup Nord nordöstlich von Osdorfer Born bedient worden wäre.
Insgesamt hätte die Strecke eine Länge von rund acht Kilometern gehabt und über sechs Stationen verfügt.
Die Strecke erreichte unter den insgesamt sieben verglichenen Varianten für den Anschluss des Hamburger Westens (s. o.) das drittbeste Kosten-Nutzen-Verhältnis, was hauptsächlich auf den verhältnismäßig geringen baulichen Aufwand zurückzuführen ist. Auch in Hinblick auf die Verkehrswirkung erhielt die Variante eine vergleichsweise günstige Beurteilung, da sie eine Reihe verdichteter Stadtteile erschlösse und eine direkte Verbindung zwischen Osdorf und den Entwicklungsschwerpunkten im Stadtteil Bahrenfeld herstellte. Insgesamt wird die Anzahl der angeschlossenen Haushalte jedoch noch als zu gering angesehen, um nach dem GVFG als förderfähig eingestuft zu werden. Mit Beschluss der Drucksache 21/7570 erteilte die Bürgerschaft dem Senat jedoch den Auftrag, das städtebauliche Entwicklungspotenzial entlang der für die Erschließung des Hamburger Westens geplanten Trassen zu ermitteln. Sofern der Senat dabei in ausreichendem Umfange Entwicklungspotenzial im Umfeld der S-Bahn-Strecke aufdeckt und sich zu dessen Ausschöpfung verpflichtet, könnte er auch ihr Förderfähigkeit verleihen. Die Untersuchung erfolgt durch die Verkehrsbehörde in Abstimmung mit der Behörde für Stadtentwicklung und Wohnen und den Bezirken Altona und Eimsbüttel. Zu den wesentlichen bereits bekannten Potenzialen entlang der S-Bahn-Strecke gehören die Trabrennbahn Bahrenfeld, für die ein Wohnungsbaupotenzial von mindestens 2.200 Wohneinheiten erwartet wird, die Flächen im Umfeld der A 7 in Bahrenfeld und Othmarschen und die unter dem Projektnamen Science City Bahrenfeld geplante Weiterentwicklung des Forschungscampus Bahrenfeld.
Ebenfalls kritisch beurteilt werden die Betriebskosten, da die S32 ursprünglich lediglich als Verstärkerlinie zwischen Elbgaustraße und Hauptbahnhof bzw. Harburg Rathaus geplant war und befürchtet wurde, dass bei einem ganztägigen Betrieb der Linie nicht genügend zusätzliche Fahrgäste gewonnen würden, um die zusätzlichen Betriebskosten rechtfertigen zu können. Weiterhin hatten Frank Wettstein, Finanzvorstand des HSV, und Uwe Frommhold, Geschäftsführer der Barclays Arena, erklärt, dass sie aus Sicht des Stadien- und Veranstaltungsverkehrs die wesentlich näher an die Sportstätten heranführende U5 favorisierten, während die vorgeschlagene S-Bahn-Strecke aufgrund ihrer großen Entfernung zu den Stadien keine Verbesserung der bestehenden Erschließungssituation darstellte.